# Lijst van straten in Groningen (stad)
Dit is een lijst van verklaringen van straatnamen in de stad Groningen, ingedeeld per wijk. Ook de namen van kanalen, bruggen, parken en andere openbare ruimten worden toegelicht. In de oudere wijken worden alle namen verklaard; in de jongere alleen de namen die om een toelichting vragen. Waar zinvol is informatie uit de stadsgeschiedenis van Groningen toegevoegd. Veel straatnamen hebben ook een eigen lemma. Veelal zijn die voorzien van een opgave van rijks- en gemeentelijke monumenten.
Het centrum van Groningen telt (2023) in totaal 389 gangen en stegen met een breedte van minder dan 6.50 m. Daarvan zijn er 319 afgesloten, doorgaans om veiligheidsredenen. Van de 70 openbare gangen zijn 22 particulier eigendom; de overige worden door de gemeente beheerd.
In 2021 is een stadskaart uit 1571 met straatnamen in de tegenwoordige Binnenstad ontdekt in het Hessisches Landesarchiv in Marburg. De kaart wordt hier aangeduid als 'Marburgkaart'. 
De namen van niet meer bestaande gangen in de binnenstad als genoemd in de collectie-Lonsain van de Groninger Archieven zijn ook opgenomen. De pagina beoogt al met al een vorm van hodonymie (een onderdeel van de toponymie), toegespitst op de stad Groningen.
Zie voor afbeeldingen onder meer de categorieën Streets in Groningen (city) en Urban squares in Groningen (city) op Wikimedia Commons.

## Binnenstad
Voor deze lijst wordt de binnenstad begrensd door de Noorderhaven-Spilsluizen-Bloemstraat in het noorden, de Oostersingel-Damsterkade in het oosten, het Verbindingskanaal in het zuiden, en de Westerhaven – Westersingel in het westen. Samen met de Hortusbuurt, de 'Nieuwe Uitleg', vormt de Binnenstad het historische Groningen binnen de wallen (1624 – plm. 1874).
AbrugTussen Brugstraat en Astraat. Brug over de A of (tot in de 19e eeuw) Zuiderhaven. Een eerste (houten) brug is gedateerd op 1192. Een inmiddels stenen brug uit de 14e eeuw is in 1599 vervangen door de Apoortenboogbrug. Op zijn beurt is die brug in 1854 vervangen door de ijzeren Apoortendraaibrugge, in 1895 door een zwaardere brug. Het geheel, inclusief de brughoofden, gerestaureerd 2010. Draaibrug. Vermoed wordt dat de eerste brug in de plaats is gekomen van een voorde, een doorwaadbare plaats.
AcademiepleinNiet-officiële naam voor het gedeelte van de Broerstraat, waaraan het hoofdgebouw van de Rijksuniversiteit Groningen is gelegen. De universiteit is gesticht op 23 augustus 1614 als Academia Groningae et Omlandiae. Vanaf 1815 wordt de Academie aangeduid als rijkshogeschool; sinds 1876 als rijksuniversiteit. Het huidige Academiegebouw is geopend op 29 juni 1909, nadat een eerder gebouw op 30 augustus 1906 in vlammen was opgegaan. De toren op het gebouw is 65 meter hoog.
Sinds 2014 wordt het Academieplein met name in de avond en nacht verlevendigd door de uitstraling van het kunstwerk SHA-RE, bestaande uit een waterval van ledschermen in het trappenhuis van de UB, van de hand van Peter Musschenga. Het kunstwerk is een cadeau van het Groninger Universiteitsfonds bij het 400-jarig bestaan van de RUG.
Achter de MuurAlle straten achter de oorspronkelijk middeleeuwse stadsmuren hebben in 1874, op één na, een eigen naam gekregen. Gerekend vanaf de Vishoek: Hoekstraat, Muurstraat, Hardewikerstraat, Hofstraat, Singelstraat, Schoolstraat. De huidige straat Achter de Muur loopt van Poelestraat tot Gedempte Kattendiep, onder meer langs de achterzijde van het Pepergasthuis. De buitenmuur van het gasthuis aan deze straat is het enige nog resterende deel van de middeleeuwse muur.
Achter de NoorderkuipenVan Turfsingel tot Walstraat. Genoemd naar ter plaatse gevestigde leerlooierijen. De huiden werden geweekt in kuipen. Wegens de stankoverlast waren dergelijke bedrijven gevestigd buiten de eigenlijke binnenstad. Oudere namen: Blekersteeg en Martini- of Looyersperk (perk: omheind stuk grond). Vgl. ook: Zuiderkuipen.
AchteromVanaf Nieuweweg 38. De naam is al bekend in de 17e eeuw als Achteromhoek.
Agricolastraat(1879) In Stad meestal uitgesproken als Agricólastraat. Van Kruitlaan tot Oudeweg. De naam herinnert aan de humanistische geleerde   Rudolf Agricola, onder meer 1480-1484 syndicus (secretaris) van Groningen. Vanaf perceel 38 de voormalige Raamsteeg.
Akerkhof(1403) Van Vismarkt tot Brugstraat en Munnekeholm. Voor naamsverklaring zie: Hoge der A. Oudere naam: Langestraat of Aryp (1385, tot in de 15e eeuw). De zuidzijde ook Achter Akerkhof; de westzijde ook De Dobbe of Monnikendobbe. Het eigenlijke kerkhof lag aan de westzijde van de Akerk. Oude zegswijze: 'Het zal geschieden wanneer het aan het Akerkhof niet waait en in de Poelestraat geen plassen staan' (dat wil zeggen met sint-juttemis).
Akerkhof 1Korenbeurs, gebouwd 1865. Op dezelfde plaats twee eerdere beurzen: in hout (1774) en in steen (1825). Het beursbedrijf zelf dateerde uit 1680 (-1990). Het gebouw biedt huisvesting aan een supermarkt.
Akerkhof 2Akerk (ook wel ter Akerk; andere varianten op de naam zijn volgens Van den Broek - GK december 2022 - historisch of taalkundig onjuist.) De ter plaatse al bestaande kapel van de parochie O.L.Vrouwe en Sint Nicolaas ter A wordt in 1212 verheven tot parochiekerk. Vanaf plm. 1350 O.L.Vrouwe- of Mariakerk. Naderhand vervangen en uitgebouwd tot een kruisbasiliek die in 1465 de huidige, gotische vorm krijgt. Sinds 1594 protestantse kerk. De 76 m hoge toren brandt af – na blikseminslag – in 1671 en wordt in 1674 herbouwd. In 1701 stort de toren in met een gedeelte van de kerk. Hersteld en verbouwd in 1712. Het huidige orgel is in 1815 overgebracht uit de Broerkerk. Sinds de restauratie 1982-1985 is de kerk niet meer als zodanig in gebruik.
Akerkhof 4Café-restaurant en zalencentrum Huis de Beurs. Op 20 januari 1885 werd hier de afdeling Groningen van de Sociaal-Democratische Bond opgericht. Een gedenkplaat in de gevel aan de Folkingestraat herinnert daaraan.
Akerkhof 22Voormalig klooster Zusters O.L.Vrouwe van Amersfoort.
AkerkstraatVan Akerkhof tot Grote Kromme Elleboog. Tot 1874 Lammehuiningestraat (1555), naar Lamme, weduwe van Simon Huinge (omstreeks 1450), die een huis bezat op de hoek met het Akerkhof. In de volksmond ook wel 't Lammuuntje. Naamswijziging op verzoek van de bewoners wegens de slechte reputatie van de straat. Ook wel Huginghestraat (1425).
ApoortenmolendriftVan Pottebakkersrijge tot Westerhavenstraat. Het straatje voerde naar de Apoortenmolen in de Adwinger (afgebrand plm. 1870).
AstraatVan Abrug tot Westersingel. In de Astraat voorheen twee poorten: de Binnen Apoort bij de Westerhavenstraat (1517-1828) en de Buiten Apoort (1553-1620, respectievelijk 1623-1868) bij de Westersingel. De laatstgenoemde poort met een snikklokje ten behoeve van de afvaarten van de trekschuiten. Een nog oudere Apoort dateerde uit de 13e eeuw (de poort wordt genoemd in 1262) en wordt afgebroken rond 1517. De restanten van deze poort zijn in 2009 aangetroffen aan het einde van de Brugstraat. Het gedeelte van de Buiten Apoort tot de Blekerstraat in 1882 benoemd als Nieuwe Astraat, na 1920 als Aweg.
BarakkenOok Achter de Barakken is de naam voor het pleintje vanaf Prinsenstraat 9. Benaming afgeleid van de tot omstreeks 1875 aanwezige barakken voor de opslag van verdedigingsmateriaal voor de vesting.
BattengangVan Steentilstraat tot Kostersgang. Genoemd naar de gebroeders Battinck, bewoners van de hoekpercelen met de Steentilstraat (1553). Ook wel Battingegang. De Battengang liep voorbij de Kostersgang tot 1971 (bouw Politiebureau) nog door tot de voormalige Veulsgang (zie Vervallen straatnamen). 
voormalig Vrouw FransensgasthuisAan de Battengang stond van 1668 tot 1939 het Vrouw Fransens- of Geertjen Schiltsgasthuis. Dit pand in 1969 overgebracht naar het Openluchtmuseum Het Hoogeland in Warffum.
Beerensgang (of Via Vecchia)Particuliere gang vanaf Ged. Kattendiep 23, in 1999 genoemd naar horecaondernemer Domien Beeres en op diens verzoek gewijzigd in Beerensgang.
BentelaarsgangVan Oosterstraat 25 naar Gelkingestraat. Naar een destijds aanwonende familie Bentelaar, eigenaren van een smederij.
BibliotheekgangVan Zwanestraat 35 tot Poststraat. Leidde vanaf 1864 naar de Academiebibliotheek, eerder naar de aldaar sinds 1594 gevestigde Latijnse school. Het toegangspoortje tot de school is afgebroken in 1867.
BleekveldVan Turfsingel tot W.A. Scholtenstraat en Oostersingel. Omstreeks 1990 aangelegd op het terrein van de voormalige suikerraffinaderij en stroopfabriek van W.A. Scholten (1862-1970). Een bleekveld was in de 17e en 18e eeuw een grasplein of -perk voor het aan het zonlicht bleken van linnen of laken stoffen.
BlekersgangVanaf Gedempte Zuiderdiep 144. Voerde in de 17e eeuw naar een aldaar gelegen bleekweide, de Wobbebleek. Vgl. ook de Blekerstraat, de Blekerslaan, een tweede Blekersgang ter plaatse van de huidige Nieuwe Sint Jansstraat en een Blekerssteeg als oudere naam voor Achter de Noorderkuipen.
Bocht van GuineaVan Damsterdiep tot Lijnbaanstraat. (plm. 1865). De straatnaam  te herleiden naar de bocht van Guinea: de Afrikaanse westkust bij de gelijknamige golf. Langs deze kust van 1638 tot 1872 een reeks Nederlandse forten, de Nederlandse bezittingen ter kuste van Guinee, oorspronkelijk onder beheer van de West-Indische Compagnie. In Groningen was een Kamer van de WIC gevestigd en werden schepen naar het gebied uitgerust. Bocht van Guinea ook oudere naam voor de Vishoek (de naam zeker afgeleid van die van een herberg). Een Bocht van Guinea komt ook voor in Goes en (opnieuw) in Den Haag.
BoteringebrugTussen Oude Boteringestraat en Nieuwe Boteringestraat. Oorspronkelijke Boteringeboog (1703) vervangen 1886; de huidige brug dateert uit 1932.
BoteringeplaatsDoodlopend straatje vanaf Muurstraat 8. De naam is van 1996.
BroerstraatAangelegd 1560; genoemd naar het vroegere franciscaner- of Minderbroedersklooster (1245-1594), gelegen ten zuiden van de straat. In 2022 is een muurschildering aangebracht van Aletta Jacobs (1854 - 1929), eerste officieel ingeschreven studente aan een Nederlandse universiteit, arts; voorvechtster vrouwenkiesrecht.
Broerstraat 4Academiegebouw, het hoofdgebouw van de Rijksuniversiteit Groningen. Zie Academieplein.
BrouwersgangVanaf Schuitendiep 72. Voerde naar brouwerij 'De Rode Vos' (1705, zie Vosgang).
BrugstraatVan Akerkhof tot Abrug. Genoemd naar het geslacht Ten of Ter Brugge dat in de middeleeuwen een versterkt huis bij de brug over de A bewoonde. De oudste bestrating dateert uit de 11e eeuw; de straatnaam voor het eerst genoemd in 1388. Tot in de 15e eeuw ook Langestraat.
Bruine RuiterstraatVan Herestraat tot Pelsterstraat. Naar de gelijknamige herberg in de Herestraat (17e eeuw).
BurchtstraatVanaf Gelkingestraat doodlopend en van Gelkingestraat tot Oosterstraat. Tot 1874 Achter de Muur genoemd. De naam verwijst naar de in 1568 op bevel van Alva gebouwde citadel Arx Nova tussen Here- en Oosterpoort (afgebroken 1577). De Burchtstraat liep tot 1970 (uitbreiding C&A) door naar de Herestraat. Tegen de afsluiting van de straat zijn door de inwoners van Groningen destijds geen op de stadshistorie gebaseerde bezwaren ingediend. Bezwaren van de Stedenbouwkundige Adviesraad zijn door het stadsbestuur terzijde gelegd. In 2023 wordt in een renovatieplan voor het gebouw van C&A op wens van de gemeente de uitmonding van de Burchtstraat op de Herestraat wel weer 'herkenbaar' en 'waarneembaar' gemaakt.
Burchtstraat 9het huis met 'het kleinste deurtje van Groningen'.
BurengangVanaf Vismarkt 7. Tot 1883 Vuile gang. Naam op verzoek van aanwonenden gewijzigd. De nu afgesloten gang gaf oorspronkelijk via het Papenpoortje toegang tot de tuin van het Minderbroedersklooster.
Burseganggang achter Broerstraat 3. Genoemd naar de vestigingsplaats van een vroegere mensa.
ButjesstraatVan Oude Ebingestraat tot Oude Boteringestraat. Genoemd naar het geslacht Butken (vermeld 1454), dat hoekpand met Oude Ebbingestraat bewoonde. Het voorheen in studentenkringen gangbare begrip butje voor een 'slome vent' te relateren aan de 'school voor idiote kinderen', later Dr. Bekenkampschool, sinds 1914 aan 't Klooster 8 bij de Butjesstraat. De straatnaam heeft geen relatie met het butje als oud-Groninger muntje.
CaroliewegVan Herestraat tot Oosterstraat. Zeer oude straat, al bestraat in de 11e eeuw; toen de zuidelijke grens van de bebouwing. De naam Carolus afgeleid van 'kerel', oorspronkelijk een troetelnaam voor Karel Martel (688-741), grootvader van Karel de Grote. De Carolieweg dus eigenlijk 'kerelsweg' (1374), in de latere betekenis van straat van de gewone man (in tegenstelling tot de Herestraat). In de 19e eeuw ook wel Karelsweg.
CoehoornsingelVan Herestraat tot Stationsstraat. Genoemd naar Menno van Coehoorn, in Groningen ontwerper van de linie van Helpman (zie Helperlinie). Aangelegd langs de vroegere wallen; oudere naam Zuiderbinnensingel (naamswijziging in 1929). Tot omstreeks 1955 kende Groningen ook een Coehoornstraat als verbindingsstraat tussen Rabenhauptstraat en Barestraat. Die straat is doorgetrokken naar de Vechtstraat onder de naam Geulstraat.
Coehoornsingel 14Remonstrantse kerk, gesticht 1883. Sinds 2006 mede in gebruik als congres- en kantoorruimte voor de Stichting Groninger Kerken.
Coehoornsingel 26Gebouw 'De Toekomst'. Voormalig vergadergebouw socialistische beweging, met bakkerij (1888-1935). Grote zaal met 600-700 plaatsen. Op het fronton nog socialistische symbolen.
DamsterdiepHet Damsterdiep (naar Appingedam: 'n Daam) is gegraven rond 1425; het stond 1574-1884 via een verlaat in verbinding met het Schuitendiep (eerder was er een overtoom). Het Buiten-Damsterdiep (vanaf de Damsterkade) gedempt 1947 met puin uit de verwoeste binnenstad; het Binnen-Damsterdiep in 1953. In 2007 is het Binnen-Damsterdiep weer ontgraven voor de bouw van een parkeergarage. In de garage een herinnering aan het voormalige Damsterdiep in de vorm van het videokunstwerk 'Illusie van controle' (Martijn Veldhoen, 2012).
Het Binnen-Damsterdiep (destijds aangeduid als Nieuwe Steentilstraat) werd, ter hoogte van de Steentilkade, afgesloten door de (nieuwe) Steentilpoort (1620-1876) met poortershuisje (portiershuisje, verwoest 1945 en niet weer opgebouwd, ondanks de verplichting daartoe: het was een rijksmonument.
Op de kop van het Damsterdiep na de Tweede Wereldoorlog de vertrekplaats van de busdiensten naar Fivelingo (DAM) en Duurswold (Roland).
SchuitenschuiversschansTer hoogte van de Snor vanaf 1583 de uitmonding van de gracht rond de toenmalige buurt Schuitenschuiversschans. De gracht mondde uit in het Schuitendiep bij de Kruitlaan.
Damsterdiep 36Op de hoek met de Loppersumergang het Lopster veerhuis, oorspronkelijk de vertrekplaats van het Delfzijlster veer.
Damsterdiep 38Van 1870 tot 1984 stond hier de bekende Groningse koffiebranderij Tiktak.
Aan het Damsterdiep de niet meer te traceren gangen: Breukengang, Jan Knegtsgang en de Carpersgang (als achteruitgang van de herberg 'De Oude Carper').
DamsterkadeVan Damsterdiep tot Oosterkade. Kade langs het vroegere verbindingskanaal Eemskanaal – Damsterdiep (stadsgracht), met Oosterhavensluis (1877). Gedempt 1951. Zie ook Damstersingel (Oosterparkwijk).
DamsterpleinPlein op het vroegere Damsterdiep.
Derde Drift (Lopende Diep)Van Muurstraat tot Lopende Diep. Zie Drift.
DiepenDe kanalen rond de binnenstad van Groningen. Zegswijze in de 19e eeuw: 'een diepje om gaan'. In het zuiden ging de wandeling langs het nog niet gedempte Kattendiep en Zuiderdiep.
DolhuisgangTegenover Ypenmolendrift 9. Leidde van 1701 tot 1844 naar het dolhuis (gasthuis voor psychisch gestoorden, dat onderdeel was van het Sint Anthonygasthuis. Het dolhuis was een attractief doel voor een zondagmiddagwandeling. Ook: Gasthuisgang.
DonkersgangVan Oosterstraat 29 naar Gelkingestraat. Genoemd naar het geslacht Duncker (al genoemd in de 13e eeuw). Helprich Duncker woonde in de 16e eeuw in het pand Oosterstraat 29. Andere naam: Doorlopende gang. In de Donkersgang (bij de Oosterstraat) het hoogste punt in de Binnenstad: 8,57 m boven NAP. Het hoogste punt in de stad Groningen ligt tegenover perceel Helper Esweg 6: 8,91 m boven NAP. Zie ook Hoogstraatje.
DriemolendriftVan Gedempte Zuiderdiep tot Coehoornsingel. Voerde in de 17e eeuw naar de drie molens in de Oude Rondeelsdwinger (in de plaats gekomen van het eerdere rondeel De Bremer Buik, gebouwd omstreeks 1555). Komt ook voor als Molenweg (16e eeuw) en Derde molendrift. De laatste molen is afgebroken in 1875.
DriftOnder meer de benaming van een aantal verbindingsstraatjes tussen een achtergelegen straat en de (vroegere) diepen. Drift: steeg of laan. Zie verder op telwoord. Ook in namen als Apoortenmolendrift, Driemolendrift, Haverkampsdrift, Herepoortenmolendrift en Ypenmolendrift. Uit de 21e eeuw dateren de Kolendrift en de Botermolendrift (zie Hortusbuurt). .
DwarsstraatVan Lage der A tot Sledemennerstraat. Komt in de 17e eeuw voor als Kleine Sledemennerstraat.
Dwingers(Dt. Zwinger). De bastions in de 7 kilometer lange en 10 meter hoge verdedigingswallen van de vesting Groningen (omstreeks 1624-1874). In het Noorderplantsoen is de situering van enkele dwingers nog herkenbaar. In de dwingers onder meer korenmolens (van oudsher tot in de 18e eeuw standerdmolens, tot eind 19e eeuw ook andersoortige molens), kruithuizen of 'lusthuisjes' (tuinhuisjes) op palen. De bastions – elk met een diameter van circa 120 m – droegen, met de klok mee, de volgende namen:
1. Reitdiepsdwinger (met 'Spinhuismolen', afgebrand 1789; ook poelen voor het rotten van tenen ten behoeve van de mandenmakers)
2. Kruiddwinger (met 'Reithoksmolen', 1636-1832 afgebrand)
3. Jatsdwinger (met 'Kijk in 't Jatsmolen', afgebroken 1874-1880)
4. Boteringedwinger (met 'Boteringepoortenmolen' of 'Ebbingepoortenmolen', naderhand molen 'De Noordstar' op plaats huidige 'watertoren', afgebrand 1904)
5. Ebbingedwinger
6. Jacobijnerdwinger (ook Galgendwinger, plaats voor militaire terechtstellingen)
7. Walburgsdwinger
8. Johannesdwinger
9. Poeledwinger
10. Steentildwinger
11. Drenkelaarsdwinger (met 'Kleinpoortjesmolen', 1833-1863 afgebrand)
12. Oosterdwinger (met 'Ypenmolen' of 'Oosterpoortenmolen', afgebroken 1803 na blikseminslag; zie ook Ypenmolendrift)
13. Heredwinger (met 'Herepoortenmolen', afgebroken 1879, ter plaatse nu Remonstrantse kerk)
14. Oude Rondeelsdwinger (met in de loop van de tijd drie molens; de laatste ontmanteld 1875; zie ook Driemolendrift)
Een eerdere dwinger op dezelfde plaats, ook wel bekend als Bremer Buik of Bremerdwinger, is op 15 juli 1594 bij de Reductie van Groningen opgeblazen door het Staatse leger. Er waren 145 doden, waaronder die in een contramine.
15. Marwixdwinger
16. Adwinger (met 'Apoortenmolen', afgebrand plm. 1870; zie ook Apoortenmolendrift)
17. Kranedwinger (met 'Kranepoortenmolen', afgebrand plm. 1860)

EbbingebrugTussen Oude en Nieuwe Ebbingestraat. De brug dateert in zijn huidige vorm uit 1910. De lichtmasten zijn geplaatst in 1998. De masten kennen een koplicht en een baniervoorziening 'alleen voor bijzondere gelegenheden'. Naast de brug een destijds speciaal voor dat doel ontworpen verkooppunt voor Vietnamese eetwaren (architect Moehrlein, 1999).
Eerste Drift (Spilsluizen)Van Hardewikerstraat naar Spilsluizen.
Eerste Drift 3aGedenksteen voor de Ploegschilder Johan Dijkstra (1896-1978)
Eerste Drift (Zuiderdiep)Van Gedempte Zuiderdiep tot Prinsenstraat.
EgyptengangVan Visserstraat 11 tot Hoekstraat. Waarschijnlijk genoemd naar gelijknamige herberg. De gang is afgesloten. Egyptenaren: synoniem voor zigeuners.
EikelbomengangVanaf Nieuwstad 39. Ook Ketelaarsgang genoemd. De naam Eikelbomen afgeleid van tegenover de gang gelegen herberg De Eckelboom. Ketelaar is een synoniem voor ketelsmid. De gang is afgesloten.
EmmabrugTussen Emmaplein en Eeldersingel. De huidige brug dateert uit 1956, de oudste brug uit 1879. Onder de brug bevindt zich nog een openbare schuilkelder uit de tijd van de Koude Oorlog (1948-1989).
Het verkeerOp de brug het bronzen beeld Het verkeer (Willem Reijers, 1959).
EmmapleinAangelegd 1882 tussen Ubbo Emmiussingel en Praediniussingel. Genoemd naar Adelheid Emma Wilhelmina Theresia, prinses van Waldeck en Pyrmont (1858-1934), in 1879 gehuwd met koning Willem III. Regentes van het koninkrijk voor koningin Wilhelmina (1890-1898). Waldeck Pyrmont is het Duitse geboorteland van koningin Emma.
monumentOp het plein een antikernwapenmonument van Hugo Hol (1985)
Music Video Bus StopOok op het plein de Music Video Bus Stop van Rem Koolhaas (1990), geplaatst in het kader van een videomanifestatie in het Groninger Museum.
BeatrixboomIn 1988 is ter gelegenheid van de 50e verjaardag van koningin Beatrix op het plein een Beatrixboom geplant.
Anna PaulownaboomTer gelegenheid van het vijftigjarig bestaan van de Russisch-Orthodoxe parochie in Groningen is in december 2018 een Anna Paulownaboom geplant. De latere koningin Anna Paulowna stichtte in 1816 de eerste Russisch-Orthodoxe parochie in Nederland (Den Haag).
Emmiussingel, UbboVan Hereplein tot Emmaplein. Aangelegd over de voormalige wallen (1880-1882). Genoemd naar Ubbo Emmius (1547-1625), historicus en eerste rector van de Latijnse school (1594) en van de Academie (1614), afkomstig uit Greetsiel in Oost-Friesland. Het gedeelte van de singel tot de huidige Ubbo Emmiusstraat heette tot 1929 Zuidersingel.
RegenboogpadHalverwege de singel, in de verbinding tussen Ubbo Emmiusstraat en Werkmanbrug, een regenboogpad (2016).
Emmiusstraat, UbboVan Gedempte Zuiderdiep tot Ubbo Emmiussingel. Tot 1875 Hanebijtersgang (zie Vervallen straatnamen). Van 1875-1920 Zuidersingelstraat.
EngelenpoortjeGang vanaf Poelestraat 12. Genoemd naar vroegere herberg 'De Blauwe Engel' op de westelijke hoek van de gang met de Poelestraat. Het poortje zelf dateert uit de eerste helft van de 17e eeuw.
EntensgangVanaf Gelkingestraat 27 (2018). Vernoemd naar majoor Bernard Entens, officier in het Staatse leger. Entens was eigenaar van het pand Herestraat 42, waarin een unieke plafondschildering uit 1637. Een oudere Entensgang ten noorden van het huidige Harmonieterrein. Zie Vervallen straatnamen.
FolkingedwarsstraatVan Folkingestraat tot Schoolholm. In 1451 bekend als Wortstraat; tot 1885 nog als Het Woerdje: naar de woerd of het centraal gelegen deel van de oorspronkelijke es op die plaats. Naamswijziging op verzoek van de bewoners wegens slechte reputatie van de straat.
Folkingestraat(voor het eerst genoemd in 1338, de oudste bestrating dateert uit de 12e eeuw). Genoemd naar het Drentse geslacht Folkerdinghe. Het laatste deel ook wel Jodenstraatje. Tot 1942 centrum van de Groningse Jodenbuurt. Zie afzonderlijk lemma.
GanzevoortsingelVan Stationsstraat tot Praediniussingel. Genoemd naar de Groninger humanist Wessel Gansfort (1419-1489). Oudere naam (tot 1882) Oude Bosch. Zie ook Vervallen straatnamen.
GardepoortTussen Martinikerkhof en Turfstraat. De poort dateert uit 1639 en diende als onderkomen voor de ruitergarde van de prinsen-stadhouders. Vandaar ook de naam Ruiterwacht.
GasthuisstraatjeVan Visserstraat tot Hoekstraat. Genoemd naar het Jacob- en Annagasthuis, gesticht 1495. Het proveniersgasthuis (gasthuis waar men zich kon inkopen in ruil voor levenslange verzorging) staat ook bekend als 'Lekkerbeetjesgasthuis': de lekkerder beetjes in relatie tot het klaarblijkelijk minder goede eten in andere gasthuizen.
Gedempte KattendiepIn de middeleeuwen benaming voor een gracht in twee delen die niet met elkaar waren verbonden. Cattendiep-west van Het Maar (zie Hoornsediep) tot nabij de Munnekeholm; Cattendiep-oost in zuidwestelijke richting van Poelepoort tot binnen-Oosterpoort. Na verwaarlozing vanaf omstreeks 1470 in 1614-1637 opnieuw gegraven, nu als aaneensluitende verbinding tussen Schuitendiep en A; in 1880 gedempt na gereedkomen Verbindingskanaal. Het Kattendiep kende bij het Schuitendiep een brugverbinding voor voetgangers: het Trappenboogje, na 1857 een wagenbrug. Na de Tweede Wereldoorlog lag het in de bedoeling het Gedempte Kattendiep bij de Oosterstraat voor het verkeer af te sluiten. De rooilijn van het naastgelegen hoekpand ligt dan ook ver naar voren.
De herkomst van de naam is onbekend. Het begrip 'katten' staat voor een aaneensluitende reeks palen, bedoeld om de doorgang naar een belendende wal onmogelijk te maken. Meer aansprekend is nog het begrip 'staketsel'. Zie ook Kattenhage.
La grande Lacerzione .In 2004 is bij de Kleine Peperstraat opnieuw geplaatst het kunstwerk 'La grande Lacerzione' of 'De Grote Verscheuring' van Pierluca degli Innocenti (1926-1968). Het beeld, een geschenk van de studentenvereniging Vindicat atque Polit, stond van 1965-1994 op de Grote Markt. Het staat symbool voor de spanning tussen schepping en ondergang, zoals in de tijd waarin het werk tot stand kwam de Vietnamoorlog en de oorlog in Algerije.  
Gedempte ZuiderdiepVan Oosterstraat tot Munnekeholm . Oorspronkelijk gracht in twee delen langs de oudste omwalling van de stad, gegraven omstreeks 1260. Zie onder Gedempte Kattendiep. Vanaf omstreeks 1470 verwaarloosd; 1614-1637  opnieuw gegraven als doorgaande verbinding tussen Schuitendiep en A; vanaf de Oosterstraat al gauw Zuiderdiep genoemd. In 1880 gedempt na gereedkomen Verbindingskanaal (op een gedeelte langs de Reitemakersrijge na). Het Zuiderdiep wordt optisch en feitelijk afgesloten door het gebouw van de Academie Minerva. Over het Zuiderdiep bruggen in het verlengde van de Oosterstraat, Herestraat, Haddingestraat en Schoolholm  (het zogeheten 'Papenbruggetje', genoemd naar de bewoners van het nabijgelegen refugium van het Aduarder klooster). De zuidelijke kaden langs het Zuiderdiep droegen namen als Ooster- en Westerboermande. Op de boermanden werd tot in de 16e eeuw het stadsvuil gestort. Zie ook Boermandestraat (Oosterpoortwijk).
Gedempte Zuiderdiep 8Martini Hotel, tot in 2002 nog genoemd Hotel WEEVA (oorspronkelijke betekenis: 'Woon- en Eethuis voor Allen', opgericht 1871 als volksgaarkeuken).
Gedempte Zuiderdiep 24Voormalige hoofdvestiging van het Nieuwsblad van het Noorden (1903-1993). Het 'Nieuwsblad' verscheen van 2 juni 1888 tot 30 maart 2002.
Gedempte Zuiderdiep 78Pathébioscoop, van 1895 tot 1983 het terrein van de Brandweerkazerne, eerder kazerneterrein (Zuiderkazerne) en Zuider(armen)kerkhof.
Gedempte Zuiderdiep 158Academie Minerva (1984). De kunstacademie dateert uit 1797.
GelkingestraatOorspronkelijk achterstraat van zowel Here- als Oosterstraat, genoemd naar het Drentse geslacht Gelkinge dat in de 12e en 13e eeuw een steenhuis bewoonde op de oostelijke hoek met de Grote Markt. De Gelkingen waren in het begin van de 13e eeuw de voornaamste tegenstanders van de prefecten van Groningen. De oudste bestrating dateert uit de 11e eeuw; de straatnaam wordt voor het eerst vermeld in 1387.
Aan de westzijde, halverwege Grote Markt en Hoogstraatje, 1887-1962 de r.-k. kerk van de Paters Jezuïeten, de O.L.Vrouwe Onbevlekt Ontvangen- of Paterskerk.
bushalteTer plaatse van een vroegere bushalte in de straat (bij het Hoogstraatje) een kunstwerk dat de longen verbeeldt en daarmee zichtbaar maakt dat men zich naar de buitenwijken begeeft, naar rust en ruimte. De tekst op de lichtkrant gaat over wachten en reizen (Loes Heebink e.a., 1996).
tegeltableauOp de hoek met de Grote Markt een interactief tegeltableau ('Ons Blauwe Hart') (E. Stienstra, 2012).
Zijgangen aan de even zijde: zie Oosterstraat; aan de oneven zijde Entensgang (27), Sieboldsgang (35), zeker tot 1915 Nostergat (= neusgat) (39) en Munsterstraatje (43).
Grote GangVan Schuitendiep 88 tot Soniusgang.
Grote Kromme ElleboogVan Oude Kijk in 't Jatstraat tot Turftorenstraat. In 1391 samen met de huidige Turftorenstraat Kromme Jat genoemd (in tegenstelling tot de Rechte Jat, de Kijk in 't Jatstraat). Beide namen naar aanleiding van het gebogen verloop van de straat.
Grote MarktDelen van de Grote Markt (voor het eerst benoemd 1317, tot 1822 bekend als Brede Markt) staan in de stadsgeschiedenis bekend onder een eigen naam: de Korenriepe (oostzijde), het Koornplein (aangelegd in 1680, de vroegere 'ster', de Glène riepe aan de noordzijde, de Vogelmarkt (noordwestzijde), de Slagtersriepe (zuidzijde bij De Doelen), de Botermarkt (tussen Gelkinge- en Herestraat). Ten westen van de Martinitoren lag de Ludzenplaats, voor de Hoofdwacht het Officierspleintje. Zie verder eigen lemma.
GuichardsgangVan Oude Kijk in 't Jatstraat 39 tot Professorengang. Genoemd naar een aanwonende, hopman Guichard (1765), waarschijnlijk een lid van de hugenotenfamilie Guichard.
Guldenstraatvan Grote Markt tot Vismarkt. Van de naam, die al in 1447 voorkomt (Gulden rijp), is de herkomst onbekend. Mogelijk gaat het om een deel van de naam van de herberg 'Het Gouden Hooft'. In de Guldenstraat rond 1790 de Oranjesociëteit 'De Gouden Roemer'.
Tot 1839 in de Guldenstraat de r.-k. statie van Sint Maria, daarna in hetzelfde pand de eerste kerk van de Christelijke Afgescheiden gemeente.
In 1836 de eerste boekwinkel van J.B. Wolters.
In 1908 het eerste 'bioscope-theatre' in Groningen: 'Elite'.
GymnasiumstraatVan Turfsingel tot Kruitgracht. De straat is genoemd naar het (stedelijk) gymnasium, daar gebouwd in 1882.
HaaksgangBurengang vanaf Hoge der A 3. Waarschijnlijk genoemd naar Jan Haken, de eigenaar van een bakkerij op de hoek van Brugstraat en Hoge der A (omstreeks 1806).
HaddingedwarsstraatVan Haddingestraat tot Folkingestraat. Heette tot 1961 (bouw parkeergarage) Breede gang. Oorspronkelijke naam (1373) Otten Pollemansmenneweg. In de gang 1450-1689 het Ludeken Jargesgasthuis.
HaddingestraatVan Vismarkt tot Nieuwstad (Groningen). Naar het 14e-eeuwse Drentse geslacht Harderinge. Voor het eerst genoemd in 1347. Het oudst bekende wegdek dateert echter al uit de 11e eeuw. Halverwege de straat, aan de oostzijde de niet meer te traceren Papegaaiengang.  Over het Zuiderdiep de Haddinge- of Harderingeboog.
Haddingestraat 23Lutherse kerk, gebouwd als schuilkerk (gereed 1696), met voorgebouw uit de 19e eeuw. De lutheranen van de 'onveranderde Augsburgse confessie' vormden al in 1617 een lutherse gemeente, maar werden pas in 1692 formeel door de stedelijke overheid erkend. Het gebouw van een eerdere Lutherse kerk Kostersgang/Kleine Steentilstraat.
In de Haddingestraat 1797-1860 de Haddinge of Werkhuiskazerne; eerder een stadswerkhuis.
HanzepleinVan Oostersingel tot Petrus Campersingel. De naam Hanzeplein sluit aan op de straatnamen in Eemspoort. Een hanze was in de middeleeuwen een belangengemeenschap van kooplieden die het recht hadden handel te drijven op een bepaalde stad of streek. De omstreeks 200 steden in Noord- en Noordwest-Europa, die betrokken waren bij het in de loop der jaren ontstane netwerk van internationale handelscontacten, vormden in 1264 het Hanzeverbond. De stad Groningen wordt genoemd als een der oprichters. Groningen speelde evenwel niet een belangrijke rol: het was geen principaalstad. Het verbond is in 1669 opgeheven. Sinds 2008 profileert Groningen zich – in het kader van stadsmarketing – weer duidelijk als Hanzestad.
Hanzeplein 1Aan het plein (1994) de hoofdingang van het Universitair Medisch Centrum Groningen.
Het rode geheimVoor de ingang van het UMCG het kunstwerk 'Het rode geheim' (Sigirdur Gudmondsson) dat het complexe netwerk van de hersenen verbeeldt.
HardewikerstraatVan Oude Ebbingestraat tot Oude Boteringestraat. Tot 1874 Achter de Muur. Benaming overeenkomstig de 14e-eeuwse naam (1365) voor de huidige Rode Weeshuisstraat, naar het geslacht Herdewikes, Herwiker of Hardewiker. Mogelijk relatie met de Hanzestad Harderwijk, die tolvrijheid verschafte aan Groninger kooplieden die daar koggeschepen naar Westfalen bevrachtten. Ook genoemd Begijnenweg (1386).
HelmsgangVanaf Oosterstraat 7. Genoemd naar de oorspronkelijke Helmspoort die leidde naar de achteringang van de herberg 'De Vergulde Helm' aan de Grote Markt (naast 'De Doelen').
HerebinnensingelVan Herestraat tot Rademarkt. Aangelegd na het slechten van de wallen (1880-1882). Oudere naam voor het gedeelte tussen Ypenmolendrift en Rademarkt: Oosterpoortenmolendrift. Zie ook Kempkensberg (Herewegwijk).
HerebrugTussen Hereplein en Hereweg. De huidige brug dateert uit 1953. Eerder was er een basculebrug. Het beeldhouwwerk 'Landbouw en veeteelt' (ook bekend als 'Stedenmaagd' of 'Blote Bet') symboliseert de verbondenheid van Stad en Ommelanden (Wladimir de Vries, 1953). Anekdotisch is de vraag van een lid van de beoordelingscommissie (KVP-wethouder Hulsman) aan de beeldhouwer: 'Blijft dat zo naakt, schilder?'. De kunstenaar zou naar haar zeggen zijn geïnspireerd door het model Frederieke (Freddy) Duitscher (1922-2015). (Ploegjaarboek 2011)
HerepleinTussen Heresingel en Ubbo Emmiussingel. Het plein is aangelegd na de ontmanteling van de vesting. De noordoostelijke pleinwand bij de bevrijding in 1945 geheel verwoest.
bioscoopHet voormalige bioscoopcomplex geopend in 1960 en gesloten in 2006. Tijdelijk opnieuw in gebruik geweest 2010 tot 2019. Bij de bouw van het complex stuitte men op de muren van de 'Citadel' of 'Arx Nova', de dwangburcht van Alva (1568-1577). Zie ook Prinsenstraat.
Langs moeders grafHet monument Langs moeders graf (Abraham Hesselink) voor de in Groningen geboren schilder Jozef Israëls is onthuld in 1922. In de Tweede Wereldoorlog is het gedeeltelijk vernield en in augustus 1946 opnieuw onthuld.
TschumipaviljoenThe glass video gallery (naar een ontwerp van Bernard Tschumi, 1990) dient volgens de ontwerper 'om het ontstaan van creatieve netwerken te bevorderen'. Geplaatst ter gelegenheid van een videomanifestatie in het Groninger Museum.  Het gebouwtje wordt meestal het Tschumi-paviljoen genoemd.
PitstraboomAan de westzijde een boom, in 1990 bij zijn afscheid aangeboden aan Tom Pitstra, fractievoorzitter PSP in de gemeenteraad, wegens zijn verdiensten voor de bescherming van de stadsbomen.
AmaliaboomOp 8 december 2003 is op het plein een koningslinde geplant ter gelegenheid van de geboorte van prinses Catharina-Amalia.
HerepoortenmolendriftVan Kleine Raamstraat tot Ruiterstraat oost-west gericht. De historische drift liep tot omstreeks 1975 in noord-zuid richting van de toenmalige Raamstraat (de huidige Herepoortenmolendrift) tot de Coehoornsingel. De drift leidde naar de molen in de Heredwinger (ter plaatse van de huidige Remonstrantse kerk; de molen afgebroken 1875).
HeresingelVan Hereplein tot Verlengde Oosterstraat. Aangelegd na de ontmanteling van de vesting (1880-1882).
bronzen boomBij de Verlengde Oosterstraat een monument (Armando, 1995) ter herinnering aan de Groninger drukker en schilder Hendrik Werkman (zie Werkmanbrug). De bronzen boom symboliseert onverzettelijkheid en opstandigheid, maar ook kwetsbaarheid. De stam is abrupt afgekapt: in de bloei van het bestaan.
Heresingel 30Verkleinde kopie van het voormalige Scholtenhuis aan de Grote Markt (1883); het pand is van 1902-1961 in het bezit geweest van de familie Scholten. In de Tweede Wereldoorlog was het een dependance van het Scholtenhuis. Van 1945-1950 heeft het gediend als onderkomen voor het Bijzonder Gerechtshof voor de berechting van oorlogsmisdadigers.
HerestraatVan Tussen beide Markten tot Hereplein. Zeker sinds de 2e eeuw, evenals de Waagstraat en de Oude Boteringestraat, schakel in de zuid-noordroute door Groningen. Oorspronkelijk Heerweg: de weg waarlangs het leger trok; belangrijke verbindingsweg voor het onderhoud waarvan de landsheer verantwoordelijk was. De straatnaam voor het eerst genoemd 1346. De Herestraat is sinds 1968 voetgangersgebied. 
HerepoortDe oudste Herepoort (1010-1468) ter hoogte van de Bruine Ruiterstraat. De contouren ervan zijn in 1995 in het plaveisel zichtbaar gemaakt. Ter hoogte van de Herebinnensingel een nieuwe Herepoort 1472(1621)-1878, na een verbreding van de wallen 34 m lang. Het gedeelte van de straat tussen beide poorten destijds ook wel Verlengde Herestraat. Het wijde van de Herestraat diende als weerplein (voor het in slagorde brengen van de verdedigers van de stad bij uitvallen door de poort; vgl. ook Poelestraat en Rademarkt). Tevens was het een wagenplein en turfmarkt.
putOp het plein tot 1866 de 'welput': in de volksmond de plaats waarvandaan de Groningse kinderen kwamen (zie: Kinderboom).
HoedemakersgangVanaf Pelsterstraat 10. Private gang; leidde oorspronkelijk naar de hoedenfabriek van B. Feldbrugge. Door de eigenaar halverwege de 20e eeuw benoemd als Hoedemakersgang.
HoekstraatVan Oude Kijk in 't Jatstraat tot Gasthuisstraatje. Tot 1874 Achter de Muur. De naam verwijst naar de Vishoek in het verlengde van de Hoekstraat.
In het midden van de bestrating, evenals in andere voormalige 'muurstraten', een keienstrook die herinnert aan de middeleeuwse stadsmuur.
HofstraatVan Oude Ebbingestraat tot Sint Walburgstraat. Tot 1874 Achter de Muur, in de 17e eeuw Prinsenhofstraat, naar het aan de Sint Walburgstraat gelegen Prinsenhof. Eerder nog Kleine Jacobijnerstraat.
Hofstraat 26Kerkgebouw Zevendedagsadventisten (1955).
Hofstraat 36In dit perceel nog restanten van een middeleeuwse muurtoren (Tibbetoren). Tibben zijn Doopsgezinden, die er mogelijk gevangen zaten.
Hofstraat 21Aan de zuidzijde 1860-1968 de Franse school voor meisjes, later gemeentelijke Meisjes HBS. Tot 1840 ter plaatse de Academiemanege. Tijdens de Tweede Wereldoorlog kazerne van de Deutsche Kriegsmarine.
Hoge der AVan Brugstraat tot Visserstraat. Voor het eerst genoemd 1397. Oorspronkelijk de hoge oever van de rivier de A; binnen de oude stad tevens de westelijke (binnenste) verdedigingsgracht, later bekend als A- of Zuiderhaven (in tegenstelling tot de Noorderhaven). De oever is waarschijnlijk eerst in de 11e eeuw opgehoogd. De oudste bebouwing dateert eveneens uit de 11e/12e eeuw en is, op onderdelen, nog aanwezig. Archeologische vondsten, waaronder die van zaden en plantenresten, daterend uit de 9e en 10e eeuw, geven aan dat ook de niet beschoeide oever van de A - in elk geval ter hoogte van de Haaksgang - al diende voor het aanleggen van schepen uit de buitengaatse handelsvaart, onder meer met goederen uit de Elzas, Scandinavië en Oost-Europa.
De in Drenthe ontspringende rivier de Aa is al in de vroege middeleeuwen van economisch belang. De rivier kende, via het Reitdiep en de benedenloop van de Hunze, het Groninger diep, tot 1876 een open verbinding met de Noordzee. Perceel 19 is nog voorzien van gleuven voor vloedplanken. De A binnen de stad was sinds 1636 door een overtoom, sinds 1673 door een spilsluis, zuidelijk van de Visserbrug, afgesloten van het brakke water van het Reitdiep. Op het brede gedeelte bij de Visserbrug in de middeleeuwen muurhuizen (met de Harkestoren en de Meester Alberts- of Kassentoren) en 1683-1890 visbanken: de afslagplaats voor vers aangevoerde vis. Ook bij de Abrug stonden muurhuizen. Tegenover de Turftorenstraat in de middeleeuwen de Turftoren.
Er zijn – blijkt uit recent onderzoek – geen aanwijzingen dat de A ooit in een meer oostelijk gelegen bedding langs Groningen heeft gestroomd. Zie ook Hoornse diep (Schilderswijk c.a.).
MenistenhemelHoge der A wordt ook wel 'Menistenhemel' genoemd: er woonden in de 19e eeuw doopsgezinde hout- en graanhandelaren.
HoogstraatjeVan Herestraat tot Oosterstraat. Aangelegd in 1600 als Walenstraat (naar de uit Wallonië afkomstige, om godsdienstige redenen vervolgde protestanten, die zich na 1594 in de stad vestigden). In 1701 ook genoemd Lutkenijestraatje, vanaf 1750 bekend onder de huidige naam. In de 19e eeuw ook wel Grote Hoogstraatje, in tegenstelling tot het Kleine Hoogstraatje (de Poststraat). In het Hoogstraatje ligt niet het hoogste punt van de stad. De maximale hoogte (bij perceel 14) is 8,19 m. boven NAP. Voor het hoogste punt zie Donkersgang.
HoornstraatjeVan Steentilstraat tot Gedempte Kattendiep. Oorspronkelijk Hornstraatje. Horn of hörn is Gronings voor hoek of bocht (naar de zuidzijde van de kade langs het Kattendiep).
De HoozeGang vanaf Martinikerkhof 10 naar de Nieuwe Markt. In vroeger eeuwen doorgaande verbinding met de Engelengang. Hooze (Gronings), kous van geweven stof.
HopmansgangVanaf Schuitendiep 62. Genoemd naar aanwonende Hendrick Hopman, vermeld in 1616. Een hopman als zodanig was in Groningen de commandant van een vendel van de schutterij.
JacobijnerstraatVan Oude Ebbingestraat tot Sint Walburgstraat. Genoemd naar het Dominicaner- of Jacobijnerklooster, van 1309 tot 1594 gevestigd op het terrein noordelijk van de straat (en doorlopend tot de stadsmuur). Op de hoek met de Oude Ebbingestraat tot 1660 de kloosterkerk. De kerk is in de laatste jaren van zijn bestaan in gebruik geweest als geschutgieterij.
JobsgangVanaf Hoekstraat 54. Genoemd naar gevelsteen 'Job' in hoekperceel. De gang is afgesloten.
JonkerstraatVan Gedempte Zuiderdiep tot Ganzevoortsingel. Herkomst van de naam onbekend.
KattenbrugNaam van de brug over het Schuitendiep in het verlengde van het Gedempte Kattendiep. De brug is in 2022 opengesteld.
Kattendiepzie Gedempte Kattendiep.
KattenhageVan Hofstraat tot Maagdenbrug. De straat wordt aangeduid als dé Kattenhage.  Hage is heg, omheining van levend hout. Hoewel de dreiging doorgaans uit het zuiden kwam is in 1251 Groningen ook aangevallen vanuit het noorden (door Ommelanders uit Hunsingo en Fivelingo) en moesten de stadsmuren ter plaatse, op last van de veroveraars, zelfs worden afgebroken.
Kattenhage 4-10Vrouw Wilsoors- of Aaffien Olthoffsgasthuis (1743-1975, gerestaureerd 1978). De huisjes zijn gebouwd op het terrein van de oudste stadsgrachten.
KeerweerDoodlopend straatje vanaf Driemolendrift 2.
Kijk in 't JatbrugTussen Oude en Nieuwe Kijk in 't Jatstraat. De gelijknamige boog is in 1856 vervangen door een brug. De huidige brug is gebouwd in 1951. De beelden (van Willem Valk) symboliseren de korendrager, de scheepsbouwer, de koopvrouw en de visvrouw, alle beroepen die in de omgeving van de brug werden uitgeoefend.
Kleine ButjesstraatVan Butjesstraat tot Hardewikerstraat. Aangelegd in 1472 door aanwonende eigenaren. Zijgang destijds: Revetsgang, een in de 17e en 18e eeuw genoemde verbinding tussen Kleine Butjesstraat en Pausgang. Een revet was een kaatsbaan.
Kleine der AVan Brugstraat tot Reitemakersrijge. Oudere naam: Katrijp (1374). Tot omstreeks 1885 zeer nauwe verbinding met de Brugstraat, onder de naam Jagerstraatje (genoemd naar een aanwonende in de 18e eeuw).
openbaar toiletOp de hoek met de Reitemakersrijge sinds 1996 een openbaar toilet met onder meer melkglas, waarin door middel van foto's van mannen en vrouwen die gekleed gaan in diamanten, de strijd tussen de seksen wordt verbeeld. De architect is Rem Koolhaas, de fotograaf Erwin Olaf.
Kleine GangVan Schuitendiep 86 tot Soniusgang.
Kleine GelkingestraatVan Carolieweg tot Gedempte Zuiderdiep.
Kleine HaddingestraatVan Nieuwstad tot Gedempte Zuiderdiep. De Haddingestraat is in 1642 doorgetrokken tot het diep.
Kleine Kromme ElleboogVan Oude Kijk in 't Jatstraat tot Grote Kromme Elleboog. In de 16e eeuw nog Menichfoldichestraat, naar het in de vroege middeleeuwen daar gelegen bisschopsgoed.
Kleine MolenstraatVan Kostersgang tot Radebinnensingel. De naam afgeleid van de Kleinpoortjesmolen in de Drenkelaarsdwinger, afgebrand 1863. Onder meer de brand wordt beschreven in de roman van W. van Riesen, 'Albarta ten Oever' (Callenbach, Nijkerk, 1942).
Kleine PelsterstraatVan Herestraat tot Pelsterstraat. Volgens de gevelsteen in perceel 6 de Heilige Geeststrate (naar het Heilige Geest- of Pelstergasthuis).
Kleine PeperstraatVan Oosterstraat tot Gedempte Kattendiep. Doorbraak naar het diep in 1632. Nog tot 1862 Peperkazerne.
Kleine RaamstraatVan Gedempte Zuiderdiep tot Coehoornsingel. Zie verder Raamstraat.
Kleine SnorVan Martinikerkhof 13 naar Singelstraat. Over het terrein waarop nu het Provinciehuis staat liep tot 1915 ook een Grote Snor. Een snor of snurre is een straatje van geringe betekenis.
Kleine SteentilstraatVan Steentilstraat tot Kostersgang.
KlinkhamersgangGang vanaf Rademarkt 6. De naam spreekt voor zich. Voorheen ook Roosengang, naar de herberg 'De Witte Rose'.
't KloosterVanaf Butjesstraat 6. Genoemd naar ter plaatse gelegen Geestelijke Maagdenklooster (zie Rode Weeshuisstraat). 't Klooster mondde tot 1945 ook uit in de Oude Ebbingestraat; nu nog doorgang voor voetgangers.
KoningsgangVanaf Rademarkt 3. Genoemd naar de vroegere herberg 'De Coninck van Denemarken' op de hoek van het Zuiderdiep. In de 19e eeuw doorgaande gang naar Zuiderdiep. Zie ook Soepenellegangetje (Vervallen straatnamen).
KoornbrandersgangVanaf Prinsenstraat 41. Naam afgeleid van koornbranders of jeneverstokers. In de 17e eeuw Brandewijnbrandersgang (de drank werd getrokken uit lijsterbessen). Ook genoemd: Korremorrebrandersgang (korremorre: afval). De gang komt daarnaast nog voor als Kolenbrandersgang en Stokersgang.
KorfmakersgangVanaf Battengang  19. De gang is afgesloten..
KostersgangVan Rademarkt tot Winschoterkade. Genoemd naar Gheert Koster (vermeld in 1590). Bij de Kostersgang nog in 1862 de Doriesgang (Dorus' gang), de Lietjesgang (1824) en de Weversgang (zuidzijde); op de hoek met de Kleine Steentilstraat (Kostersgang 38) de als gebouw nog bestaande - eerste Lutherse kerk in Groningen (18e eeuw).
Koude GatVerbinding tussen Herestraat (5) en Vismarkt. De naam spreekt voor zich (de aanduiding 'gat' naar Dt. 'Gasse'; vgl. ook: 'jat'.) Op de kaart van Haubois, editie 1637, geldt de naam Kleine Koude Gat het tot in de 17e eeuw zeer smalle Tussen beide Markten. De verbinding ten zuiden van het 'blokhuis' stond bekend als Grote Koude Gat.
KreupelstraatVan Grote Markt tot Jacobijnerstraat. Oorspronkelijk zeer smalle straat, uitmondend tegenover de Postrijdersgang. In april 1945 geheel verwoest. Vermelding al in 1458 als Cropelstrate: smal bochtig straatje. Mr. J.A. Feith legt in de GVA 1893 voor de naam Kreupelstraat een verband met het kropelgilde, het gilde van de pottenbakkers, en verwijst daarvoor naar straatnamen in Bremen. Groningen kende ook nog een Kreupelgang bij de Nieuwstad (zie vervallen straatnamen). Aan de voet van de Martinitoren een markeringspunt van de Liberation Route Europa 1945 (2024).
KruitgrachtVan Kruitlaan tot Walstraat. Genoemd naar ter plaatse gelegen provinciaal ammunitiehuis of Arsenaal (1629-1879). Het ammunitiehuis deed overigens sinds 1650 alleen dienst als tuighuis. Het kruit was opgeslagen in enkele dwingers aan de noordkant van de stad.
KruitlaanVan Turfsingel tot Oostersingel. Zie Kruitgracht.
KruitstraatVan Turfsingel tot Kruitgracht.
KuipersplaatsVanaf Lutkenieuwstraat 14. Genoemd naar aanwonende Kuiper (1692).
KwinkenpleinVan Oude Ebbingestraat tot Kreupelstraat. Ter plaatse tot april 1945 een smalle gang die leidde naar de Kwinken- of Quinckenplaats. 'Kwinken' te herleiden tot de herberg 'De Quincke' (de vijfde = Karel V), op de hoek met de Oude Ebbingestraat.
De LaanVan Turftorenstraat tot Visserstraat. Oude menne- of landweg, doorlopend tot in de Paddepoel; al genoemd in 1404. Alleen het eerste gedeelte was bebouwd: de Lutkenieuwstraat. Men woonde óp de Laan.
Lage der AVan Astraat tot Reitdiepskade. Lage oever van de A. Het noordelijk deel in de 17e eeuw bekend als Bij de Soutketel. De huidige bebouwing stamt grotendeels uit de 19e eeuw.
Lage der A 12-13Pakhuis "Werkmanhuis', genoemd naar de drukkerij (op een bovenverdieping) van de Groninger drukker Hendrik Werkman.
LopendediepVan Boteringebrug tot Kijk in 't Jatbrug. Zie voor naamsverklaring Noorderhaven.
LoppersumergangVan Damsterdiep 34 tot Nieuweweg. Genoemd naar het Lopster veerhuis op de hoek met het Damsterdiep, vertrekplaats van de schuiten naar Fivelingo.
LutkenieuwstraatVan Akerkhof tot Turftorenstraat. Genoemd in 1506. Oorspronkelijk het bebouwde deel van De Laan, het oudste deel al genoemd in 1404 eeuw als Stickelsmoleweg. Lutke is 'klein'. Ook wel Lutgenestraat. In de Lutkenieuwstraat is in 2005 het tot op heden oudste bewijs gevonden van de aanwezigheid van mensen in de huidige binnenstad: een vuurstenen pijlpunt uit de vroege Bronstijd.
Lutkenieuwstraat 13Aan de oneven zijde - ter plaatse van de Agaathhof - tot 2004 het (voormalige) congrescentrum 'Het Tehuis', opgericht 1891 door de christelijke jongelingsvereniging 'Onze Hulpe zij in den naam des Heeren' als 'tehuis voor militairen en burgerjongelingen'; vanaf 1937 uitsluitend nog zalencomplex.
LijnbaanstraatVan Voor 't Voormalig Klein Poortje tot Oosterhavenstraat. Genoemd naar ter plaatse gelegen lijnbaan op de vestingwal. Een lijnbaan was een inrichting voor het draaien van touwen en kabels, vooral voor gebruik op schepen.
MaagdenbrugTussen Kattenhage en W.A. Scholtenstraat. Oorspronkelijk Maagden- of Sint-Walburgsboogje (in 1858 vervangen door een brug). De huidige brug is van 1942. Genoemd naar de Geestelijke Maagden van het Olde Convent die aan de Kattenhage een huis bezaten.
MangelgangLage der A 29. De gang, oorspronkelijk doorlopend naar de Sledemennersstraat, maakt deel uit van een woonhuis. Het straatnaambordje is gehandhaafd. Herkomst van de naam onbekend. Een mangel is onder andere een rondhout waarmee de was gemangeld werd. De steeg is bijzonder smal, wat met de naam te maken zou kunnen hebben. Aan het Lage der A  tot 1969 eerst kunsthandel, later Galerie De Mangelgang.
MarkusgangVanaf Nieuwstad 18. Naam mogelijk ontleend aan die van een aanwonende.
MartinikerkhofHet eigenlijke kerkhof, vanaf 6e eeuw tot 1828, strekte zich uit rond de Martinikerk, en tot onder de Grote Markt en de gebouwen aan de zuidzijde van het Martinikerkhof. Zijgangen: 8. Van Zwieterengang, 10 De Hooze, 13 Kleine Snor. Na 22 Gardepoort. Gedenkplaat op het graf van Regnerus Praedinius, aangebracht in de 19e eeuw.  Zie Praediniussingel.
MoeskersgangVan Kostersgang tot Radebinnensingel. Genoemd naar de eigenaren of gebruikers van de daar gelegen tuinderijen: de warmoezeniers of moeskers. Vgl. Moesstraat en Warmoesstraat.
MunnekeholmVan Akerkhof tot Gedempte Zuiderdiep. Genoemd 1346. Oudere naam: Aduarderholm. De naam verwijst naar de monniken van het Cisterciënzer klooster te Aduard, die op de plaats van het Aduarder gasthuis een refugium bezaten.  De uitgang 'holm' betekent 'hoogte'. Men woont dus 'op de holm'. 'Holm' is afkomstig uit het Oud-Noords en wordt wel in verband gebracht met de aanwezigheid in de vroege middeleeuwen van Deense Vikingen. Vgl. ook Schoolholm. In de vroege Middeleeuwen lagen Munneke- en Schoolholm aan de noordzijde van een uitgestrekt drassig gebied, het stroomgebied van de (Drentse) A en de Helper Maar.
Munnekeholm 1Voormalig hoofdpostkantoor, in gebruik genomen 1907, gesloten 2009; eerder ter plaatse sinds 1803 het Academisch Ziekenhuis, in 1852 gefuseerd en uitgebreid met het Stadsziekenhuis aan de Schuitemakersstraat. Daarvoor, vanaf 1623, op die plaats het gebouw van de Kamer voor Friesland en Stad en Lande van de West-Indische compagnie. In het postkantoor van 1911-1941 ook de telefooncentrale. In 2005 is het gebouw gedeeltelijk geschikt gemaakt voor studentenhuisvesting.
Munnekeholm 3Aduardergasthuis, als refugiehuis gesticht in 1604 door de laatste abt van het Aduarderklooster. Het gasthuis is vernieuwd in 1775.
MunsterstraatjeVanaf Gelkingestraat 43. Vroeger Munstersgang, naar de aan de Herestraat gelegen herberg 'De stad Münster'. De gang is aan het verkeer onttrokken.
MuseumbrugTussen Praediniussingel en Westerhaven. De huidige brug dateert uit 1938, de oorspronkelijke brug uit 1882. Zie Museumstraat.
MuseumeilandFormele naam voor het eiland in de voormalige zwaaikom van het Verbindingskanaal, waarop sinds 1994 het Groninger Museum. Voor de ingang van het museum een sculptuur in de vorm van een verticale maquette van het gebouw. Ter plekke ook het beeld van de 'Pissende ijsbeer'(Florentijn Hofman, 2024).
MuseumstraatVan Zuiderkuipen tot Ganzevoortsingel. De straat, genoemd naar het (oude) Groninger museum aan de Praediniussingel is aangelegd op de Mottenberg (zie Vervallen straatnamen). Van 1467 – eind 19e eeuw ter plaatse een scheepstimmerwerf (Zuiderwerf).
MussengangVan Schuitendiep 30 tot Tuinstraat. De naam spreekt voor zich. Vgl. ook de voormalige Mussenfluitersgang (Gedempte Zuiderdiep).
In de gang was van 1920 tot 1968 De Marne's mosterdfabriek.
MuurstraatVan Oude Boteringestraat naar Oude Kijk in 't Jatstraat. Tot 1874 Achter de Muur. In het wegdek een keienstrook ter herinnering aan de vroegere stadsmuur. Voormalige zijgang: Bossiesgang, niet nader te traceren. Vanaf Muurstraat 18 de niet meer herkenbare Schiedams- of Schiedammergang (Schiedam waarschijnlijk een familienaam).
NaberstraatVerbinding tussen Grote Markt en Nieuwe Markt (2019, eerder Naberpassage), genoemd naar Caspar A.J. Naber (1906), handelaar in ijzerwaren in de Gelkingestraat 18, betrokken bij de illegale zender 'Beatrix-Met' (voor het doorgeven van meteorologische waarnemingen aan de geallieerden)  die - om 'doorslaan' te voorkomen – op 11 november 1944 van de bovenste verdieping van het destijds naastgelegen Scholtenhuis sprong. Een zevental straten in Hoornsemeer en een enkele in Oosterhoogebrug dragen eveneens de namen van omgekomen Groninger verzetsstrijders. Ook bij Dorkwerd is (door de vroegere gemeente Aduard) een weg genoemd naar een Groningse verzetsstrijder (zie Leegkerk c.a.).
plaquetteIn de zijwand van het Markethotel is in 2021 opnieuw een plaquette aangebracht ter herinnering aan het op die plaats gelegen  Scholtenshuis.
Nieuwe MarktOfficiële naam voor het plein achter de oostelijke wand van de Grote Markt waaraan het Forum Groningen is gebouwd. Ruimte voor het plein ontstond onder meer omdat de rooilijn van de nieuwe panden aan de Grote Markt 17 m. naar het westen is verlegd. Het 45 m hoge Forum Groningen (2019) is gesitueerd op het terrein van de middeleeuwse valkhof van de bisschoppen van Utrecht. De voorgevel ligt in het verlengde van de Popkenstraat. Tussen het gebouw en de achterzijde van de Poelestraat is een doorgang: Nieuwe Markt zuidzijde. De historische naam voor deze verbinding is Lombardsgang. Voor de Nieuwe Markt zouden ook de historische namen Koningshof of Bisschopshof in beeld zijn geweest. In de watergoot replica's van middeleeuwse munten, gevonden bij archeologische opgravingen in de binnenstad. De oudste munt - in Groningen geslagen - dateert uit plm.1050.
WervelIn de parkeergarage het kunstwerk Wervel (Nicky Assman), een 20 m lange ledsculptuur (2019).
Nieuwe Sint JansstraatVan Sint Jansbrug tot Oostersingel. De naam dateert uit 1874.
NieuwewegVan Poelebrug tot Damsterdiep. In 1622 nieuw aangelegde weg in de voormalige Schuitenschuiversschans. Oudere naam: Nieuwe Poelstraat.
NieuwstadTussen Pelsterstraat en Schoolholm. De straat maakt deel uit van de eerste stadsuitbreiding (12e eeuw). De naam voor het eerst genoemd in 1348. Zijgangen: 24. Markusgang, 33. Trouwe Arbeidersgang; 39 Eikelbomengang. Bij 28. oorspronkelijk de toegang tot de Zwaantjesgang. Niet meer herkenbaar zijn de Spekkopers- of Spekhenkersgang, de Kreupelgang (bij de Kleine Haddingestraat), de Hickengang en de Loutersgang.
NoorderhavenVan Kijk in 't Jatbrug tot Leliesingel (noordzijde) en tot Visserstraat (zuidzijde). Aan de noordzijde is het gedeelte van de Werfstraat tot de Leliesingel eerst in 1901 aangelegd. Zie verder Werfstraat. Tussen Vijfde Drift en Visserstraat heette het gedeelte aan de zuidzijde tot omstreeks 1920 officieel Hoek van Ameland (zie Vervallen straatnamen). De Noorderhaven was de noordelijke haven voor zeevarende schepen die via het Reitdiep Groningen bereikten. De haven, die tot 1877 in open verbinding met de zee stond, dateert in de huidige vorm uit de eerste helft van de 17e eeuw. De verbinding Schuitendiep-Reitdiep is gegraven rond 1523 door uitdieping van de bestaande verdedigingsgracht. Het was een lopend diep in tegenstelling tot het stilstaand water van andere (eerdere) grachten.
Noorderhaven 72Voormalige brouwerij 'De Sleutel' (zie uithangteken). In het interieur van het pand zijn de middeleeuwse stadsmuren nog zichtbaar.
OosterbrugTussen Verlengde Oosterstraat en Oosterweg. De huidige brug is van 1964; een oudere brug werd gelegd in 1877. Onder de brug (deels in het water) het kunstwerk 'Gestadige beweging': een gedicht van H.N. Werkman in de vorm van bewegende letters (Peter de Kam, 1997).
OosterhavenDe haven (1880) is het eindpunt van het Groot provinciaal scheepvaart- of Eemskanaal tussen Delfzijl en Groningen.
OosterhavenstraatVan Damsterdiep naar Oosterkade.
OosterkadeVan Voor 't Voormalig Klein Poortje tot Damsterkade. Kade langs de noordzijde van de Oosterhaven. De (verbouwde) pakhuizen dateren voor een deel nog uit 1878.
OostersingelVan Damsterdiep tot Bloemstraat. Aangelegd op de voormalige wallen. Langs de Oostersingel 1910-1926 een tramlijn naar de Grote Markt en van 1916-1960 een 'kolentram' naar de losplaats bij het Noorderstation.
Oostersingel 57Voorheen de hoofdingang van het Academisch ziekenhuis, gebouwd 1898-1903 (zie verder Hanzeplein). Het ziekenhuis is voor een groot deel gelegen op het terrein tussen de Oostersingel en het vroegere Verbindingskanaal Damsterdiep-Boterdiep (1878-1924). De zogenaamde 'wetering' tussen het ziekenhuis en de Petrus Campersingel is geen restant van het kanaal, zoals wel wordt verondersteld.
OostersingeldwarsstraatVan Oostersingel tot Petrus Campersingel.
OosterstraatVan Grote Markt tot Gedempte Zuiderdiep. Straat gelegen ten oosten van de Herestraat. Voor het eerst benoemd 1348, maar zeker al daterend uit de 8e eeuw. Oudste (binnen-)Oosterpoort 1473-1575 ten zuiden van de Burchtstraat; boogbrug over het Zuiderdiep 1723-1880. Oosterstraat perceel 46 en hoger verwoest bij de bevrijding 14 en 15 april 1945.
Zijgangen even zijde: Papengang; oneven zijde 7. Helmsgang, 13. voormalige Willem Lodewijkpassage, 25. Bentelaarsgang, 29. Donkersgang.
bushalteDe voormalige bushalte in de Oosterstraat: een hart, symbool voor de dynamische activiteiten in het stadscentrum. (Ontwerp Loes Heebink e.a., 1996).
Oude BoteringestraatVan Grote Markt tot Boteringebrug (1348). Schakel in de historische zuid-noordas door het dorp Groningen; genoemd naar het Drentse geslacht Boteringe. De oudste bebouwing in de omgeving (aan de Rode Weeshuisstraat) dateert uit de 4e eeuw voor Chr. In het bouwblok begrensd door Poststraat en Broerstraat is rond het begin van de jaartelling al sprake van een boerenhoeve. De eerste Boteringepoort, uit de 13e eeuw, stond tussen Hardewikerstraat en Spilsluizen. Vanaf perceel 56 de Polsgang. De Aschendorpgang, ooit aan de westzijde van de straat, is niet meer terug te vinden.
Oude Boteringestraat 22Rölinggebouw (RUG), in 2022 genoemd naar prof. dr B.V.A. Röling (1906-1985), hoogleraar polemologie (!950-1977).
Oude Boteringestraat 24Calmershuis, Groningse vestiging van de Open Universiteit, oorspronkelijk versterkt steenhuis, genoemd naar burgemeester Calmers (omstreeks 1338).
Oude Boteringestraat 33Kerkgebouw Ver. Doopsgezinde Gemeente (1815, verbouwd 1852); ter plaatse sinds 1677 al de schuilkerk van de doopsgezinde gemeente van de 'Oude Vlamingen', bereikbaar via de Butjesstraat.
Oude Boteringestraat 36-38Faculteit Godgeleerdheid en Godsdienstwetenschap (Rijksuniversiteit Groningen), tot 1998 Gerechtsgebouw. Het oudste deel van het gebouw dateert uit 1477; de hoofdingang is van 1755. In het pand in 1754 de Hoge Justitiekamer van het gewest Stad en Lande van Groningen; sinds 1808 onder meer de Arrondissementsrechtbank.
Oude Boteringestraat 44Bestuursgebouw van de Rijksuniversiteit Groningen, gebouwd 1791 voor de uit Indië teruggekeerde arts Van der Steeg. Ambtswoning voor de gouverneur/CdK van de provincie (1815-1947).
Oude Boteringestraat 72Voormalig Corps de G(u)arde: Gebouwd 1634(?). De hoofdwacht, een militair wachthuis, later in bezit van de RUG, onder andere als Universiteitsmuseum en voor studentencorps Vindicat atque Polit. Sinds 1991 Hotel Corps de Garde.
Oude EbbingestraatVan Grote Markt tot Ebbingebrug. Oudste vorm: Ebbedingastrate (ebbed = abt). Drentse familienaam. De naam komt voor het eerst voor in 1245 en is de oudste nog bestaande straatnaam in de stad. Vanouds verbindingsweg met het landbouwgebied noordelijk van de stad. De oudste Ebbingepoort (omstreeks 1250-1620) ter hoogte van de Hardewikerstraat. Tot 1945 zeer nauwe doorgang naar de Grote Markt. Tijdens de bevrijding in 1945 verwoest tot perceel 35 (oostzijde) en perceel 45 (westzijde). 
Bro, bro, brilleTer hoogte van Jumbo als geschenk van de directie bij de opening van het warenhuis V&D, het kunstwerk Bro, bro, brille (Kruip-door-sluip-door) van Gunnar Westman (1958), eerder op de Grote Markt.
Oude Kijk in 't JatstraatVoor het eerst genoemd 1329, de bestrating dateert uit de 12e eeuw. De Oude Kijk in 't Jatstraat draagt sinds 1739 de huidige straatnaam, die is afgeleid van de gevelsteen 'Ick kick nog int' in perceel 73. De steen is in 1625 overgebracht uit een toen af te breken huis dat de straat bij de stadsmuur afsloot (de straat kende ter plaatse geen stadspoort). Op de bewaard gebleven gevelsteen ontbreekt het woord 'jatt' (verwant aan Duitse Gasse). Bedoeld wordt: 'Ik kijk nog in de straat'.
OudewegVan Nieuweweg tot Agricolastraat. In de 17e eeuw Nieuwe Poelweg genoemd. Vroegere zijgang: Mackersgang.
PaltzersgangVanaf Muurstraat 28. Genoemd naar de uit de Pfalz afkomstige – in 1711 naar Groningen gevluchte – doopsgezinden. De gang voerde tot 1816 naar de vermaning van deze zogenaamde 'Zwitsers'. De Pfalzers waren al eerder vanwege hun geloof uit Zwitserland gevlucht.
PapengangVan Oosterstraat naar Peperstraat. Genoemd naar r.k. (schuil)kerk van Sint-Petrus en Paulus (begin 17e eeuw – 1839) aan de noordzijde van de gang. Eerder Sappen- of Sapjesgang, naar de bewoners van het tegenoverliggende hoekpand met de Oosterstraat.
PausgangVan Butjesstraat tot Hardewikerstraat. Voor 1659 ook Butjesgang genoemd. De naam Pausgang naar een herberg 'waar de Paus uithangt', tegenover de gang in de huidige Hardewikerstraat. Ook de namen Pouwelsgang en Paulusgang komen voor. Van 1685-1794 ter plaatse een Jezuïetenstatie.
PelsterdwarsstraatVan Pelsterstraat tot Haddingestraat. De straatnaam dateert uit 1973: bouw van de parkeergarage.
PelsterstraatOorspronkelijk achterstraat van de Herestraat. Tot in de 16e eeuw bekend als Gaddingestraat (1284), naar een Drents geslacht van die naam. Pelsters zijn bontwerkers.
Pelsterstraat 39-47het Pelster- of H.Geestgasthuis, voor het eerst genoemd 1267.
PeperstraatVan Poelestraat tot Kleine Peperstraat. De straat (voorheen ook wel Grote Peperstraat) wordt al genoemd in 1386. De naam wordt in Groningen vanouds verklaard als te zijn afgeleid van de specerij peper. Volgens de kroniek van schrijver Abel Eppens (geschreven 1580 -1589) gaat de handelshistorie van deze plek eeuwen terug en betrof die met name de paardenhandel. De Groninger geschiedschrijver Johan Feith bracht in 1891 de paardenhandel in verband met de naam Peperstraat. De in de straat woonachtige paardenhandelaren zouden mogelijk zakjes peper als betaalmiddel hebben gebruikt. Peper werd, ook door Groningers, destijds verhandeld binnen het netwerk van de Hanzesteden.
Peper is evenwel ook de volksnaam voor de mattenbiesplant (L. Scirpus lacustris) die onder meer gebruikt werd voor het matten van stoelen. De plant groeide in de veengebieden ten zuidwesten en ten zuidoosten van Groningen. In de Peperstraat – die in meer Nederlandse plaatsen voorkomt – zouden volgens deze verklaring dus stoelenmatters en mandenvlechters hun ambacht hebben uitgeoefend. Vgl. ook Ruskenveen (Hoogkerk-Ruskenveen)
Peperstraat 22Sint Geertruids- of Pepergasthuis 'voor ellendige en arme pelgrims'. Gesticht in 1405. In de 17e eeuw ook 'siekenhuus' en dolhuis, daarna uitsluitend bestemd voor ouderen. Sint Gertrudis (626-659), abdis van het nonnenklooster van Nijvel (B) is de patrones van de reizigers.
PhebensstraatVan Coehoornsingel tot Ubbo Emmiussingel. Genoemd naar Egge Eggerik Phebens (1556-1615), gedeputeerde van Stad en Lande en curator van de Academie. De straat dateert uit omstreeks 1955. In het kader van het Wederopbouwplan na de Tweede Wereldoorlog lag het in de bedoeling het verkeer van de Grote Markt naar het zuiden door de Pelsterstraat en de Kleine Raamstraat naar het Hereplein te leiden via deze, toen nieuw aan te leggen straat.
PlantsoenbrugBrugverbinding sinds de ontmanteling van de wallen. De huidige brug dateert uit 1937. Aan de stadszijde van de brug in de eerste helft van de 17e eeuw een waterpoort (1620-1630), afgebroken om een vrije toegang tot de West-Indische scheepswerf mogelijk te maken. De bogen zijn in de kaden nog herkenbaar.
PluimerstraatVan Schuitendiep tot Nieuweweg. Naamgeving ontleend aan ter plaatse werkende poeliers of pluimers; wellicht ook naar een familie Pluymer, daar woonachtig in de 15e en 16e eeuw. Oorspronkelijk Pluimersgang. Naamswijziging -gang in -straat op verzoek bewoners.
PoelebrugTussen Poelestraat en Nieuweweg. Tot 1856 Poele(poorten)boog. De huidige brug dateert uit 1871 en is gedeeltelijk vernieuwd in 1934.
PoelestraatVan Grote Markt tot Schuitendiep. De straat, voor het eerst genoemd in 1325, liep in de middeleeuwen, toen als Polstraat, vanaf de Hondsrug naar de weilanden in de bedding van de Hunze. 'Pol': hoger gelegen gronden (vgl. Paddepoel). De Poelepoort (1470-1828) lag tussen de Schoolstraat en de Schiemakersgang (bij perceel 40). Het wijde gedeelte van de straat diende oorspronkelijk als weerplein: opstelplaats voor uitvallende verdedigers van de stad. Aan de zuidzijde 'door de oude Poelepoort' de voormalige Koperslagersgang. In de 11e eeuw beginpunt van de Stadsweg naar Appingedam, Oterdum en verder naar Duitsland.
Tussen Poelestraat 22 en de Nieuwe Markt ligt een naamloze gang. De gang dateert uit 1460 en is niet openbaar toegankelijk.
Poelestraat 30'Concerthuis', gesticht in 1769 als concertzaal, na 1840 in gebruik voor vergaderingen e.d. De daar gevestigde art-housebioscoop is verhuisd naar het Groninger Forum.
PolsgangVanaf Oude Boteringestraat 54. Eigenlijk Spoltzgang, naar de hier woonachtige Maria Spoltz (1694).
PompstraatjeVanaf Schuitemakersstraat 14 tot Reitemakersrijge. Niet-officiële straatnaam. Het Pompstraatje is ontstaan in 1873 toen de gemeente ter plaatse (bij het laagste punt in de binnenstad) een pompstation voor het doorspoelen van de stadsriolen bouwde.
PoorterspleinAan het einde van de Oudeweg, met een verbinding naar het Achterom. Inbreiding op het terrein van de voormalige werkplaatsen van de gemeentereiniging aan de Oostersingel. Naam is in verband te brengen met het in 1945 verwoeste Poortershuisje (portierswoning) bij de voormalige (nieuwe) Steentilpoort.
PopkenstraatVan Martinikerkhof tot Schoolstraat. Zeer oude straat (begin 15e eeuw) vanuit de vroegmiddeleeuwse bisschopshof (met daarin onder meer een valkhof). Eind 15e eeuw Heer Popke(n)straat (de aanduiding Heer staat voor een vicarius). Latere naam Pontjesstraat (zie verder). In de Popkenstraat (zuidelijke hoek met de huidige Schoolstraat) tot 1561 een refugium van het Praemonstratenzer klooster te Wittewierum; 1568 Fraterhuis Broeders des Gemenen Levens; 1591-1594 Collegium der Jezuïeten. Na de Reductie 1639-1660 het Diaconiekinderhuis (of Blauwe Weeshuis), in 1673 gefuseerd met het Groene Weeshuis. Van 1660-1826 de gevangenis of 'het Pontje' (eigenlijk 'het Pondje': het gebouw diende tevens als ijkkantoor, waar de gewichten door de gevangenen werden geijkt). Ter plaatse 1826-1856 het Stadsziekenhuis. De tuin van het Feithhuis onder meer te bereiken via het Gomaruspoortje (1642), sinds 1973 op de huidige plaats. Het noordelijke deel van de Popkenstraat raait op de vroegere St. Walburgskerk op het Martinikerkhof.
PostrijdersgangVanaf Jacobijnerstraat. De gang leidde tot in de 19e eeuw naar de zogeheten Pikeursplaats, een deel van de Academiemanege aan de Hofstraat. In de 18e eeuw ook Postmeestersgang genoemd. Een postmeester was verantwoordelijk voor de postdienst op een bepaalde route.
PoststraatVan Oude Boteringestraat tot Broerstraat. Sinds 1871 genoemd naar het eerste afzonderlijke postkantoor in Groningen.. Oudere namen: Lutke Broerstraat, Messemakersstraat, Hogestraatje of Kleine Hoogstraatje en Hoofdstraat.
Pot- en PannengangVan Visserstraat 41 tot Hoekstraat. Herkomst van de naam onbekend; waarschijnlijk denigrerend bedoeld: rommelige gang. De gang is afgesloten.
PottebakkersrijgeVan Astraat tot Westerkade. De naam, al genoemd in 1525, spreekt voor zich. Rijge = rij (huizen). In de 17e eeuw wordt ook de naam Hofstraat gebruikt. Ontstaan doordat in de 16e eeuw brandgevaarlijke bedrijven zoals pottenbakkerijen uit de stad geweerd werden.
PraediniussingelVan Emmaplein tot Museumbrug. Aangelegd na de ontvesting van de stad 1880-1882. Genoemd naar Regnerus Praedinius of Reinier Veldman (1510-1559), rector van de Sint Maartensschool. Aan de zuidzijde was 1893-1965 het Diakonessenhuis gevestigd.
PrinsenstraatVan Herestraat tot Rademarkt. Naam ontleend aan de in 1612 genoemde herberg 'De Prince' bij de Herepoort; eerder Nieuwstraat. De straat volgt het verloop van het noordelijk bastion van het 'Kasteel van Alva' (1568-1577). Aan de zuidzijde (9) (Achter de) Barakken en (41) Korenbrandersgang.
Professorengangvan Broerstraat tot Guichardsgang.
RaamstraatVan Herestraat tot Kleine Raamstraat. Tot 1978 als Grote Raamstraat doorlopend naar de Ruiterstraat. De straatnaam afgeleid van lakenramen: houten constructies, waaop gevolde laken stoffen werden gehangen om te kunnen drogen. Vollen: de stof ter versteviging doen krimpen in volkuipen.
RadebinnensingelVan Rademarkt tot Trompstraat.
RademarktVan Gedempte Zuiderdiep tot Verlengde Oosterstraat. Weerplein en wagenplein bij de voormalige nieuwe Oosterpoort. Waarschijnlijk genoemd naar de stel- en wagenmakers die er hun beroep uitoefenden. Zijgangen: (3) Koningsgang, (6) Klinkhamersgang.
Rademarkt 12Hoofdbureau van politie Groningen (1971), gebouwd op een terrein waarop voorheen de Battengang (ged.), Molenstraat en Veulsgang.
Rademarkt 29Sint Anthony- of Oosterpoortengasthuis (1517). Tot 1644 ook pest- en ziekenhuis; 1701-1844 ook dolhuis. Sint Anthony naar de H. Antonius van Padua.
RadesingelVan Verlengde Oosterstraat naar Winschoterkade. Het deel van de Radesingel tussen Trompstraat en Winschoterkade tot 1924 bekend als Winschoter(veer)straat.
Radesingel 2Sint Jozefkathedraal, ingewijd 1887, kathedrale kerk bisdom Groningen-Leeuwarden sinds 1982. Met zeskantige, zogenaamde 'dronkemanstoren': vanuit alle richtingen zijn steeds twee wijzerplaten zichtbaar. De toren is 76 m hoog.
Lutje LoeksHet bronzen Veulen ('Lutje Loeks') is van Wladimir de Vries (1951).
RectorsgangVanaf Oude Kijk in 't Jatstraat 7. De gang gaf toegang tot de woning van de rector van de Latijnse school.
ReitdiepkadeBegin van de vroegere dijk langs het Reitdiep.
ReitemakersrijgeVan Munnekeholm tot Kleine der A. Genoemd de daar gevestigde makers van onder meer rieten manden voor de lakennijverheid. 'Rijge' is rij. Het Zuiderdiep langs de Reitemakersrijge is, als laatste deel van het diep, gedempt in 1957.
Rode WeeshuisstraatGenoemd naar het voormalige weeshuis. Aan de zuidzijde oorspronkelijk de Gortemakersgang en het Stalstraatje (1789, tegenover de poort van het weeshuis).
RijstebrijgangVan Akerkstraat 17. Herkomst van de naam onbekend. Vgl. voormalig Soepenellegangetje (zie Vervallen straatnamen) en Waagstraat.
RuiterstraatVan Zuiderdiep tot Coehoornsingel.
Voormalig perceel 7geboortehuis van  Joodse goochelaar Michiel Velleman (1895-1943, Sobibor). Over hem schreef de Enschedese dichter Willem Wilmink het gedicht Ben Ali Libi, zijn artiestennaam. In 2017 is aan de zijwand van de bioscoop ter plekke een monument onthuld met op plaquettes de volledige tekst van het gedicht onder de titel Jouw paradijs, hoeveel ruimte is daar ... (Albert Rademaker).
SchiemakersgangTussen Poelestraat 40 en 42. Schie- of scheemakers vervaardigden het touwwerk voor schepen.
W.A. Scholtenstraat(1914) Van Maagdenbrug tot Oostersingel. Genoemd naar de Groninger grootindustrieel Willem Albert Scholten (1816-1892), onder meer eigenaar van de nabijgelegen suikerraffinaderij en stroopfabriek aan de Turfsingel (1861-1970, gesloopt 1982).
W.A. Scholtenstraat 2Het pand op de hoek met de Turfsingel, het huidige logegebouw van de in 1772 opgerichte loge L'Union Provinciale, een van de oudste verenigingen van de stad. Op de aanbouw het kunstwerk "Winkelhaak" van Hans Mes. Het voorste gedeelte van het gebouw was het kantoor van de N.V. Carton- en Papierfabrieken v.h. W.A. Scholten. Scholten (en zijn zoon J.E.) waren ook de bewoners van het Scholtenhuis aan de Grote Markt. Vader Scholten benutte de hoofdingang; zijn zoon een zijingang.
W.A. Scholtenstraat 10-12Voormalige kledingfabriek Gebr. Levie, een der toonaangevende bedrijven in de Groninger confectieindustrie (bloeiperiode 1950-1975). Sinds 2007 gebruikt voor studentenhuisvesting.
W.A. Scholtenstraat 27Christelijke Gereformeerde Jeruzalemkerk (1927). Een oudere kerk stond aan de Coehoornsingel.
Schoolholm(1509). Van Akerkhof tot Gedempte Zuiderdiep. Genoemd naar de middeleeuwse 'Der A-scole' bij de Akerk. Holm betekent 'hoogte'. Men woont dan ook 'op de Schoolholm ', net als op de Munnekeholm.
Schoolholm 26Gebouwd als Israëlitisch gasthuis 'Beth Zekenim' (1899). De Joodse bewoners in 1943 door de bezetter gedeporteerd en omgebracht. In 2019 is een gedenksteen aangebracht.
SchoolstraatVan Sint Jansstraat tot Poelestraat. Genoemd naar de sinds 1854 bestaande Oosterstadsschool op de hoek met de Popkenstraat. Het schoolgebouw (1921) is in 2011 afgebroken. Tot 1874 Achter de Muur. Vroegere zijgang vanaf perceel 6: Lombardsgang.
Schoolstraat 13Voormalige Ommelanderhuis. Oorspronkelijk refugiehuis voor het Johannieterklooster van Oosterwierum; vanaf 1676 vergaderplaats van de Staten van de Ommelanden. Het Ommelanderhuis gold voor de stedelijke regering als exterritoriaal gebied.
SchuitemakerstraatVan Akerkhof tot Kleine der A. De naam spreekt voor zich. In de straat 1820-1826 het eerste Stadsziekenhuis, in laatstgenoemd jaar verplaatst naar de Popkenstraat. Eerdere zijgang: Houtkoperssteeg.
SchuitendiepLangs het gelijknamige diep van Bloemstraat tot Steentilstraat. Aan het Schuitendiep o.z. de volgende gangen: 6. (niet meer herkenbare) Oliekoekengang; 20. (idem) Verversgang; 30. Mussengang; 48. Smakkersgang; 62. Hopmansgang; 72. Brouwersgang; 86. Kleine Gang; 88. Grote Gang. Het Schuitendiep zelf is rond 1400 gegraven. Het diende in eerste aanleg voor de afvoer van turf uit de Zuidlaardervenen.
SchuitenschuiversschansMomenteel de naam van de buurt tussen Nieuwe Sint Jansstraat en Damsterdiep ten oosten van het Schuitendiep. Oorspronkelijk de woonbuurt van de schuitenschuivers, turfschippers, die het vervoer van turf uit de veengebieden verzorgden. In 1581 ingericht als verdedigingsschans, omringd door een wal en een gracht. De schans werd bezet door het Spaanse garnizoen (-1594) en is omstreeks 1624 opgenomen in de nieuwe vesting Groningen.
SieboldsgangVanaf Gelkingestraat 35. Waarschijnlijk genoemd naar een aanwonende.
SingelstraatVan Sint Jansstraat tot Turfstraat. Eerder (voor 1874) Achter de muur. Nog oudere naam: Swartnackengang (zwarte nekken: van het dragen van turfmanden). Het gedeelte bij de Sint Jansstraat ook Achter het Snorretje. De in de 18e eeuw voorkomende naam Achter het Collegie verwijst naar het ter plaatse zetelende College van Gedeputeerde Staten van het gewest Stad en Lande.
Sint JansbrugTussen Sint Jansstraat en Nieuwe Sint Jansstraat. Eerder Sint Jansboog (1624). De huidige brug is van 1938. In de brugleuning een uitbeelding van de arm van Johannes de Doper (relikwie in het Johannesaltaar in de Martinikerk, in 1594 verdwenen).
Sint JansstraatVan Martinikerkhof tot Sint Jansbrug (1413), genoemd naar de vicarie van Sint Jan, op de hoek met het Martinikerkhof, de woning van de beheerder van de nalatenschappen die aan het altaar van Sint Jan (Johannes de Doper) in de Martinikerk werden geschonken. Naam mogelijk ook rechtstreeks gerelateerd aan dit belangrijkste altaar van de kerk. Tot 1920 maakte de Sint Jansstraat een knik bij de kruising met de Schoolstraat/Singelstraat, waardoor de bebouwing op oude foto's moeilijk te herkennen is.
Sint Jansstraat 2Voormalig Rijksarchief (1922-1997). In de buitenmuur sinds 5 mei 2000 een plaquette die herinnert aan het tekenen van de Duitse overgave aan de Canadezen in 1945. Het Rijksarchief deed (onbedoeld) dienst als laatste weerstandsbastion en was tevens het hoofdkwartier van de Duitsers bij de Bevrijding van Groningen (13-16 april).
Sint Jansstraat 7-9Stedelijke muziekschool, opgericht 1858. Van 1464-1586 op die plaats het Convict (Klerckenhuis) van de Broeders des Gemenen Levens voor arme studenten van de Sint Maartensschool.
Sint Jansstraat 4Op de hoek met de Singelstraat (zijde Turfsingel) 1891-1941 het Kinderziekenhuis en tussen Schoolstraat en Schuitendiep 1897-1925 de r.-k. ziekenverpleging O.L. Vrouwe tot Behoudenis der Kranken. Sinds 1965 gebouw Provinciale Waterstaat. Vanaf het samenvoegen van Waterstaat en de Griffie, is hier de (tweede) ingang van het Provinciehuis.
Sint WalburgstraatVan Martinikerkhof tot Hofstraat. Genoemd naar de in 1627 afgebroken Sint Walburgkerk (1112) op het huidige Martinikerkhof. Sint Walburg (omstreeks 710-779), een uit Zuid-Engeland afkomstige missionaris, was abdis van een nonnenklooster in Heidenheim (Beieren). De toenmalige bisschop van Utrecht, Burchard, de landsheer van de stad, was van Beierse komaf. De stenen Sint Walburgsboog in het verlengde van de Kattenhage in 1858 vervangen door de Maagdenbrug (zie aldaar).
SledemennerstraatVan Astraat tot Verlengde Visserstraat. De naam, die al voorkomt in 1525, spreekt voor zich. De straat volgt het beloop van een middeleeuwse stadsgracht westelijk van de A, het Menners- of Menrediep (omstreeks 1350-1610). De gracht lag nog binnen de stadsmuren, de straat zelf buiten de latere stadswal. Nog rond 1900 14 zijgangen of sloppen: onder meer de Gasthuisgang, de Weversgang, het Padje en de Belmijnegang.
SluisbruggetjeZie Sluiskade.
SluiskadeVan Westerkade tot het Sluisbruggetje over de Westerhavensluis.
SmakkersgangVanaf Schuitendiep 48, voorheen doorlopend naar de Oudeweg. In 17e eeuw ook Anna Smakkersgang. De gang is in 2004 'heropend' na een opknapbeurt in het kader van een actie, waarbij een 30-tal gangen was betrokken.
SnikkevaardersgangVan Damsterdiep 37 tot Lijnbaanstraat. Een snikke was een trekschuit voor personenvervoer.
Snor (Damsterdiep)Van Damsterdiep 32 tot Pluimerstraat. Een snor of snurre is een straatje van geringe betekenis. Oudere naam: Huigengang.
SoephuisstraatjeVan Zwanestraat tot Stoeldraaierstraat. In 1874 zo genoemd naar het zogenaamde 'soephuis' in het westelijke hoekpand met de Zwanestraat, uitgiftepunt van de Commissie voor spijsuitdeling (actief 1802-1919, tot op heden nog een charitatief fonds). Oudere naam voor het noord-zuid lopende deel: Achter de Muur (van het Minderbroedersklooster); van het oost-west lopende deel: Swaangang. Tot in de 16e eeuw stadsweg:in  de betekenis van weg in beheer bij de stad.
SoniusgangVan Damsterdiep 24 tot Kleine Gang. De naam Sonius ontleend aan een gelijknamige familie met huizen ter weerszijden van de gang. De gang komt ook voor als Kluitenborgh of Kloetenberg.
SpeldemakersgangVan Lage der A 20 tot Sledemennerstraat.
SpilsluizenVan Ebbingebrug tot Boteringebrug. Onderdeel van de verbinding Schuitendiep-Reitdiep. Het diep stond tot 1673 in open verbinding met de zee (vgl. de nog aanwezige eb- en vloedkaden). In genoemd jaar werden, mede vanwege de mogelijkheid inundaties te kunnen stellen, grote spilsluizen aangebracht (en kleinere bij de Visserbrug). In 1877, na de afsluiting van het Reitdiep bij Zoutkamp, zijn de sluizen buiten gebruik gesteld en later verwijderd. Zie ook Noorderhaven.
SpoormakersgangVanaf Pelsterstraat 4. In 1765 is een woning in de gang eigendom van Tisidorus Spoormaker. Spoormakers vervaardigden ruitersporen.
StalstraatjeVan Oude Boteringestraat tot Rode Weeshuisstraat. Achterstraat, waaraan destijds de stallen van de herenhuizen aan de Grote Markt. In documenten van de gemeente is ook wel sprake van een Stalsteeg, het Stalstraatje vanaf de Oude Boteringestraat.
StationsstraatVan Gedempte Zuiderdiep tot Emmaplein. De naam spreekt voor zich.
Stationsstraat 12De voormalige gereformeerde/ later gereformeerd vrijgemaakte Zuiderkerk (1901) is in 1983 verbouwd tot appartementengebouw.
SteenhouwerskadeVan Sluiskade tot Westerhaven. Kade langs de zuidzijde van de voormalige Westerhaven. De naam (1876) verwijst naar de destijds ter plaatse gevestigde steenhouwerij Rengers. Tussen de Steenhouwerskade en de Westerhavensluis tot omstreeks 1970 ook de Sluis-, Hout- en Kanaalstraat. Dit gebied wordt ook wel het Eiland genoemd. Het geheel indringend beschreven in 'De buurt' door Ab Visser (Arbeiderspers, 1953).
SteentilbrugTussen Steentilstraat en Damsterdiep. Tot 1884 Steentilboog. De huidige brug is van 1962. De brug is zo breed, omdat het Wederopbouwplan na de Tweede Wereldoorlog voorzag in een op den duur – door het amoveren van de noordelijke gevelwand – fors te verbreden Steentilstraat.
SteentilkadeVan Damsterdiep tot Oostersingeldwarsstraat. Kade langs de vroegere verdedigingsgracht, na de ontvesting deel van het Verbindingskanaal Damsterdiep – Boterdiep. De gracht is gedempt in 1924. Oudere naam: Steentilpoortenwal.
SteentilstraatVan Rademarkt tot Steentilbrug. Genoemd naar de vroegere stenen til of boogbrug over het Schuitendiep. Zie Steentilbrug.
StoeldraaierstraatVan Vismarkt tot Zwanestraat. Sinds de 12e of 13e eeuw bestraat. De naam, die voor zich spreekt, dateert uit de 17e eeuw; daarvoor maakte de straat deel uit van het Rechte Jat (de Kijk in 't Jatstraat). Tijdens de bevrijding op 15 april 1945 volledig verwoest als gevolg van de ontploffing van een door de Canadese bevrijders in brand geschoten Duitse munitiewagen. De wagen was bewust ter plaatse achtergelaten.
TingtangstraatjeVan Tussen beide Markten tot Koude Gat. De naam wordt meestal in verband gebracht met het luiden van de klok aan de gelijknamige herberg (14e/15e eeuw) aan Tussen beide Markten als op de Vismarkt verse vis was aangevoerd. In de 15e en 16e eeuw diende de klok ook als noodklok. In 1675 komt het straatje voor als Tymen (Tiemen) Tansstraatje (mogelijk de naam van een aanwonende). De klankverwantschap tussen beide namen is opmerkelijk. In de 19e eeuw komt het straatje in overheidspublicaties voor als Timtamstraatje. De klok is nog als gevelsteen te zien op de hoek Tussen beide Markten en Vismarkt.
TorenstraatVan Schoolholm tot Munnekeholm. Straatnaam afgeleid van de Beulstoren (met de woning van de beul of scherprechter) aan de zuidzijde van de straat. Oudere naam: Bij de Beulije; ook wel: Scherprechterstorenstraat.
TrompbrugVoetbrug over het Verbindingskanaal tussen Trompstraat en Trompsingel. Van 2014 - 2022 mochten aan de in 2023 gerestaureerde brug  liefdesslotjes worden gehangen.
TrompstraatVan Radebinnensingel tot Trompbrug. In 1882 genoemd naar Maarten Tromp, Nederlands vlootvoogd (1598-1653). Tijdens de discussie in de gemeenteraad werd destijds opgemerkt dat het benoemen van een zo kleine straat naar een zo groot man een 'onwaardige' herinnering zou inhouden. Naderhand zijn ook nog de Trompsingel, de Trompkade en de Trompbrug naar de zeeheld genoemd. Aan de raad was overigens voorgesteld de straat de naam Voetbrugstraat te geven. De Trompstraat ligt centraal in de voormalige Drenckelaarsdwinger.
Trouwe ArbeidersgangVanaf Nieuwstad 33. De gang telde oorspronkelijk drie eenkamerwoningen. De naam mogelijk gerelateerd aan een vrome bewoner die optrad als oefenaar en dus een 'trouwe arbeider in de wijngaard des Heeren' mocht worden genoemd. Voorbeeld van een gang die door de gemeente bij raadsbesluit (1874) in beheer en onderhoud is overgenomen. De gang is afgesloten.
TuinstraatVan Schuitendiep tot Oostersingel. Naamswijziging nog in de 19e eeuw. Oudere naam: Breedegang.
TurfsingelVan Ebbingebrug tot Sint Jansbrug langs het Schuitendiep. Naam ontleend aan de turfaanvoer uit de Veenkoloniën. In 1874 eerder benoemd als Singel, een verwarring scheppende naam die overigens de voorkeur van de bewoners had.
TurfeilandTegenover de Turfstraat een door de gemeente zorgvuldig in stand gehouden naamloos stukje groen, een restant van een zogenaamde 'singel', de afscheiding tussen de middeleeuwse stadsgracht en het Schuitendiep. Tot 1941 diende het als 'kalkwal', laatstelijk in gebruik als kalkopslag van een stukadoor.  Dit gebruik gaat terug tot in de 16e eeuw toen brandgevaarlijke bedrijven als kalkbranderijen buiten de stad gehouden werden. In 2010 door de gemeente Turfeiland genoemd.
fabriekenTer hoogte van het Bleekveld van 1861 tot 1982 de gebouwen van de suikerraffinaderij en de stroopfabriek van W.A. Scholten:: Turfsingel 16: Dudok aan het Diep. Voormalig benzinestation, in 1954 ontworpen door architect J.M.Dudok Sinds 2025 horecagelegenheid.
Turfsingel 82Praediniusgymnasium, als Stedelijk gymnasium ter plaatse gevestigd sinds 1882.
Turfsingel 86Stadsschouwburg, gebouwd 1883. Beide gebouwen staan op het terrein van het vroegere Provinciaal Ammunitiehuis of Arsenaal (1629-1879).
De nieuwbouw van de Provinciale Griffie (1995) is uiteindelijk zo ontworpen dat de zichtlijnen van het plein voor de Schouwburg op de Martinitoren zijn behouden.
TurfstraatVan Gardepoort tot Turfsingel. Op de noordoostelijke hoek van de straat de voormalige turfschuur van het stadhouderlijk hof en de provincie.
TurftorenstraatVan Grote Kromme Elleboog tot Hoge der A. Oorspronkelijk samen met de Grote Kromme Elleboog de Kromme Jat genoemd (in tegenstelling tot de Rechte Jat: de Kijk in 't Jatstraat). Leidde naar de in 1550 afgebroken toren in de stadsmuur waarin turf werd opgeslagen.
Tussen beide MarktenVan Grote Markt tot Vismarkt.
Tussen beide Markten 4Het 'blokhuis' (1850), mogelijk zo genoemd naar het middeleeuwse versterkte huis op de noordoostelijke hoek met de Herestraat. Eind 19e eeuw eerste telefoonkantoor van Groningen. De stad kende vanaf 1883 een lokaal telefoonnet, dat in 1891 is aangesloten op het rijkstelefoonnet.
Tussen beide Markten 6Het winkelpand 'In de klok' (naam van een herberg ter plaatse, al genoemd in 1401) met gevelsteen (1735) die herinnert aan een vroeger aanwezige klok die onder meer werd geluid als op de Vismarkt verse vis was aangevoerd (zie Tingtangstraatje).
Tweede Drift (Spilsluizen)Van Hardewikerstraat naar Spilsluizen.
Tweede Drift (Zuiderdiep)Van Gedempte Zuiderdiep tot Prinsenstraat.
Ubbo EmmiussingelZie Emmiussingel, Ubbo.
Ubbo EmmiusstraatZie Emmiusstraat, Ubbo.
UurwerkersgangVan Oude Kijk in 't Jatstraat tot De Laan. Genoemd naar aanwonende Albert Uhrwarcker (plm. 1565), die belast was met het onderhoud van het uurwerk op de Martinitoren. Oudere namen: Tybbensgang en Menneweg. Tibben zijn doopsgezinden.
VerbindingskanaalNaam van het kanaal (1879) dat onder meer de Oosterhaven verbindt met de Westerhaven en het Noord-Willemskanaal. Bij het graven van het kanaal is gebruikgemaakt van de oude vestinggracht. Vgl. de vorm van de voormalige zwaaikom waarin nu het Museumeiland. Een tweede Verbindingskanaal liep (1878-1924) van Damsterdiep naar Boterdiep.
Verlengde OosterstraatVan Rademarkt tot Oosterbrug. Ter plaatse 1616-1876 de nieuwe Oosterpoort. Via de poort uitvalswegen naar het zuiden, c.q. naar de Helperlinie (Oosterweg) en naar de Veenkoloniën langs de oostzijde van het Winschoterdiep.
Verlengde VisserstraatVan Lage der A tot Melkweg. Het smalle gedeelte heette oorspronkelijk Kranepoortenmolendrift (naar de molen in de Kranedwinger).
De Kranepoort (1623-1876) lag overigens niet in het verlengde van de Visserstraat, maar even ten noorden daarvan. Vergelijk de huisnummering op de overgang Lage der A/Reitdiepkade.
VerversgangFeitelijk sinds de uitbreiding van het Werkmancollege niet meer herkenbare gang aan het Schuitendiep 20-30. De benaming komt tot in de 21e eeuw wel nog voor op stadsplattegronden. De naam spreekt overigens voor zich.
Vierde Drift (Noorderhaven)Van Hoekstraat tot Noorderhaven.
Vijfde Drift (Noorderhaven)Van Hoekstraat/Vishoek tot Noorderhaven.
VishoekVan Visserstraat tot Gasthuisstraatje. Genoemd naar de nabijgelegen visbanken aan het Hoge der A. In de 17e eeuw: Bocht van Guinea (zie aldaar).
Vismarkt(1405) Van Guldenstraat tot Akerkhof. Een van de drie centrale pleinen van de stad, door de eeuwen heen vooral marktplein (vismarkt, warenmarkt, bloemenmarkt), ook vertrekpunt van bodediensten. Oudere naam (tot in de 15e eeuw) ook Langestraat. De naam Vismarkt voor het eerst in 1405. De Vismarkt was aan de noordzijde al bestraat in de 12e eeuw. Daar lag de Kremersriepe (1376), naar de ter plaatse aanwezige kremers (kramers) of kooplieden. De zeer oude aanduiding 'Glende' of 'Glènne Riepe' voor de warme, want zonnige kant van de Vismarkt wordt nog steeds gebruikt. De zuidkant stond bekend als Slachtersriepe.
Ter plaatse van de Vismarkt heeft geen kanaal of opvaart gelopen zoals vaak wordt gesuggereerd. Ook onder de Der Aa-kerk zijn geen sporen gevonden. (J.W.Boersma in Westerheem, 1985). Over het ontstaan van het plein zijn geen bijzonderheden bekend, anders dan dat het oostelijk deel van het marktterrein (tot de Haddingestraat) is ontstaan door afsplitsingen van al bestaande erven; het westelijk deel planmatig is tot stand gekomen.
De Korenbeurs: zie Akerkhof.
VisserbrugTussen Hoge der A en Verlengde Visserstraat. Voorheen ook wel Kranepoorten- of Mosselbrug. De huidige brug dateert uit 1922. Ter plaatse vanaf 1636 een verlaat en vanaf 1673 de 'kleine spilsluizen'.
VisserstraatVan Oude Kijk in 't Jatstraat tot Hoge der A. De naam (1519) in verband te brengen met de vissers die hun ligplaats hadden in de A- of Zuiderhaven. Eerder heette de straat Vierhuisterstraat, naar het buurtje Vierhusen (vier huizen aan de wal van de A).  In de Visserstraat een viertal (voormalige) gasthuizen.
Visserstraat 11: Egyptengang, 13. Latteringegang, genoemd naar het Latteringegasthuis, 41. Pot-en Pannengang,  50. Zeijlsgang.
VlasstraatVan Turfsingel tot Bloemstraat. Genoemd naar de machinale vlasspinnerij Dumonceau, daar gevestigd 1840-1891.
Voor 't Voormalig Klein PoortjeVan Damsterdiep tot Oosterkade. Genoemd naar het kleine poortje in de vestingwal dat leidde naar de weg langs het Winschoterdiep o.z. Het poortje is in 1876 afgebroken; de straatnaam daarna gewijzigd in de huidige. In de 19e eeuw vertrekplaats van het Foxholster veer. Het veerhuis is nog aanwezig.
VosgangVan Damsterdiep 20 tot Grote Gang. Voerde naar de brouwerij 'De Rode Vos' (1705).
Vijfde Drift (Noorderhaven)Van Hoekstraat tot Noorderhaven.
WaagpleinTussen Grote Markt en Waagstraat. 
kunstwerkenOp het Waagplein het kunstwerk 'Ontmoeting met de muziek' (de fluitspeler) van Roberto Barni (1996); verder twee zwevende figuren die het verlangen naar communicatie symboliseren (Mullarney, 1996).
kogelgatenAan de westzijde van het Stadhuis nog enkele, bewust in stand gehouden, beschadigingen: gevolgen van de oorlogshandelingen op 15 april 1945.
RabenhauptAan de zuidzijde van het Goudkantoor een borstbeeld van de verdediger van Groningen in 1672 Carl von Rabenhaupt (zie Rabenhauptstraat, Herewegwijk).
Waagstraat. Genoemd naar het waaggebouw (1661 - 1874). Eerder Zuip- of Suipenstraat (zoepen = karnemelk) . Deel van de verbinding tussen Herestraat en Oude Boteringestraat. De oudste bestrating dateert uit de 2e eeuw.
WalstraatVan Turfsingel tot Oostersingel. De naam spreekt voor zich. Aan het eind van de straat in de 19e eeuw het buurtje Noorderwalhof (met omstreeks 600 inwoners).
WeeshuisgangVan en tot Rode Weeshuisstraat.
H.N. WerkmanbrugVan Museumeiland tot Stationsweg over het Verbindingskanaal (1994). De brug maakt deel uit van het beschermde ontwerp voor het Groninger Museum van de Italiaanse architect Mendini en is genoemd naar de belangrijke 20e-eeuwse Groninger kunstenaar: Hendrik Nicolaas Werkman, drukker en schilder, lid van de kunstenaarsvereniging "De Ploeg' (1889-1945).
Werkman, tijdens de Tweede Wereldoorlog illegaal werkzaam voor uitgeverij 'De Blauwe Schuit', werd op 10 april 1945, enkele dagen voor de bevrijding van Groningen, gefusilleerd in Bakkeveen. Zie ook Heresingel, Oosterbrug en Bedumerweg (Korrewegwijk c.a.).
tegeltableauAan de onderzijde van het brugdek een tableau van 56 tegels met negen, deels scabreuze 'universele activiteiten van de mens, soms gecombineerd met moderne toestellen' (Delvoye, 1994).
WesterbinnensingelVan Astraat tot Verlengde Visserstraat. De straat volgt het beloop van het middeleeuwse Menre- of Mennersdiep.
WesterhavenVan Aweg tot Eendrachtskade. Weg langs de buitenzijde van de voormalige Westerhaven (1882). De haven zelf ontstond na de ontmanteling van de vesting en was oorspronkelijk onderdeel van de vestinggracht. Gedempt in 1962. Op het terrein nu grootschalige detailhandel.
WesterhavenstraatVan Astraat tot Westerkade.
Westerhavenstraat 22Ter plaatse de steen die herinnert aan de voormalige sarrieshut ter plekke, de woning van de provinciaal ambtenaar, belast met het innen van belasting op het gemaal bij de korenmolen in de Adwinger. Sarries: verbastering van Oud Fr. 'sarchier' (chercher). De sarriessteen met onderschrift 'Sauveguarde' (vrijwaringsdocument).
WesterkadeVan Astraat tot Pottebakkersrijge. Weg aan de stadszijde van de voormalige Westerhaven. Sinds 2001 grootschalige detailhandel.
WestersingelVan Astraat tot Reitdiepkade. Aangelegd in 1882 over de voormalige vestingwallen. Tijdens de Tweede Wereldoorlog in de nacht van 19/20 juli 1940, bij vergissing geallieerd bombardement met brisantbommen waardoor hoekpand Westersingel/Verlengde Visserstraat en van 26/27 november 1940 waardoor hoekpand Westersingel en Reitdiepkade werd verwoest.
Willem LodewijkpassageVoormalige winkelpassage van Oosterstraat 13 (het vroegere pand van het Willem Lodewijk Gymnasium) naar de Gelkingestraat en vandaar naar het Hoogstraatje. Geopend 1974; in gedeelten gesloten 1992-1995. De straatnaam is niet ingetrokken. Willem Lodewijk, graaf van Nassau-Dillenburg (1560-1620), stadhouder van Friesland en de Ommelanden (v.a. 1584) en van Drenthe (v.a. 1593) nam met zijn neef prins Maurits deel aan de belegering van de stad Groningen in 1594 en werd in 1595 stadhouder van het nieuwe gewest Stad Groningen en Ommelanden (Stad en Lande).
WinschoterkadeVan Steentilstraat tot voorbij Radesingel. (1877). Kade langs het begin van het (Oude) Winschoterdiep. Tot in de 19e eeuw vertrekplaats van het Oldambster of Winschoter veer. Een gedeelte van de kade langs het (Oude) Winschoterdiep w.z. aan de andere zijde van het Verbindingskanaal (tot aan de Dijkstraat) droeg tot 1920 eveneens de naam Winschoterkade.
vensterAan het einde van de huidige Winschoterkade sinds 1996 een bank met 'venster' op het Oude Winschoterdiep en een platform dat uitzicht biedt op de Oosterhaven (Manuel de Sola-Morales).
YpenmolendriftVan Prinsenstraat tot Herebinnensingel. Leidde naar de Ypenmolen in de Oosterdwinger (afgebroken plm. 1875).
L.J. ZielstrawegVan Oostersingeldwarsstraat tot (onder het) Hanzeplein (1994). Genoemd naar Leonard Jan Zielstra (1890-1955), geneesheer-directeur van het toenmalige Academisch ziekenhuis (1931-1952, met een onderbreking tijdens de oorlogsjaren).
ZuiderdiepZie Gedempte Zuiderdiep.
ZuiderhavenGedeelte van de Diepenring tussen de A en het Verbindingskanaal
ZuiderkuipenVan Reitemakersrijge tot Ganzevoortsingel. Genoemd naar de in de 17e eeuw aldaar gevestigde leerlooierijen van leden van het schoenmakersgilde. In de 19e eeuw barakken voor lijders aan besmettelijke ziekten; in de 20e eeuw onder meer groenten- en eierhal.
ZwaantjesgangOok Zwaansgang. Niet meer vanaf de openbare weg bereikbare gang achter de synagoge, ter hoogte van Nieuwstad 28. Oorspronkelijk liep de gang van de Nieuwstad naar het Zuiderdiep (83). De huizen in de gang zijn afgebroken omstreeks 1905. Genoemd naar Het Zwaantje, een herberg aan de Nieuwstad. In 2005 is op particulier initiatief weer een naambordje aangebracht. Een tweede Zwaantjesgang vanaf Aweg 6.
ZwanestraatVan Guldenstraat tot Stoeldraaierstraat, aangelegd in 1610 over het terrein van het voormalige Minderbroedersklooster. Voor de doorbraak moest de herberg 'De Witte Swaen' aan de Guldenstraat wijken.
Van ZwieterengangVerbinding vanaf Martinikerkhof 8 naar de Nieuwe Markt (2012). Genoemd naar Willebrordus (Willy) van Zwieteren (1904-1983), 1936-1947 bouwkundig hoofdopzichter bij de restauratie van de Martinitoren. Van Zwieteren wist bij de Duitse bezetting te bereiken dat tijdens de Slag om Groningen in 1945 een vat benzine, aanwezig op 70 m hoogte (4e trans), van de toren kon worden verwijderd. Op de tweede trans bevond zich een bemand ontvangst- en zendstation voor de verbinding met Schiermonnikoog. Ook dat is tijdig ontmanteld; de apparatuur is naar beneden gebracht en op de begane grond verder onklaar gemaakt. De zender zelf hing op 80 m. hoogte aan de buitenkant van de toren. : De Martinitoren bleef vrijwel onbeschadigd. Een eerder verzoek aan NSB-burgemeester Tammens om in deze te bemiddelen teneinde beschadiging of verwoesting van de toren te voorkomen was op niets uitgelopen. 'In een oorlog komen wel ergere dingen voor, mijnheer van Zwieteren'.
ZijlsgangVan Visserstraat 45 tot Hoekstraat. Genoemd naar het tegenovergelegen :Z(e)ijlsgasthuis, Visserstraat 50. De gang is afgesloten.

## Hortusbuurt en Ebbingekwartier
De Hortusbuurt wordt begrensd door het Noorderplantsoen in het westen en noorden, de Bloemsingel in het oosten en de Diepenring van Noorderhaven tot het Schuitendiep in het zuiden. De buurt ontleent zijn naam aan de vroegere Hortus Botanicus (1626-1966) tussen Grote Rozenstraat en Grote Kruisstraat. Ook een wijk in aanbouw ten oosten van het Boterdiep, maakt er deel van uit. Die wijk stond oorspronkelijk bekend als CiBoGa: Circusterrein-Bodenterrein-Gasfabriek. Inmiddels is het Bodenterrein opgenomen in een bestemmingsplan voor het UMCG. Uit 2004 dateert de aanduiding Ebbingekwartier. 
Samen met de Binnenstad vormt de 'Nieuwe Uitleg' het oude Groningen binnen de wallen (1624-1878).
De oudste straatnamen (bij raadsbesluit vastgesteld in 1624) hebben voornamelijk betrekking op bloemen en landbouwproducten. Opgenomen zijn alle straatnamen.
Achter de WalVanaf Noorderbinnensingel 15. Inbreiding (1992) met (ouderen)woningen op een terrein rond de voormalige watertoren (1908-1977). Na een verbouwing functioneert de toren (45 m. hoog) sinds 2014 als  multifunctioneel centrum 'De bovenkamer van Groningen'  Gelegen achter de voormalige verdedigingswallen tussen Boteringe- en Ebbingepoort. Zie ook Noorderbinnensingel.
BerenVan Bloemsingel tot Korreweg. De straatnaam (2000) herinnert aan de beren, gemetselde scheidingsmuren tussen het water van de stadsgrachten en onder andere het Boterdiep. Zie ook Monnikhof.
Bloemsingel(1912) Van Bloemstraat tot Boterdiep. Oorspronkelijk als verlengde van de Oostersingel over het terrein van de voormalige wallen tot bij het toenmalige Jodenkampje. Het kanaal langs de singel (met een sluis bij de Singelweg) was onderdeel van de in 1878 gereed gekomen verbinding Damsterdiep-Boterdiep door de voormalige vestinggrachten. Vanaf 1924 sloot het kanaal alleen nog maar aan op het toen nieuw gegraven Oosterhamrikkanaal. Het is omstreeks 1955 vanaf de Van Kerckhoffstraat tot het (voormalige) Boterdiep gedempt.
Aan de Bloemsingel lag een ingang van het Bodenterrein (1940-1970) met een standplaats voor 470 zogenaamde 'bodenwagens' (van bodediensten voor stukgoederen van/naar dorpen in de regio).
BloemstraatVan Turfsingel tot Oostersingel. De eerste Vrijdemaweg (naar de gelijknamige landerijen). De naam Bloem(kers)straat dateert uit 1640. In de 17e eeuw ook bekend als de Kaar- of Karremennersstraat.
Bloemstraat 38Aan de noordzijde van de straat de voormalige energiebedrijven van de gemeente Groningen. Van 1864-1965 een gasfabriek ('Pijpgazfabryk'); van 1902-1963 ook het elektriciteitsbedrijf (LichtFabrieken). Alle stroom werd overigens vanaf 1924 al betrokken van het toenmalige Prov. Elektriciteitsbedrijf. Zie ook Kolendrift.
BoterdiepDe straatnaam (eerder Gedempte Boterdiep) ontleend aan het Boterdiep, de vaarweg van en naar Hunsingo. De naam waarschijnlijk letterlijk te nemen: het diep diende onder meer voor het vervoer naar de stad van 'vette waren' als boter en kaas. Het buiten de stad al bestaande Boterdiep (of de Kleysloot) is in 1422 tot in de stad doorgetrokken en heette aanvankelijk ook wel de Nije Graft. De vaarverbinding reikte niet tot het Schuitendiep. Op de (overkluisde) kop van het diep lag de (oude) Steenmarkt. Het Boterdiep is (tot de Bedumerweg) gedempt in 1912. Vanaf ca. 1400 functioneerde al een rechtstreekse verbinding tussen Schuitendiep en de Hunze via het Selwerderdiepje. Het diepje lag  ca. 15 m ten westen van het Boterdiep. Het is rond 1616 gedempt, maar behield ten noorden van de stad tot bij de Borgwal nog tot na de Tweede Wereldoorlog een functie als afwateringskanaal.
BoterdiepstraatjeNiet-officiële naam: verbindingsstraat tussen Korreweg en Nw. Ebbingestraat. Tot 1925 voetpad. Van 1925 - 1961 formeel Verlengde Boterdiepstraat, daarna Nw. Ebbingestraat.
BoteringesingelVan Nieuwe Boteringestraat tot Boterdiep (1882). Oorspronkelijk benoemd als Noordersingel, aangelegd op de voormalige wal bij de Boteringedwinger; maakt deel uit van het Noorderplantsoen.
Botermolendrift(2011) Van Boterdiep tot Bloemsingel. Naar de Boterpoorten- of Ebbingepoortenmolen in de Boteringedwinger. De drift loopt voor een deel over de voormalige Jodenkamp, die genoemd was naar een ter plaatse gelegen Joodse begraafplaats (1747-1953). Zie ook Vervallen straatnamen.
Botersteeg(2010) Voetgangersverbinding tussen Boterdiep en Langestraat. Op stadsplattegronden komt ook nog de oudere naam Boterplaats voor.
BrouwerstraatVan Nieuwe Ebbingestraat tot Boterdiep. De naam herinnert aan de vroegere brouwerij 'De Brouwepot'. In de Brouwerstraat was tot na de Tweede Wereldoorlog de vertrekplaats van de autobussen van de Marnedienst naar het Hogeland. In de middeleeuwen ter plekke het 'kerkhof bij de Brunne', met name voor leprozen en pestslachtoffers.
CourtineWoongebied tussen (verlengde) Langestraat en Bloemsingel. Een courtine is in het Oudnederlandse vestingstelsel (vanaf de 16e eeuw) de hoofdwal rond een te verdedigen vesting, onderbroken door bastions of dwingers. De straatnaam dateert uit 2000.
Ebbingedwinger(2000) Vanaf Langestraat. Genoemd naar een van de bastions in de voormalige vesting.
Fitterij(2010) In 2020 gerealiseerd woongebied bij de Kolendrift. Naar het gelijknamige onderdeel van de voormalige gasfabriek ter plekke (1854-1965).
Grote Appelstraat(1630) Van Nieuwe Kijk in 't Jatstraat tot Noorderbinnensingel.
Grote KruisstraatVan Nieuwe Kijk in 't Jatstraat tot Kruissingel. Deel van de oost-westverbinding door de 17e-eeuwse uitleg. Toen onder de naam Kruudstraat. De straat voerde naar de Kruud- of Kruiddwinger, een bastion in de verdedigingswal (met een kruitmolen).
Grote Leliestraat(1624) Van Nieuwe Kijk in 't Jatstraat tot Leliesingel. In de Grote Leliestraat een aantal (voormalige) gasthuizen. Aan het eind destijds de Reitdiepsdwinger met de Spinhuismolen (nog in de 18e eeuw).
Grote Leliestraat 12-1 - 12-7naamloos hofje
Grote Leliestraat 23Sint Martinusgasthuis (1880-1981)
Grote Leliestraat 25 - 27voorheen het r.-k. Klein Cremersgasthuis
Grote Leliestraat 29voorheen het r.-k. Groot Cremersgasthuis
Grote Leliestraat 34Pieternellagasthuis en Vrouwe Ludewé Vinksgasthuis (1872)
Grote Leliestraat 53Middengasthuis (1895)
Grote Leliestraat (± 127)Op de hoek met de voormalige Violetsteeg (zie Vervallen straatnamen) destijds een 'Gasthuis voor den werkenden stand'
Grote Rozenstraat(1624) Van Nieuwe Kijk in 't Jatstraat tot Noorderbinnensingel. Aan het eind van de straat tot omstreeks 1938 het Rozenplein.
Grote Rozenstraat oneven zijdeAan de oneven zijde voormalige laboratoria van de RUG.
Grote Rozenstraat even zijdede voormalige Chr. HBS (1924).
Alle genoemde gebouwen nu in gebruik bij de Faculteit Gedrags- en Maatschappijwetenschappen van de Universiteit.
Grote Rozenstraat 31Het Boumangebouw, genoemd naar de historicus en socioloog Pieter Jan Bouman (1902-1977), in 1946 eerste hoogleraar sociologie (-1965). Bouman was destijds bij een breed publiek bekend door onder meer zijn boek 'Revolutie der eenzamen' (34e druk 1976), geschreven 'voor mensen die geschiedenis beleefden en doorleden'.
Grote Rozenstraat 78voormalig Gerarda Gockingagasthuis (1870-1971).
Grutmolen(2010) Woongebied tussen Langestraat en Bloemsingel. Naar een in de 19e eeuw in dit gebied aanwezige grutmolen. In een grutmolen werden boekweit, gerst en haver vermalen (dus geen rogge of tarwe). Groningen telde in 1819 een 27-tal grutterijen; in 1900 nog zes.
Guyotplein(1890) Tussen Nieuwe Boteringestraat en Lopendediep. Oorspronkelijk Beboomde Ossenmarkt, het beplante deel van de Ossenmarkt; sinds 1890 genoemd naar H.D. Guyot, Waals hervormd predikant, in 1790 stichter van het huidige Kon. Instituut voor Doven (nu in Haren), de eerste instelling in Nederland voor mensen met een beperking. Het monument voor Guyot op het plein is geplaatst in 1829.
Havenstraat(1624) Van Noorderhaven tot Grote Leliestraat.
HaverkampsdriftVanaf Boterdiep tot Bloemsingel. De Haverkampsdrift (ook: Brede drift) liep in de 17e eeuw als Haverstraat naar de wal in het verlengde van de huidige Korenstraat. Begin 19e eeuw aangrenzende percelen in eigendom bij de familie Haverkamp. De straatnaam is opnieuw vastgesteld in 2010, vanwege de verlenging naar de Bloemsingel. De drift kende tot in de 20e eeuw aan de zuidoostzijde nog enkele onbenaamde zijgangen of sloppen. Foto's daarvan (met een gashouder op de achtergrond) zijn moeilijk te duiden.
HofsteegVoormalige gang vanaf Nw. Boteringestraat 53, gaf toegang tot gemeentelijke kwekerij.
KamerlinghepleinPlein in de Grote Kruisstraat voor het gelijknamige appartementencomplex. Van 1840-1856 op die plaats de Sociëteit 'De Harmonie', daarvoor de buitenplaats 'Het Hoge Zomerhuis'. Van 1869-1968 de Rijks Hogere Burgerschool (tijdens de Tweede Wereldoorlog de Frieslandkaserne van de Deutsche Wehrmacht), daarna tot 1981 het Kamerlingh Onnes College. De zeer gekunstelde straatnaam is voorgesteld door de projectontwikkelaar en wijst zowel op genoemd College, als op 'linghe' (lindeboom) en 'kamer' (als equivalent voor 'wonen').
Kleine AppelstraatTussen Nieuwe Boteringestraat en Nieuwe Kijk in 't Jatstraat.
Kleine KruisstraatVan Nieuwe Boteringestraat tot Nieuwe Kijk in 't Jatstraat.
Kleine LeliestraatVan Nieuwe Boteringestraat tot Nieuwe Kijk in 't Jatstraat.
Kleine RozenstraatVan Nieuwe Boteringestraat tot Nieuwe Kijk in 't Jatstraat.
Kleine Rozenstraat 8-44Middengasthuis (1873), gerestaureerd in 1981.
KolendriftTussen Boterdiep en Bloemsingel in het verlengde van de Wipstraat (2010). Genoemd naar de ter plaatse gelegen lichtgasfabriek (1854-1961). In laatstgenoemd jaar is overgeschakeld op aardgas. De fabriek is in 1965 gesloten.
KolendwarsstraatVan Kolendrift tot Langestraat (2018). De Kolendwarsstraat (december 2018) vervangt de naam Kortestraat (juni 2018).
Korenstraat(1624) Van Nieuwe Ebbingestraat tot Boterdiep. In de 17e eeuw nog Haverstraat genoemd. De naam Korenstraat had toen betrekking op de huidige Wipstraat.
KruissingelVan Nieuwe Boteringestraat tot Kerklaan. omstreeks 1880 aangelegd op het terrein van de voormalige wallen; maakt deel uit van het Noorderplantsoen. Het zogenaamde 'paviljoen' (1930) is gebouwd in de vorm van de nabijgelegen vijver.
VredewoldEerder stond er de melksalon 'Vredewold' (1900). De muziekkoepel dateert uit 1905.
LangestraatTot 1906 Langesteeg. Van Bloemstraat tot Bloemsingel. Nieuw beloop volgens raadsbesluit uit 2000. Tot dan liep de Langestraat tot de Haverkampsdrift. Aan de oostzijde van die straat tot na de Eerste Wereldoorlog een gasthuis 'voor den werkenden stand'; alsmede een slop onder de naam de Wittenberg (mogelijk naar de gaskalk van de naastgelegen gasfabriek). De Langestraat in de 19e eeuw ook wel bekend als Professorensteeg. 
Joodse begraafplaatsTer hoogte van de vroegere Joodse begraafplaats aan de Jodenkamp (1747-1828) het herinneringsteken 'Huis des Levens' met de tekst 'hier was het huis van de gedachte muren' (Bettina Furnée, 2012). Zie ook Jodenkamp (vervallen straatnamen).
LeliesingelVan Grote Kruisstraat tot Plantsoenbrug. In 1880-1884 aangelegd over het terrein van de voormalige verdedigingswallen; maakt deel uit van het Noorderplantsoen.
restant walAan de zijde van de Noorderbinnensingel nog een bewaard gebleven walfragment (om de achtergelegen sloppenwijk aan het oog te onttrekken), de Kattenberg (zie voor naamsverklaring Gedempte Kattendiep, Binnenstad). De wal was aan de voet omstreeks 27 m breed; de gracht ervoor omstreeks 33 m. In de wal het zogenaamde 'Sikkenspoortje', dat toegang geeft tot een deel van de oorspronkelijke sortie, een onderdoorgang door de wal, na 1792 in gebruik bij verf- en lakfabriek fa. Sikkens. Momenteel is het een vleermuizenverblijf. De Kattenberg is in april 1945 door de Duitse bezetters nog in staat van verdediging gebracht.
LopendediepZie Binnenstad.
Marktstraat(1624) Van Nieuwe Ebbingestraat tot Ossenmarkt. De naam spreekt voor zich.
MonnikhofVanaf de Bloemsingel. Monnik heeft hier de betekenis van het overdwars op een beer (zie: Beren) gebouwd vierkant torentje, dat was bedoeld om de overgang over de beer (ezelsrug) onmogelijk te maken.
Nieuwe Boteringestraat(1624) Van Boteringebrug tot Boteringesingel. Zeer oude straat, deel van de Strete (zie Binnenstad: Oude Boteringestraat); splitste zich in de vroege middeleeuwen bij de Tie (Nieuwe Kerkhof) in een weg naar Garnwerd/Winsum en een weg naar Bedum. Aan het einde de (nieuwe) Boteringepoort (1618-1878). Via de poort bereikte men de Winsumerstraatweg.
Nieuwe Boteringestraat 47Doopsgezind Gasthuis (1872)
Nieuwe Ebbingestraat(1624) Van Ebbingebrug tot Bedumerweg/Noorderstationstraat. De straat gold als uitvalsweg naar het Hogeland. De (nieuwe) Ebbingepoort ter hoogte van percelen 100/109. Via de Ebbingepoort  (afgebroken 1878) kwam men staduitwaarts op de Cleyweg naar Bedum en op de Curre- of Korreweg, een landweg op de grens van het Wester- en het Oosterstadshamrik.
Nieuwe Ebbingestraat 3-9Ter plaatse de eerste nieuw gebouwde kerk van de Christelijke Afgescheiden gemeente, c.q. gereformeerde Ebbingekerk (1852-1921), naderhand Korpszaal Leger des Heils.
Nieuwe Ebbingestraat 149Café 'De Groene Weide', al genoemd in 1652, aanlegplaats voor beurtschepen naar het Hogeland.
Nieuwe KerkhofVan Nieuwe Boteringestraat tot Noorder- en Zuiderkerkstraat. Genoemd naar het nieuwe (geheel ommuurde) kerkhof dat diende als vervanging voor het Sint Walburgskerkhof. Ingewijd 1623. Het Nieuwe Kerkhof is gelegen op de Tie, een eeuwenoude brinkachtige open ruimte, mogelijk tevens ding- of vergaderplaats, op de noordelijke es van Groningen.
Nieuwe Kerkhof 1Nieuwe Kerk- of Noorderkerk (1664), de eerste voor de protestantse eredienst gebouwde kerk in Groningen.
Nieuwe Kerkhof 22Juffer Tette Alberdagasthuis (gesticht 1658, aan het Nieuwe Kerkhof sinds 1778).
ViolenhofOp de plaats van de huidige Violenhof van 1798-1897 de Noorderkazerne (voor 298 militairen). Zowel de tabaksfabriek van Th. Niemeijer (1848) als de vroegere fietsenfabriek Fongers (1871) hadden aan het Nieuwe Kerkhof hun eerste bedrijfspand.
Nieuwe Kijk in 't Jatstraat(1624) Van Kijk in 't Jatbrug tot Kruissingel. De straat liep tot in de 19e eeuw over in de Jatsdwinger.
Nieuwe Kijk in 't Jatstraat 14-16Gasthuis Anna Varversconvent, gesticht 1635.
Nieuwe Kijk in 't Jatstraat 68Jantina Tammeshuis, genoemd naar Tine Tammes.
Aan de oneven zijde tussen de Kleine Rozenstraat en Kleine Kruisstraat de eerste echte schouwburg in de stad: 'Utile et Dulce' (Nut en Genoegen, 1805-1883).
NoorderbinnensingelVan Boterdiep tot Grote Leliestraat. Tussen Nieuwe Ebbingestraat en Nieuwe Boteringestraat, voorheen bekend als Boteringepoortenwal met de laatste stadswalmolen 'De Noordstar', afgebrand 1904 (zie ook Achter de Wal). Achter de Noorderbinnensingel tussen Grote Kruisstraat en Grote Leliestraat tot omstreeks 1936  een aantal zijsloppen - waaronder de zogeheten Kakstoulensteeg - naar de Violetsteeg.  
Noorderbinnensingel 23Remonstrants Gasthuis (1890)
NoorderhavenZie Binnenstad.
Noorderkerkstraat(1624) Van Nieuwe Ebbingestraat tot Nieuwe Kerkhof (met de Nieuwe- of Noorderkerk).
NoorderplantsoenNaam van het park ter plaatse van de vroegere verdedigingswallen. Vanaf 1878 – toen als Noorderpark – gedeeltelijk aangelegd naar een ontwerp van Hendrik Copijn in de vorm van een Engelse landschapstuin. Vooral in de vijvers (met name die bij de Noorderbuitensingel) is de vorm van de vroegere verdedigingsgracht goed te herkennen. In 1994 is bij stadsreferendum bepaald dat het Noorderplantsoen gesloten is voor doorgaand autoverkeer. Vanaf 1997 opnieuw ingericht door bovenbedoelde firma Copijn. Zie ook Kruissingel en Leliesingel.
bergIn het Noorderplantsoen in de voormalige Jatsdwinger een 14 m hoge (kunstmatig op hoogte gebrachte) 'berg' bij de muziekkoepel. Ten zuiden daarvan de voormalige Kruuddwinger en de Reitdiepsdwinger, ten noorden de Boteringedwinger.: In het Noorderplantsoen is op 10 maart 1966 een lindeboom geplant ter gelegenheid van het huwelijk van prinses Beatrix en prins Claus.: Sinds 2025 bij de Grote Kruisstraat het monument 'Beno's Bron'  voor stadshistoricus Beno Hofman (1954-2023), woonachtig aan de Noorderbinnensingel..
OssenmarktVan Nieuwe Boteringestraat tot Spilsluizen. Een van de pleinen in de 'Nieuwe Uitleg', in 1621 aangelegd op een rondeel voor de (oude) Boteringespoort. Van 1626-1892 veemarkt voor slachtrunderen. Het woord 'ossen' verwijst nog naar de ossenhandel en de vetweiderij rond Groningen, die hun bloeitijd beleefden in de tweede helft van de 15e eeuw. Na de verplaatsing van de markt stelden de aanwonenden voor het plein de naam Wilhelminaplein te geven. Een desbetreffend voorstel van het College door de gemeenteraad verworpen na protesten van historische verenigingen. Bestraat in 1726; het beplante deel sinds 1891 Guyotplein.
Sinds 1998 onder de Ossenmarkt een parkeergarage.
Ossenmarkt 4Het 'Sichtermanhuis, gebouwd voor de uit Bengalen teruggekeerde koopman Jan Albert Sichterman, VOC-dienaar en 'koning van Groningen'; in 1770 al gesplitst
Ossenmarkt 3het voormalige koetshuis van het Sichtermanhuis
Ossenmarkt 6Herenhuis, 1722, met een van de weinige in de stad nog resterende stoepbanken.
Pijpstraat(1624) Van Nieuwe Ebbingestraat tot Boterdiep. In het verlengde van de straat lag over het diep de Blauwe boog of Blauwe pijp. Pijp heeft hier de betekenis van overwelfd water. Aan de overzijde van het Boterdiep lag nog een deel van de Pijpstraat. In de 17e eeuw ook Rijpstraat.
RotterdammerstraatjeVan Nieuwe Ebbingestraat tot Nieuwe Kerkhof. Genoemd naar de herberg 'Het Wapen van Rotterdam', die gelegen was aan de Nieuwe Ebbingestraat. In dat gebouw 1848-1880 tabaksfabriek Theodorus Niemeijer. De firma voerde onder andere het merk 'Het Wapen van Rotterdam '. Zie ook Niemeyerstraat (Schilderswijk c.a.).
Snor (Boterdiep)Vanaf Boterdiep 14, voorheen (tot 1928) doorlopend tot Turfsingel 10. Een snor of snurre is een straatje van geringe betekenis. In de Snor 1862-1921 het gereformeerd gasthuis 'Bethesda'.
SpilsluizenZie Binnenstad.
SteenmarktSinds de uitleg van de stad, begin 17e eeuw, op de kop van het Boterdiep de Steenmarkt, voornamelijk in gebruik als stadstimmerwerf, de opslagplaats van 'openbare werken'. Van 1870-1881 was er ook de 'praktische ambachtsschool' gevestigd. De naam Steenmarkt is – voor een toen nog aan te leggen straat in de nabijheid – opnieuw vastgesteld in 2000. Uiteindelijk is op deze locatie een school gekomen, waardoor de straatnaam niet in gebruik is genomen.
klokhuisjeOp de kop van het Boterdiep was een klokhuisje ten behoeve van de trekschuitverbindingen met Hunsingo.
TurfsingelZie Binnenstad.
ViolenhofVanaf Violenstraat (met doorgang naar het Nieuwe Kerkhof). Aan de Violenhof het appartementengebouw 'De Opera' (1997).
Violenstraat(1624) Van Nieuwe Ebbingestraat tot Nieuwe Boteringestraat. De Violenstraat komt op 18e-eeuwse kaarten ook voor als Yvoirstraat (= ivoor); in de 19e eeuw ook Fiolenstraat.
Wallegang(2010) Van Langestraat tot Bloemsingel. In de bastions en courtines van de vesting Groningen werd het geschut opgesteld op de walgangen achter de borstwering.
Werfstraat(1909) Van Noorderhaven tot Grote Leliestraat. Genoemd naar de daar gelegen werf van de West-Indische Compagnie, later de Grote- of Noorderscheepstimmerwerf. De Werfstraat is pas in 1903 aangelegd.
Op de hoek met de Noorderhaven de vroegere, aan het tegeltableau nog duidelijk herkenbare, Coöperatieve Stoomzuivelfabriek en Melkinrichting 'Stad en Lande' (1909-1923).
Wipstraat(1624) Van Nieuwe Ebbingestraat tot Boterdiep. Een wip was een loskraan voor schepen (in het Boterdiep). In de 17e eeuw Korenstraat.
Wipstraat 12Voormalige drukkerij van Jan Haan, uitgever van de Nieuwe Provinciale Groninger Courant (1886-1965). De krant van 'Jan Tude' is in laatstgenoemd jaar opgegaan in Dagblad Trouw.
Zoutstraat(1660) Van Noorderhaven tot Grote Leliestraat. Genoemd naar de in de 17e eeuw daar aanwezige zoutketel, een inrichting voor het koken en uitdampen van zout. Van 1668 -1877 Spinhuisstraat, naar het 1664-1904 op de hoek met de Grote Leliestraat gelegen Burgerlijk en Militair Huis van Verzekering (spin- en rasphuis). Naamswijziging op verzoek van de bewoners.
Zuiderkerkstraat(1624) Van Nieuwe Ebbingestraat tot Nieuwe Kerkhof.

## Schilderswijk, Zeehelden- en Badstratenbuurt
De buurt wordt in dit geval begrensd door het Reitdiep in het noorden, de Westersingel/Westerhaven in het oosten en de spoorlijn in het zuiden en westen. De wijk is aangewezen als beschermd stadsgezicht. Opgenomen zijn alleen de straatnamen die een toelichting behoeven.
AwegVan Westersingel tot Friesestraatweg. Deel van de weg langs het Hoendiep. Vanaf de Aweg in 1890 de Eerste Hoendiepsdwarsstraat (1903: Taco Mesdagstraat) en de Tweede Hoendiepsdwarsstraat (1904: Herman Colleniusstraat). Bij perceel 4. de Olieslagerssteeg en bij 6. de Zwaantjesgang (naar een herberg onder die naam). Zwaantjesgang ook wel Tweede gang genoemd. 
Aweg 12Loeks, voorheen De Slingerij, oude herberg (1623), vertrekplaats van de snikken naar het Westerkwartier en Friesland. De afvaarten werden aangekondigd door het luiden van het klokje op de Buiten-Apoort. Een slingerij is een behendigheidsspel, waarbij een ring, bevestigd aan een touw in de gelagkamer, moet worden geworpen om een aan de wand bevestigde haak. De Slingerij was ook de plaats van overlijden van het bekende Peerd van Ome Loeks (zie Stationsplein, Herewegwijk c.a.).
BadhuispleinTussen Kleine Badstraat en Th. Niemeyerstraat.
Plein op het terrein van de vroegere gemeentelijke openluchtzweminrichting (1881-1955). Het bad kende aanvankelijk bassins voor betalende bezoekers en voor minvermogenden (het 'loezebad' = luizenbad). Het hoofdgebouw is nog aanwezig.
BietenbrugBrug over het Hoendiep vanaf de Energieweg tot in Suikerzijde-noord. De naam herinnert aan de jaarlijkse bietencampagne van de voormalige suikerfabriek.
BlekerstraatVan Westersingel tot Aweg (1885). De straat bestond al voor de ontmanteling van de vesting, toen als Bleekerssteeg. Naamswijziging op verzoek van de bewoners. Vanaf de Blekerstraat ook een Nieuwe Blekerstraat, in 1890 benoemd als Werkmansstraat (naar de woningbouwvereniging 'Werkmanssteun'). Naamswijziging van die straat in 1898 op verzoek van de bewoners die meenden in 'burgerwoningen' te wonen. Voor de herkomst van de naam: zie Bleekveld (Binnenstad).
Bij de sluisVan en tot de Eeldersingel. De sluis is de Westerhavensluis (1864), destijds een schakel in de verbinding Noord-Willemskanaal/Hoornsediep en Westerhaven/Hoendiep. Het Verbindingskanaal en het Eendrachtskanaal waren nog niet gegraven.
Herman ColleniusstraatVan Aweg tot Hofstede de Grootkade. Herman Collenius (ca. 1650-1723), geboren in Friesland. Woonde in Amsterdam en Groningen. 'Belangrijkste en veelzijdigste Groningse kunstschilder van zijn tijd' (NGE).
EeldersingelDe weg is aangelegd in 1899.
EendrachtskadeDe weg langs de beide zijden van het Eendrachtskanaal. Het kanaal is (1906 - 1908)    in eendrachtige samenwerking tussen provincie en gemeente tot stand gekomen.
Otto EerelmanstraatVan Kraneweg tot Hofstede de Grootkade. Genoemd naar de Groninger schilder Otto Eerelman (1839-1926). Eerelman is onder meer de maker van het schilderij 'De paardenkeuring op de Grote Markt op de 28e augustus', met een reeks bekende Groningers (1919), dat hangt in de hal van het Stadhuis.
FriesestraatwegVan Hoendiep tot gemeentegrens bij Nieuwklap. Oorspronkelijk de kleiweg of hoge weg, een 'gemeene' wagenweg naar Friesland via Donghorn (Kostverloren), Dorkwerd, Aduarder Voorwerk naar Aduard en verder. De afsnijding via Slaperstil is in 1843 tot stand gekomen. De weg naar Dorkwerd door de wijk Reitdiep heet nog steeds Hoogeweg.
Bij de spoorwegovergang 1884-1934 aan de westzijde de halte Kostverloren in de lijnen naar Delfzijl en Roodeschool. Direct ten noorden van de overweg 1949-1954 het zogenaamde 'Tramdorp', bestaande uit afgedankte tramwagens die dienden als noodwoningen. Zie ook Vinkhuizen.
HoendiepStraatnaam ontleend aan de naam van het kanaal van Groningen via Hoogkerk en Enumatil naar het Westerkwartier. Vanaf Briltil sinds 1572 als Kolonelsdiep verder naar Friesland (Dokkum). (Kolonelsdiep: naar de Spaanse kolonel Caspar des Robles.)
Het Hoendiep wordt voor het eerst genoemd – als Hoensloot – omstreeks 1360. In 1558 staat het al bekend als Hoendiep. De trekweg langs het diep dateert uit omstreeks 1660. Het Hoendiep stond niet in verbinding met de vestinggrachten.
Over de herkomst van de naam bestaan verschillende verklaringen.
In 1945 is het diep langs de Aweg/Hoendiepskade gedeeltelijk gedempt, nadat al in omstreeks 1930 de Kroodersbrug (zie Vervallen straatnamen) aan de kop van het diep door een dam was vervangen. In 1969 is ook het resterende deel tot de Abel Tasmanbrug gedempt. Zie ook onder Hoogkerk.
monumentVerderop langs het Hoendiep (begin huidige Energieweg) raakte op 6 november 1907 de koets van de familie Van Panhuys, waarin de burgemeester van Leek en de oud-Commissaris der Koningin met hun echtgenotes, in dichte mist te water. Alle leden van de familie en de palfrenier kwamen daarbij om het leven. De koetsier wist zich te redden. Honderd jaar later is in een plantsoen ter plekke een herinneringsmonumentje geplaatst tijdens een tocht met oude lijkkoetsen van Groningen naar De Leek. Zie Van Panhuysstraat (Helpman).
Dr C. Hofstede de GrootkadeVan Melkweg tot Herman Colleniusstraat (1923). Genoemd naar dr. Cornelis Hofstede de Groot (1863-1930), vermaard kunsthistoricus, vooral van de 17e-eeuwse kunst in de Nederlanden. De stadsgeschiedenis kent daarnaast nog zijn grootvader Petrus Hofstede de Groot (1802-1886), hoogleraar theologie en voorman van de evangelische of 'Groninger richting' in de toenmalige Nederlandse Hervormde Kerk.
De watertoren (1913) is 56 m hoog. De toren is sinds 2023 een hotel.
HoornsediepStraat ter weerszijden van het gelijknamige diep. Het Hoornsediep is oorspronkelijk een al rond 1400 vergraven deel van de Drentse A, genoemd naar de Pishorn, een bocht in die rivier (nu ter hoogte van de Henri Dunantlaan). Min of meer parallel aan de Drentse A liep meer oostelijk het riviertje de Helper Maar (vanaf Glimmen). Deze watergang wordt op de Marburgkaart Het Maar genoemd. Beide rivieren bereikten de stad oorspronkelijk via een moerasgebied ten zuiden van de huidige Reitemakersrijge (de Zegge). Het Hoornsediep is vanaf 1860 opnieuw vergraven en heet nu Noord Willemskanaal, maar wordt in Groningen nog Hoornse diep genoemd. De Drentse A/het Hoornse diep bereikte de vesting naderhand via de Marwixpijpen.
Jozef Israëlsstraat en -pleinGenoemd naar de in Groningen (Vismarkt 39, zie gedenksteen) geboren kunstschilder Jozef Israëls. Israëls woonde in Parijs, Amsterdam en Den Haag, maar bleef de band met Groningen onderhouden.
gedenktekenTijdens de Tweede Wereldoorlog is het plein in de nacht van 26/27 september 1941 getroffen door een geallieerde luchtaanval (8 doden). In 2021 is een gedenkteken geplaatst. De namen van straat en plein 1943-1945 gewijzigd in De Vries Lamstraat en -plein. De naam van deze Groningse schilder nu verbonden aan een straat in Hoogkerk-zuid. Zie ook Hereplein.
JaspersgangZie Marwixstraat.
KortestraatIn de vroegere buurtschap Kostverloren. Behoorde tot 1912 tot de voormalige gemeente Hoogkerk.
KostverlorenDe naam van een buurt langs de Friesestraatweg, tot 1912 streek behorende tot de voormalige gemeente Hoogkerk. Genoemd naar een vroegere herberg onder die naam ter hoogte van de Hobbemastraat. Een kostverloren als zodanig is een relatief onbelangrijke zaak (verdedigingswerk), voor het verwerven (veroveren) waarvan hoge kosten moeten worden gemaakt, zonder dat er baten tegenover staan. Overdrachtelijk ook: mindere buurt. In 1912 gewijzigde straatnamen: Langestraat (nu Eerste Spoorstraat), Verbindingsstraat (nu Tweede Spoorstraat), Kerkstraat en Kerkdwarsstraat (nu beide Smalstraat). De oorspronkelijke bebouwing van laatstgenoemde straten is rond 1980 afgebroken.
KranewegVan Melkweg tot Friesestraatweg. Oorspronkelijk de verbinding tussen de Kranepoort en Donghorn (en verder via de Friesestraatweg). De Kranepoort lag iets ten noorden van de huidige Visserbrug, bij de nog zichtbare overgang van het Lage der A op de Reitdiepkade. Bij de poort stond nabij de Hoek van Ameland omstreeks 1480 een loskraan. Bij de Kranepoort in de 19e eeuw het buurtje Kranepoortenwal.
Kraneweg 3Aan de Kraneweg bij de Melkweg was van 1906-1987 de gereformeerde Westerkerk. Het gebouw is in 1994 gesloopt. De torenspits met haantje nu op het vervangende gebouw.
Kraneweg 76Destijds het gebouw van de Groningsche Kook- en Huishoudschool (1910-2001).
LissabonstraatVan en tot Westerhaven. Genoemd naar Lucas van Lissebon (1689). De familie Van Lissebon had in de 17e en 18e eeuw bezittingen 'buiten de Apoort'. Het huis Lissebon is in 1672 afgebroken om een vrij schootsveld te verkrijgen voor de vestingartillerie. De Lissabonsteeg is in 1882 door de gemeente overgenomen in beheer en onderhoud. In 1950 is de uitgang -steeg gewijzigd in -straat.
Jan LutmastraatVan Taco Mesdagplein tot Herman Colleniusstraat. Genoemd naar de in Groningen geboren zilver- en goudsmid Jan Lutma (1584-1669). Hij vestigde zich in 1621 in Amsterdam.
MarwixstraatVan Eeldersingel tot Kleine Badstraat. Aangelegd ter plaatse van de Marwixdwinger, die op zijn beurt was genoemd naar Jasper van Marwijck, 1522-1529 in Groningen stadhouder van de toenmalige landsheer Karel van Gelre. Tijdens zijn bewind kwamen gereed de Marwixpijpen, een dubbele waterpoort over de A, op de plaats waar de rivier de stad binnenkwam. De Marwixpijpen zijn in 1857 een open verbinding geworden. In de buurt ook nog Marwixkade en Marwixhof, alsmede de Jaspersgang.
MelkwegVan Westersingel tot Reitdiepkade. Oorspronkelijk 'verdekte' weg, een singelweg aan de buitenzijde van de vestinggracht. Komt in de 19e eeuw ook voor als Westerbuitensingel. De naam van de weg houdt verband met de landerijen ter plaatse.
H.W. Mesdagstraat en -pleinVan Melkweg tot Friesestraatweg. Genoemd naar Hendrik Willem Mesdag (1831-1915). In Groningen geboren kunstschilder, bekend van het Panorama Mesdag en het Museum Mesdag in Den Haag. Het Panorama schilderde hij samen met zijn vrouw Sientje Mesdag-van Houten en onder andere G.H. Breitner.
Taco Mesdagstraat en -pleinVan Aweg tot Hofstede de Grootkade. De kunstschilder Taco Mesdag (1829-1902) was de in Groningen geboren oudere broer van H.W. Mesdag. Hij vertrok in 1882 naar Den Haag.
Op het plein de vroegere locatie van Coöperatie De Toekomst 1913-1976.
Theodorus NiemeyerstraatVan Paterswoldseweg tot Marwixkade. Genoemd naar de nabijgelegen tabaksfabriek van Theodorus Niemeijer (1905). Zie Rotterdammerstraatje (Hortusbuurt). De 'ij' in de naam van de firma is verengelst tot een 'y'. De fabriek was sinds 1999 onderdeel van een Amerikaans bedrijf en is in 2022 gesloten. Zie ook Paterswoldseweg 43.
OlieslagersgangZie Aweg. De naam spreekt voor zich.
PaterswoldsewegHuidig beloop: van Eeldersingel tot gemeentegrens. De weg naar Eelderwolde en Paterswolde. Tot 1928 nog Hoornsche dijk of Potterwoldmerdijk genoemd (Potterwolde: de oorspronkelijke naam van het dorp Paterswolde, mogelijk genoemd naar het geslacht Potter.) De historische weg vanaf Groningen via de buurtschappen Laansche huizen, Hoornse dijk en Den Hoorn langs het Hoornsediep (de huidige Hoornse dijk) naar de oude brug in de Meerweg. De verbinding tussen de stad en het begin van de Hoornsche dijk verliep tot in de 17e eeuw via het Hoendiep (de Hoentil) en de Oude Dijk (nu Abel Tasmanstraat).
De Paterswoldseweg eindigde na 1928 bij het begin van de Veenweg. De afbuiging via de buurt Hoornse Park dateert uit 2002. Zie verder Stadsparkwijk en Corpus den Hoorn.
Paterswoldseweg 43Voormalige tabaksfabriek Theodorus Niemeyer: het gebouw wordt door de gemeente gezien als belangrijk voor de identiteit en de herkenbaarheid van Stad.  Het wordt inmiddels aangeduid als 'De Niemeijer', bedoeld als 'centrum voor maatschappelijke en economische vernieuwing, waarbij digitale transformatie centraal staat''.::
Sint LucasstraatSint Lucas is schutspatroon van de schilders.
PeizerwegVan Paterswoldseweg tot gemeentegrens bij de Groningerweg in Peizermade. De weg is als Drentsche laan in 1873 door de gemeente in beheer en onderhoud overgenomen. Zie ook onder Laanhuizen.
PionierwegVan Energieweg, ter hoogte van de Bietenbrug, over het Hoendiep tot in Suikerzijde-noord.
SuikerbrugBrug over het Hoendiep tot in Suikerzijde-noord over het terrein van de voormalige Coöperatieve Beetwortelsuikerfabriek (-1996). De brug vervangt een eerdere brug (de Bietenbrug) die alleen bestemd was voor voetgangers en fietsers. De zogenoemde Suikerbrug in Hoogkerk (bij de Vierverlatenweg) draagt formeel de naam CSM-brug.
Abel TasmanstraatGenoemd naar de Groningse ontdekkingsreiziger en VOC-koopman Abel Tasman (Lutjegast 1603-Batavia 1659). De straat volgt nog de loop van de Oude Dijk, tot in de 17e eeuw een onderdeel van de weg van Groningen naar Paterswolde. Latere benaming: Laan naar het Hoendiep.
Toxopeusstraat(2019) De straat is genoemd naar de beide broers Toxopeus, schippers van de reddingboot Insulinde van (destijds) de KNZHRM, gestationeerd in Oostmahorn. Mees Toxopeus (1886-1974), schipper 1927-1950 en Klaas Toxopeus (1904-1981), stuurman 1930-1950 en schipper 1950-1974. Gezamenlijk redden zij honderden schipbreukelingen.
WassenberghstraatGenoemd naar een familie van Groningse kunstschilders, waarvan de bekendste zijn Jan Abel (1689-1750) en zijn dochter Elisabeth Geertruida (1729-1781).
ZwaantjesgangZie Aweg.

## Oosterparkwijken Stadshavens
De Oosterparkwijk, oorspronkelijk aangeduid als 'Plan Oost', is in hoofdzaak gebouwd 1920-1935. De Vinkenstraat en omstreken na de Tweede Wereldoorlog, de Pioenbuurt rond 1950. Als wijkgrenzen zijn gehanteerd het Oosterhamrikkanaal, het Van Starkenborghkanaal, het Eemskanaal en de Petrus Campersingel. .
Opgenomen zijn alleen de straatnamen die enige uitleg vragen. In 2023 zijn aan zeven straatwanden murals aangebracht.  In de wijk Stadshavens (langs het Eemskanaal) zullen de eerste woningen in 2026 worden opgeleverd.
J. Baart de la FaillestraatGenoemd naar Jacob Baart de la Faille II (1795-1867), hoogleraar genees- en verloskunde aan de Hogeschool. Was tevens belast met de leiding van het academisch oudheidkundig kabinet, de voorloper van het Universiteitsmuseum.
Gerbrand Bakkerstraat (1924)Gerbrand Bakker (1771-1828) was hoogleraar geneeskunde aan de Hogeschool. Gebouwd 1924 in stijl Amsterdamse school. Na grondige renovatie begin 21e eeuw nu ook wel Gerbrand Kakkerstraat.
Blauwe dorpBenaming van de boerderijwoningen, gelegen rond de Lindenhof (1920). De benaming zou verband houden met het ontbreken van een kroeg (Bert Middel in 'Stegengeur'). Zie ook Rode dorp.
Tjerk BolhuisstraatStraat op het terrein van het voormalige Oosterparkstadion. Tjerk Bolhuis (1934-1995) was een 'dominante middenvelder' van de voetbalvereniging Oosterparkers.
Petrus CampersingelPetrus Camper (1722-1789) was hoogleraar geneeskunde aan de Academie. De singel vormt de noordelijke begrenzing van het UMCG-terrein. Het watertje langs de singel: de wetering, is niet een restant van de oude stadsgracht, zoals vaak wordt gedacht. Het voormalige Typografengasthuis dateert uit 1903.
Henk CornelisstraatStraat op het terrein van het vroegere Oosterparkstadion. Henk Cornelis (1946-1990) speelde rond 1970 als rechtsbuiten en als centrale verdediger van GVAV.
DamsterdiepAan het vroegere Buiten Damsterdiep (buiten de stadswallen) stonden tot in het begin van de 20e eeuw drie houtzaagmolens en een oliemolen. Vergelijk de straatnamen Zaagmuldersweg, Oliemuldersweg, Balkgat, Houtstek en Zagerij. De laatste drie verwijzen direct naar het terrein van de houthandel en houtzagerij van Hendrik en Jakob van Houten. Bij het huis stond de houtzaagmolen 'De Twee Reizigers'. Het huis lag aan het water van het Damsterdiep. Achter het huis waren sloten gegraven waarin het hout werd 'gewaterd' om het te verduurzamen. In het, nog aanwezige, woonhuis woonde de kunstschilder Gerrit van Houten.
DamstersingelVan Damsterdiep tot Eemskanaal nz. langs Europaweg. Komt ook voor als Boermandeweg (zie Oosterpoortwijk). In de Tweede Wereldoorlog barakkenkamp van de Deutsche Kriegsmarine. Zie ook Damsterkade (Binnenstad).
Antonius DeusinglaanOorspronkelijk van Oostersingel/Bloemsingel tot Wouter van Doeverenplein. Wegens uitbreiding UCMG grotendeels verdwenen. Vervangen door de Vrydemalaan. De naam herinnert aan de hoogleraar geneeskunde aan de Academie, dr. Antonius Deusing (1612-1666). Deusing, 'een geleerde achteruitkijker', stond bekend om zijn talrijke polemieken met collegae-hoogleraren.
Achter de laboratoria aan de Bloemsingel 1 was aan de (latere) Deusinglaan, zowel tijdensde Eerste Wereldoorlog als tijdens de Tweede Wereldoorlog, de Centrale keuken voor de stad gevestigd.
Doeverenplein, Wouter vanGenoemd naar Wouter van Doeveren (1730-1783), de eerste hoogleraar farmacie aan de Hogeschool.
DuiventilVanaf de Oliemuldersweg. Naam van een brandgang achter de huizen aan het Damsterdiep, waarvoor een verkeersmaatregel moest worden genomen, zodat de gang een formele naam moest hebben. Aan de gang bevonden zich een aantal duivenhokken.
A.P. FokkerstraatAbraham Pieter Fokker (1840-1906) was hoogleraar gezondheidsleer aan de Rijksuniversiteit.
Piet FransenlaanPiet Fransen (1936-2015). Voetballer van GVAV 1956-1964 en 1966-1973 (vanaf 1972 FC Groningen). Zesmaal international. 'Middenvelder met scorend vermogen', bovendien 'publieksspeler die met clowneske acties het stadion vermaakte' (NGE). De straat is in 2008 naar hem genoemd bij leven: voor Groningen niet gebruikelijk. Wel kregen ook de Jozef Israëlsstraat en de Otto Eerelmanstraat die naam nog bij leven van de schilders. Bij de vijver sinds 2019 het kunstwerk ´De figuurtoren´ (Elisabet Stienstra) bestaande uit 11 op elkaar gestapelde mensfiguren. De sculptuur staat onder meer symbool voor de voetbalgeschiedenis van de buurt.
GorechtkadeGorecht, eigenlijk Go- en Woldrecht: het vroeg-middeleeuwse Drentse rechtsgebied (dingspel), dat de latere gemeenten Haren, Noorddijk en Groningen omvatte. De straatnaam heeft betrekking op de kaden van het eerdere Gorechtkanaal tussen Damsterdiep en Oosterhamrikkanaal, gereed 1928. Het kanaal was bedoeld als vervangende verbinding voor het Verbindingskanaal Damsterdiep-Boterdiep, voor een groot deel nog de oude vestinggracht. Na de opening van het Van Starkenborghkanaal (1938) is het Gorechtkanaal deels weer gedempt, deels vergraven tot vijvers. In de eerste uitbreidingsplannen van Groningen was de omgeving van het kanaal overigens niet bestemd voor woningbouw, maar voor bedrijventerreinen.
Jan GroningerstraatStraat op het terrein van het vroegere Oosterparkstadion. Jan Groninger (1933-1994) was rechtsbuiten van de voetbalvereniging Oosterparkers.
Jan Hissink JanssenstraatIn Groningen nog weleens uitgesproken als 'Jannesinjansenstraat'. Jan Hissink Janssen (1816-1885) was hoogleraar geneeskunde (chirurgie) aan de Hogeschool. Het eerste Engelse vergissingsbombardement met brisantbommen op Groningen in de Tweede Wereldoorlog vond plaats in de nacht van 25/26 juli 1940. Daarbij vielen in de straat een dode en een zwaargewonde. In de buurt werden zeker 20 huizen beschadigd en sneuvelden tientallen ruiten. Op het pleintje zijn de beschadigingen nog steeds te herkennen. Ook in de Rosensteinlaan was sprake van een dode en een zwaargewonde.
Dirk Huizingastraat,Dirk Huizinga (1840-1903) was hoogleraar fysiologie en histologie aan de Rijksuniversiteit. Hij was de vader van de historicus Johan Huizinga.
Piet de KoestraatStraat op het terrein van het voormalige Oosterparkstadion. Piet de Koe (1934-1990) was voetballer bij GVAV 1954-1962. Hij scoorde de eerste goal voor zijn club in de betaald voetbalcompetitie.
H.A. KooijkerpleinHendrik Aalbertus Kooijker (1832-1904) was hoogleraar interne geneeskunde aan de Rijksuniversiteit.
OliemulderswegDe straatnaam verwijst vermoedelijk naar de vroegere oliemolen 'De Meeuw' aan het Damsterdiep (1776 – sloop 1909).
OosterhamrikkadeKade langs het gelijknamige kanaal. Het kanaal is gegraven in twee gedeelten: van Gorechtkanaal tot het Verbindingskanaal Damsterdiep-Boterdiep (gereed 1928) en van Gorechtkanaal tot Van Starkenborghkanaal (1939). Het kanaal was met name ook bestemd voor het transport van kolen naar de gasfabriek aan de Bloemsingel. Ooster(stads)hamrik: de (drassige) weilanden ten oosten van Groningen, door de boeren in de marke van Groningen gemeenschappelijk geëxploiteerd. Hamrik is ingepolderde en bemalen grond.
OosterparkHet Oosterpark is aangelegd in de periode 1926-1935. Ter plaatse van het park in de middeleeuwen aan de toenmalige Hunze de borg Vrijdema, waarvan geen restanten zijn teruggevonden.
In het park onder meer een bank ter herinnering aan Eltjo Rugge (zie Ruggeweg, Eltjo). Ook in het park 1923-2006 het Oosterparkstadion van de voetbalclubs GVAV/FC Groningen en Oosterparkers.
Aan de rand van het park het Treslinghuis (1915), oorspronkelijk een 'verzorgingstehuis voor a-socialen', genoemd naar Tjalling Petrus Tresling (1809-1844), in 1838 oprichter van het Algemeen Diakengezelschap der Nederduitsch Hervormde Gemeente, dat in de 19e eeuw diverse inrichtingen voor weldadigheid beheerde.
Professor RankestraatJohannes Friedrich Karl Rudolf Ranke (1850-1887) was hoogleraar aan de medische faculteit van de Rijksuniversiteit.
RipperdalaanNaam van een Ommelander adellijk geslacht. De meest bekende telg is Johan Willem Ripperda (1682-1737), die onder meer grande van Spanje werd.
Rode dorpOoit de benaming van een complex arbeiderswoningen (1918-1968), uitgevoerd in rode steen en met rode dakpannen, gelegen aan de even zijde van de Ripperdalaan en aan de toenmalige Leeuwerikstraat; in eerste aanleg ver van de bestaande bebouwing. Het verzakken van de fundering van de woningen – gebouwd in de voormalige bedding van de Hunze – maakte sloop noodzakelijk. Zie ook Blauwe dorp.
S.S. RosensteinlaanSamuel Siegmund Rosenstein (1832-1906) was hoogleraar aan de medische faculteit van de Rijksuniversiteit. Op last van de Duitse bezetter 1943-1945 Rengerslaan, naar een bekend Groninger geslacht. Zie ook Hissink Janssenstraat.  Op de hoek met Thuessinklaan de Gereformeerde Oosterkerk (1929).
Eltjo Ruggeweg(2010) Van Damsterdiep tot Sontweg. Genoemd naar Eltjo Rugge (1872-1950), ereburger van Groningen, lid van de gemeenteraad 1901-1946 en wethouder (voor de SDAP) 1924-1943. Was onder meer nauw betrokken bij de totstandkoming van de sociale woningbouw in de Oosterparkwijk. Zie ook Oosterpark.
SlachthuisstraatDe straat is aangelegd op het terrein van het vroegere gemeentelijk slachthuis (1899). Bij perceel 196 sinds 1986 een Swienekop, afkomstig van de gevel van het inmiddels afgebroken slachthuis.
E.J. Thomassen à ThuessinklaanIn Groningen veelal 'Thusinklaan' genoemd. Evert Jan Thomassen à Thuessink (1762-1832) was hoogleraar geneeskunde aan de Hogeschool. Hij was in 1797 tevens de stichter van het Nosocomium Clinicum, de eerste voorloper van het UMCG. Voorheen Jacobijnerweg (zie ook Vrydemalaan)
Vrydemalaan(2010) Tussen Bloemsingel en Van Doeverenplein. Aangelegd ter vervanging van de Antonius Deusinglaan. De weg volgt deels de loop van de oorspronkelijke Vrydemaweg (lees Vriedemaweg; Vrydema = Vrouwe Ida) vanaf het Boterdiep naar de gelijknamige borg (verwoest 1338), gelegen buiten de stadsvrijheid in een meander van de Hunze, nu het noordelijk deel van het Oosterpark. In de middeleeuwen staat de weg bekend als Jacobijnerweg (zie Hortusbuurt).
Enno Dirk Wiersmastraa,Enno Dirk Wiersma (1858-1940) was hoogleraar geneeskunde (psychiatrie en neurologie) aan de RUG.
ZaagmulderswegVermoedelijk genoemd naar de in 1906 afgebroken zaagmolen 'De twee Reizigers' aan het Damsterdiep (1755). Het oorspronkelijke Zaagmulderswegje was een doodlopend landweggetje langs de oude loop van de Hunze. Werd in de jaren 1920 voornamelijk gebruikt als verbindingsweg voor de arbeidersbuurtjes 'Rode dorp' en 'Blauwe dorp' met het Damsterdiep. Is begin jaren 1930 doorgetrokken naar het nog aan te leggen oostelijk deel van het Oosterhamrikkanaal en werd een doorgaande weg nadat in 1938 de Zaagmuldersbrug was gebouwd over het in datzelfde jaar gereedgekomen deel van het Oosterhamrikkanaal en het Gorechtkanaal werd gedempt. Aan het Ripperdahuis, t.o. vroegere Oosterparkstadion, sinds 2020 muurschildering Dick Nanninga (1949-2005) die onder meer speelde voor voetbalvereniging Oosterparkers en in het Nederlands elftal.

## Oosterpoortwijk, met De Linie en Europapark
De Oosterpoortwijk ligt ten zuiden van de Binnenstad, tussen de spoorlijn Groningen-Assen/Winschoten en – voor dit doel – de Europaweg.
Het Europapark is het aansluitende bedrijventerrein waarin ook stadion Euroborg. 
De Linie is de woonbuurt direct ten zuiden van de Oosterpoortwijk (voor naamsverklaring: zie Helperlinie). De zuidgrens van het hier beschreven gebied wordt gevormd door het Oude Stamspoor. Alle straatnamen zijn opgenomen, waar zinvol met een toelichting. Ook de namen van kanalen en bruggen worden toegelicht.
AlbertstraatVan Meeuwerderweg tot Alexanderstraat (1907). Voor wat betreft de naam 'roept het College in herinnering dat in het betrokken stadsgedeelte vele straten voorkomen die met eenvoudige voornamen zijn aangeduid, zonder de bedoeling om historische personen in herinnering te roepen'.
AlexanderstraatVan Jacobstraat tot Blekerslaan (1905); deel van de beoogde middenweg tussen Oosterweg en Meeuwerderweg. Waarschijnlijk genoemd naar Willem Alexander, prins van Oranje, oudste zoon van koning Willem III (1851-1884). Zie ook Polderstraat.
Joachim AltinghstraatVan Meeuwerderweg tot Nieuwstraat (1900). Genoemd naar Joachim Altingh (1556-1625), telg uit een oud Drents geslacht, burgemeester van Groningen 1594-1621; medeoprichter van de Academie. In 1600 in Den Haag gegijzeld door de Staten Generaal omdat de stad Groningen niet wilde meebetalen aan de gemeenschappelijke uitgaven van de Republiek (uit protest tegen de gelijkwaardigheid van de Ommelanden in het gewest Stad en Lande).
AnnastraatVan Meeuwerderweg tot Nieuwstraat (1898). Genoemd naar een dochter van aannemer A.M. Prins.
BarkmolenstraatGezamenlijke straatnaam voor de buurt (in de oorspronkelijke Grote Meeuwerderpolder) die wordt begrensd door Griffeweg, Europaweg en (Oude) Winschoterdiep. De naam verwijst naar de barkmolen die ooit aan de oostzijde van het Winschoterdiep stond (1625-1780). Een barkmolen diende voor het malen van boomschors, vooral eikenschors ('eek' of 'bark').
Ter plaatse vanaf 1946 het chemisch bedrijf van NV AAgrunol, dat na ontruiming van het terrein het tot dusverre grootste bodemsaneringsproject in Groningen noodzakelijk maakte (gereed in 1995).
BastionVan Verlengde Meeuwerderweg tot Verlengde Winschoterdiep. Een bastion is een vijfhoekige gemetselde of aarden uitbouw van een verdedigingsmuur of -wal. De naam in verband te brengen met de Helperlinie.
BlekerslaanVan Oosterweg tot Meeuwerderweg. De weg omstreeks 1693 aangelegd naar de molen 'De Zaayer' aan het Winschoterdiep. Sinds 1805 bekend als Laan naar de molens; voerde vanaf 1856 langs een blekerij. Officiële naam eerst sinds 1961.
BoermandestraatVan Winschoterdiep o.z. tot Oosterhaven (1998). Boermanden: de wei- en/of hooilanden in de marke van Groningen, in dit geval in het Oosterstadshamrik, in mandelig (gemeenschappelijk) bezit van de boeren uit de stad. De oorspronkelijke Boermandeweg komt al voor in de 10e/11e eeuw als Hariburgi- of Harbargeweg (Fries: adebarre (tegenwoordig: earrebarre), ooievaar), een weg over de dijk (zuidwending) van de stad naar Oosterhoogebrug die verdwenen is door de aanleg van het Eemskanaal (1866-1876). In Groningen werd tot omstreeks 1300 Fries gesproken. Boermandeweg nog in 1917 oudere naam voor de Damstersingel (Oosterparkwijk).
BontebrugTussen Veemarktstraat en Winschoterdiep o.z. De huidige brug dateert uit 1939. Oudere naam: Roode(haanster)brug. De brug (1653) ligt in de weg van de Oosterpoort langs het Winschoterdiep naar de buurtschap Roodehaan en verder. De brug was wit en zwart geschilderd.
BoumaboulevardVan Helperpark tot Europaweg. Siebe Jan Bouma (1899-1959) was in de periode 1919-1942 in Groningen werkzaam bij de dienst Gemeentewerken, op het laatst als stadsarchitect (na als timmerman te zijn begonnen). Hij ontwierp – in de stijl van de Amsterdamse school – onder meer het paviljoen in het Noorderplantsoen, het (oude) gebouw van Gemeentewerken aan het Gedempte Zuiderdiep, diverse schoolgebouwen en woningcomplexen, onder meer in de Oosterparkwijk. Naderhand was Bouma onder andere nog directeur van het Openluchtmuseum in Arnhem en tekende hij voor het stedenbouwkundig ontwerp van Madurodam.
EuroborgAan de Boumaboulevard het voetbalstadion Euroborg (2006). Standbeelden van clubiconen Tonny van Leeuwen (sinds 2014, zie ook Tonny van Leeuwenlaan, Beijum c.a.)  en sinds 2021 van Martin Koeman (1938-2013). Koeman speelde in de periode 1957 - 1974 335 wedstrijden als verdediger). Beide beelden van Lia Krol.
BoumabrugBrug in de Boumaboulevard.
BoumanstraatVan Oosterweg tot Mauritsstraat. In 1877 aangelegd over het terrein en voor rekening van Geert Bouwman. Oorspronkelijk bij raadsbesluit (dan ook) Bouwmanstraat genoemd. Het naambordje gaf echter aan de al bij de gemeente bekende naam Bouman, zijnde de naam van broer Henderiekus Bouman, die eerder al de Jacobstraat had aangelegd. Mogelijk als een gevolg van een ambtelijke verschrijving droegen niet alle zonen van vader Bouman diens correcte achternaam. De 'w' in de naam van de straat is bij raadsbesluit van 1878 alsnog ingetrokken en de naam 'Bouman' officieel vastgesteld.
BrandenburgerstraatVan Parklaan tot Lodewijkstraat. Oude landweg, bekend als Dwarsweg, al genoemd in 1559. In 1878 door de gemeente in beheer en onderhoud overgenomen. De naam Brandenburgerstraat vastgesteld in 1902. De straat is genoemd naar de in 1865 afgebroken herberg 'De Fürst van Brandenburg' (1689-1709) die de naam droeg van Frederik Willem de Grote (1620-1688), keurvorst van Brandenburg, die de Nederlanden te hulp kwam in de Hollandse of Tweede Münsterse Oorlog (1672).
De BrinkVan Winschoterdiep o.z. tot Oosterhaven. De herkomst van de naam, die voorkomt vanaf 1763, is onbekend. De kade langs het Winschoterdiep (buiten het Klein Poortje) komt eerder voor als 'Op de Molenstreek', sinds 1877 als (Op de) Brink.
Harm BuiterpleinNaam van het plein voor station Europapark (2011), genoemd naar Harm Buiter (1922-2011), van 1971 tot 1985 burgemeester van Groningen; eerder onder meer werkzaam in de internationale vakbeweging.
CubastraatVan Oosterweg tot Palmslag. Oorspronkelijk (als Cubasteeg, 1898) tussen Oosterweg en Meeuwerderweg. Genoemd naar de 17e-eeuwse herberg 'De Cuba'. De ook bestaande Cubadwarsstraat, tussen Cubastraat en Houtzagersstraat, is rond 1972 afgebroken.
DuikerstraatVan Meeuwerderweg tot Winschoterdiep (1877). De naam verwijst naar de grondduiker onder het Winschoterdiep voor de afvoer van overtollig water uit de Kleine naar de Grote Meeuwerderpolder.
DijkstraatVan Meeuwerderweg tot Winschoterdiep. De straat is aangelegd in 1878. Dijk: de dijk langs het Winschoterdiep.
EelkemastraatVanaf Boumaboulevard. M.G. Eelkema (1883-1930) was architect te Groningen. Hij bouwde onder meer het Helperbad (1925).
EllensmolenVan Verlengde Meeuwerderweg tot Verlengde Winschoterdiep (2003). De straat is genoemd naar de oliemolen aan het Winschoterdiep ten zuiden van de redoute in de Helperlinie, in het bezit van de familie Ellens (1736-1880).
Van ElmptstraatVanaf de Boumaboulevard (2003). A.Th. van Elmpt (1866-1953) was architect te Groningen. Hij bouwde onder meer de 'Fries-Groningse Hypotheekbank' (Herestraat 106), Huize Tavenier (Ubbo Emmiussingel, 1904) en het voormalige r.k. ziekenhuis aan de Verlengde Hereweg (1923).
EsperantostraatVan Verlengde Lodewijkstraat tot Meeuwerderbaan. Straatnaam (1970) ontleend aan de kunsttaal Esperanto.
FrederikpleinPlein in de Nieuwstraat/Verlengde Nieuwstraat ter hoogte van de Frederikstraat (1899).
FrederikstraatVan Meeuwerderweg tot Frederikplein (1878). Genoemd naar Willem Frederik Karel (Frederik), prins der Nederlanden, tweede zoon van koning Willem I (1797-1881).
Jam GoeverneurstraatVan Meeuwerderweg tot Nieuwstraat (1898). Genoemd naar Johan Jacob Anthony Goeverneur (1809-1881), een destijds populaire Groninger schrijver en dichter, met als pseudoniem Jan de Rijmer. Auteur van onder meer Reizen en avonturen van mijnheer Prikkebeen en van Toen onze mop een mopje was. Verdienstelijk schrijver van kinderboeken. Goeverneur publiceerde in totaal omstreeks 180 titels.
GriffebrugBrug in de Griffeweg over het Oude Winschoterdiep (1995), ontworpen door Maarten Schmitt; glasculpturen van Alb. Geertjes. Het kunstlicht in het glas verandert 's avonds langzaam van kleur.
GriffewegVan Veemarktstraat tot Europaweg (1995). De weg volgt voor een deel de al oudere Griffestraat (1877, van Veemarktstraat tot Winschoterdiep). De straatnaam is afgeleid van de Griffe (of het Nijgravendiepje), een vanaf 1695 nieuw gegraven gracht, die was bedoeld als tweede waterlinie ten zuiden van de stadsgrachten. Het werk werd al in 1698 gestaakt in verband met de aanleg van de Helperlinie.
GriffelinieDe 'Griffelinie' was beoogd langs de (deels nog herkenbare) zigzaglijn Griffestraat-Veemarktstraat(Palmslag)-Parklaan-Oude Stationsweg en verder. Het niet bebouwde gebied tussen de vestinggracht en de Griffe werd 'de lage landen' genoemd en was bij oorlogsgevaar bestemd tot inundatiegebied. De Griffe blijkt in 1775 voorbij de Oude Stationsweg alweer verland. De Griffegracht staat in de 19e eeuw van Winschoterdiep tot Oosterweg bekend als Slijkdiep met aan het eind de Drekhaven, waaraan gelegen een drekstoep (vuiloverslag). Achter de Drekhaven eind 19e eeuw een sloppenwijk, bekend als Achter de Drekstoep of Achter het Slijkgat.
veemarktTer plaatse 1892-1970 het veemarktterrein; sinds 1973 onder meer cultureel centrum De Oosterpoort.
HelperparkVan Boumaboulevard tot Oude Stamspoor. 
MediacentraleAan de straat Helperpark de Mediacentrale (in het gebouw van de voormalige Helpmancentrale van het Provinciaal Electriciteitsbedrijf PEB, (1930-1982).
HendrikstraatVan Van Sijsenstraat tot Nieuwstraat (1899). Genoemd naar Hendrik Willem Frederik (1820-1879), prins der Nederlanden (Hendrik de Zeevaarder), zoon van koning Willem II, stadhouder van Luxemburg v.a. 1850.
Hornstraat(1879) Van Mauritsstraat tot Sophiastraat. Horn of hörn: hoek. De door het College voorgestelde naam was Nieuwe Kromme Elleboog.
HoutzagersstraatVanaf Meeuwerderweg. Genoemd naar oorspronkelijke Houtzagerssteeg, gelegen achter de Veemarktstraat. In de buurt lagen tot in de 19e eeuw houtzagerijen.
JacobstraatVan Oosterweg tot Meeuwerderweg (1877); genoemd naar een zoon van aannemer Bouman.
Van JulsinghabrugBrug (1995) over het Oude Winschoterdiep bij de Van Julsinghastraat. Verbindt de Barkmolenstraat met de (wijkvoorzieningen in de) Oosterpoortwijk. Ontwerper is de toenmalige stadsarchitect Maarten Schmitt.
Van Julsinghastraat(1898). Johan van Julsingha (1624-1703), uit het Drentse geslacht Julsinge, was burgemeester van Groningen 1668-1701.
Kleine Brandenburgerstraat(1902) Vanaf Brandenburgerstraat. Oudere naam: Middelwegh.
Kleine SophiastraatVanaf de Sophiastraat (1878).
KolenkadeVanaf Boumaboulevard bij de brug over het Oude Winschoterdiep langs flatgebouw 'Op hete kolen'. De - niet officiële - naam afgeleid van gehandhaafde afscheidingsmuur waartegen kolen bestemd voor het voormalige Provinciaal Elektriciteitsbedrijf werd gestort. Het voetpad is geplaveid met zonnepanelen (2021). Vgl. Kolendrift (Ebbingekwartier)
Korte NieuwstraatVan Nieuwstraat tot Winschoterdiep (1922).
kunstwerkIn 2013 wordt een kunstwerk van Michel Velt onthuld dat een volledige gevelwand beslaat. Opdrachtgever is woningbouwcorporatie Nijestee. Het kunstwerk is in overleg met bewoners tot stand gekomen.
KuilerstraatVanaf de Boumaboulevard (2003). De straat is genoemd naar Abraham Wijnand Kuiler (1896-1960), architect te Groningen, werkzaam bij bureau Kuiler & Drewes. Medeoprichter en naamgever van het bureau was evenwel een zwager van A.W. Kuiler, te weten Jan Kuiler (1883-1952). Laatstgenoemde was verantwoordelijk voor het ontwerp van o.m. de voormalige gereformeerde Noorderkerk (Akkerstraat, 1920) en de gereformeerde Oosterkerk (Rosensteinlaan, 1927). Deze en andere bouwwerken staan in de literatuur overigens allemaal op naam van het bureau. Het is vooralsnog niet geheel duidelijk waarom de Kuilerstraat genoemd is naar A.W. Kuiler en niet naar Jan Kuiler.
KwintlaanVan Verlengde Lodewijkstraat tot Meeuwerderweg (1995). Genoemd naar de tot omstreeks 1998 ter plaatse gevestigde N.V. vh. Fa A. Kwint, Zeilmakerij, Dekkleden-, Tenten- en Zonweringenfabriek (nu Scandinaviëweg). Zie ook Reinier Muller's Laantje.
Paulis LamanstraatVan Van Sijsenstraat tot Nieuwstraat (1904). Paulus Laman (1668-1746), een jurist, was onder andere burgemeester van Groningen. Hij schreef het rechtsgeleerd vademecum 'Aanleiding tot de eerste beginselen van de Groninger rechtskennis'. In de stadsgeschiedenis is ook nog sprake van Paulus II Laman (1733-1788) die omstreeks 1770 secretaris van Groningen was.
Lodewijkpad(2011) Van Verlengde Lodewijkstraat tot Helperzoom.
LodewijkstraatVan Hereweg tot Oosterweg (1875). Genoemd naar graaf Lodewijk van Nassau (1538-1574), broer van Willem van Oranje, overwinnaar van de slag bij Heiligerlee (1568), gesneuveld in de slag op de Mokerheide. Een andere broer, graaf Adolf, overleefde de slag bij Heiligerlee niet. Vgl. Graaf Adolfstraat (Oranjewijk). De keermuren langs de spoorlijn geven de doorsnijding van de Hondsrug aan.
Lunettenhof(2015). Lunetten zijn afzonderlijke vestingwerken in de vorm van een bastion, zonder courtine. Zie ook Bastion, Redoute en De Schans.
MartenstraatVan Meeuwerderweg tot Nieuwstraat (1878). Naar de naam van de aannemer: Arend Marten Prins. Zie ook Annastraat.
MauritsdwarsstraatVan Lodewijkstraat tot Oosterweg (1875).
MauritsstraatVan Parklaan tot Lodewijkstraat (1875). Genoemd naar Maurits van Nassau (1567-1627), prins van Oranje sinds 1618, zoon van Willem van Oranje; stadhouder van Groningen en Drenthe (1620-1625), maar vooral legeraanvoerder. Prins Maurits veroverde – met zijn neef Willem Lodewijk – als sluitstuk van de zogenaamde 'Groninger Schansenkrijg' (1589-1594) de stad op 23 juli 1594. Na deze 'Reductie' (terugleiding naar de Unie van Utrecht) wordt Groningen, als deel van het gewest Stad Groningen en Ommelanden (Stad en Lande, 1595), opgenomen in de Republiek der Verenigde Nederlanden. Willem Lodewijk wordt de eerste stadhouder.
MeeuwerderbaanVan Meeuwerderweg tot Winschoterdiep (1910). Het ontwerp van de Meeuwerderbaan is destijds afgestemd op de aanleg van een goederenspoorlijn naar het Eemskanaal en verder. Rond 1960 is het tracé gebruikt voor een viaduct ten behoeve van de zuidelijke ringweg. Het goederenspoor is omstreeks 1965 alsnog aangelegd langs een zuidelijker gelegen tracé, dat inmiddels ook weer is opgeheven (zie Oude Stamspoor).
Meeuwerderpad(2011) Van Verlengde Meeuwerderweg tot Verlengde Lodewijkstraat.
MeeuwerderwegVan Veemarktstraat tot Meeuwerderbaan (1874). Aangelegd in gedeelten 1874-1892. Oorspronkelijk melkweg aan de westzijde van een ter weerszijden van het Winschoterdiep gelegen polder, waarvan het westelijk deel (de kleine polder) de naam 'De Meeuwerd' droeg, naar de gelijknamige vogel. Het beloop van de Meeuwerderweg volgt dat van een waterloopje: de Merwe. De waterafvoer naar het oostelijke deel van de polder verloopt via een duiker onder het Winschoterdiep.
Meeuwerderweg 75Voormalige Baptistenkerk (1927-2008). Een oudere kerk nog zichtbaar aan de Warmoesstraat 68.
MiddenstraatVan Polderstraat tot Oliemulderstraat (1874). Deel van een oorspronkelijk ontworpen middenweg tussen Oosterweg en Meeuwerderweg. Zie ook Alexanderstraat.
Reinier Muller's LaantjeVan Blekerslaan tot Kwintlaan. De naam ontleend aan de 1895-1957 ter plaatse gevestigde stoombreierij en tricotagefabriek van Reinier Muller, voor de Tweede Wereldoorlog een der grootste werkgevers van Groningen. De fabriek is in 1957 vrijwillig geliquideerd. Aan de Kwintlaan bevindt zich nog een toegangshek.
Nanningapad(2011) Van Redoute tot Boumaboulevard. Het pad is genoemd naar Houthandel v.h. Nanninga & Zn BV, ter plaatse gevestigd 1907-2001.
NieuwstraatVan Duikerstraat tot Frederikplein (1877). Het begin van de Nieuwstraat lag tot omstreeks 1995 aan de toenmalige Griffestraat, nu Griffeweg.
OliemulderstraatVan Oosterweg tot Meeuwerderweg (1880). Genoemd naar de molen voor raap- en lijnolie in het verlengde van de straat aan het Winschoterdiep. Oudere naam: Oliemolen- of ook Hulzebossteeg (naar een herberg aan de Oosterweg, omstreeks 1700).
OosterhavenKade aan de zuidzijde van de Oosterhaven, vanaf De Brink. De Oosterhaven zelf (1880) is het eindpunt van het Groot provinciaal scheepvaart- of Eemskanaal tussen Delfzijl en Groningen (zie Bedrijventerreinen Eemspoort).
OosterwegVan Oosterbrug tot Lodewijkstraat (1920). Oorspronkelijk tweede toegangsweg tot de stad vanuit het zuiden (naast de Hereweg), voor het eerst bepuind in 1636. De weg werd naderhand doorsneden door de Linie van Helpman (1700). In 1868 met een (voor paard-en-wagen) te steil viaduct over de spoorlijn gevoerd. Na de ontmanteling van de Helperlinie al in 1878 vervangen door de gelijkvloerse overgang bij de Waterloolaan. De spoorwegovergang in 2020 gesloten.
Oosterweg 30Voormalig gasthuis 'voor den werkenden stand' (1935-1983).
Oosterweg 85Voormalige hervormde Oosterkerk, in gebruik 1924-1983, verbouwd tot appartementengebouw.
Oude StamspoorVan Helperpark tot Bornholmstraat (2003). De straat loopt over het tracé van de vroegere, omstreeks 1965 gereedgekomen, spoorverbinding met het bedrijventerrein Eemskanaal. Zie ook Meeuwerderbaan.
PalmslagVan Oosterweg tot Meeuwerderweg (1975). De straat vervangt grotendeels de vroegere Veemarktstraat, achter het terrein van de voormalige veemarkt. Genoemd naar de handslag bij het loven en bieden van de veehandelaren.
ParklaanVan Hereweg tot Oosterweg (1881). Voor de ontvesting deel van de singel rond de stad, aangeduid als Onder de boompjes, als Singelweg of als Plantage. De weg liep overigens niet langs de gracht, maar langs het te inunderen gebied 'Het lage land'(zie Griffeweg).
kerkenAan de Parklaan (Hornstraat) 1889-1989 achtereenvolgens een tweetal gereformeerde kerken. Ter plaatse nu ouderenwoningen.
PolderstraatVan Oosterweg naar Meeuwerderweg (1874). Straat naar de Meeuwerderpolder. De bewoners hadden liever gezien dat de straat Oranjestraat of Alexanderstraat zou worden genoemd.
RedouteVan Verlengde Meeuwerderweg tot Verlengde Winschoterdiep (2003). De redoute was een rechthoekig gesloten veldwerk met aarden wal, voorzien van een natte gracht, deel van de voormalige Helperlinie ter plaatse.
De SchansVan Verlengde Meeuwerderweg tot Verlengde Winschoterdiep (2003). Een schans is een zelfstandig aarden verdedigingswerk. De naam in verband te brengen met de vroegere Helperlinie.
Schorsmolenstraat(2021) Vanaf Barkmolenstraat.
Van SijsenplaatsTussen Meeuwerderweg en Van Sijsenstraat (1910). De uitgang 'plaats' is in 1950 in een andere straatnaam gewijzigd omdat die te denigrerend zou zijn: Sabangplaats.
Van SijsenstraatVan Joachim Altinghstraat tot Meeuwerderbaan. Hendrik van Sijsen (1706-1800) was burgemeester van Groningen 1752-1795. Als presiderend burgemeester legde hij op 29 april 1793 de eerste steen voor het huidige Stadhuis (dat pas geheel gereed zou komen in 1810).
SophiastraatVan Brandenburgerstraat tot Oosterweg. Genoemd (1867) naar het dan al bestaande Sophiahuis (hervormd wijkgebouw met 'bewaarschool'), dat op zijn beurt met haar instemming genoemd was naar Sophia Frederika Wilhelmina, prinses van Württemberg (1818-1877), echtgenote van koning Willem III, koningin der Nederlanden v.a. 1849. Oudere naam: Perkamentmakerssteeg.
TonkensstraatVanaf Boumaboulevard (2003). T. Tonkens (1889-1945) was een Groningse architect (Bureau Kazemier en Tonkens), verbonden aan de Maatschappij tot Verbetering van Woningtoestanden (nu De Huismeesters). Bouwde onder meer een pakhuis voor het Veem- en Factorsbedrijf aan de Oosterkade.
TrompkadeVanaf Trompsingel. Voor naamsverklaring zie Trompstraat (Binnenstad). De Trompkade is in de stadsgeschiedenis bekend vanwege de ontploffing van een stoomketel van een sleepboot op 20 december 1929. Er vielen vijf doden en twee zwaargewonden.
TrompsingelVan Oosterweg tot Veemarktstraat. De al sinds de aanleg van de veemarkt bestaande weg komt eerst sinds 1965 met een eigen naam op de stadsplattegrond voor.
VeemarktstraatVan Trompsingel tot Griffeweg (1975); oorspronkelijk van Oosterweg tot voormalige Griffestraat. Destijds gelegen aan de zuidzijde van het veemarktterrein (1892-1970). Straatnaam ingetrokken, nu deels benoemd als Palmslag.
Verlengde FrederikstraatAangelegd 1899.
Verlengde LodewijkstraatAangelegd 1887, opnieuw benoemd 2003.
Verlengde MeeuwerderwegAangelegd 2003.
Verlengde NieuwstraatOorspronkelijk aangelegd 1899, opnieuw benoemd 2003.
Verlengde WinschoterdiepBenoemd 2003.
VredelustVan Verlengde Meeuwerderweg tot Verlengde Winschoterdiep (2003). Sinds omstreeks 1780 naam van een buitenhuis tussen Winschoterdiep en Nieuwstraat (ter hoogte van perceel 132). Eerder bekend onder de naam Buitenlust. De verwijzing in het betreffende raadsbesluit naar de naam van een (stoom)oliemolen voor raap- en lijnolie, aan het Winschoterdiep in het verlengde van de Oliemulderstraat, berust op een foutieve interpretatie van de beschrifting op een oude kaart. (Harry Perton in een artikel in het wijkorgaan De Oosterpoorter).
De VriendschapVan Verlengde Meeuwerderweg tot Verlengde Winschoterdiep (2003). Genoemd naar de gelijknamige houtzaagmolen aan het Winschoterdiep (begin 18e eeuw – 1903).
WarmoesstraatVan Oosterweg tot Meeuwerderweg (1879). Warmoezeniers of moeskers zijn groentenkwekers. Vgl. Moeskersgang en Moesstraat. De voorgestelde naam (naar die van de eigenaar van de moeskerij: Woldringh) werd in de raadsvergadering afgestemd.
H.L. Wichersstraat(1910) Genoemd naar (jhr) dr. jur. Hendrik Ludolf Wichers (1747-1840). Wichers bekleedde bestuurs- en politieke functies zowel tijdens de Republiek (onder andere ambtman van het Gorecht, afgevaardigde naar de Staten Generaal), als in de Franse tijd (onder meer prefect van het departement van de Westereems) als in het Koninkrijk der Nederlanden (directeur-generaal der belastingen en lid van de Raad van State). Hij was ook president-curator van de Hogeschool. De straat volgt het trace van de in de jaren 1960 verdwenen zuidwending de Groenedijk die naar de Gronenburgmeander van de Hunze liep (daar waar in 1960 de Finse Haven werd aangelegd).
Vrouw WichersDe corpulente volksvrouw in gele bloemetjesjurk die een oogje in het zeil houdt (t.w. Klasina Kimkes-Wolthers !893-1992), sculptuur van Mette Bus (1985), Herplaatst na restauratie in 2010.
WinschoterdiepDe straatnaam Winschoterdiep (1920) heeft betrekking op de wegen langs het (Oude) Winschoterdiep: aan de westzijde vanaf de Griffeweg (tot 1920 vanaf de Dijkstraat), aan de oostzijde vanaf De Brink. Eerdere naam Winschoter(trek)weg. Het diep zelf is gegraven rond 1400 als Schuitendiep. De naam Winschoterdiep dateert van 1632 (in 1637 wordt Winschoten bereikt) en heeft betrekking op het Schuitendiep vanaf de Steentilbrug (vgl. de naam Winschoterkade). De naam Schuitendiep is overigens nog gebruikt tot ver in de 20e eeuw. In 1950 komt een betere verbinding met Eemskanaal en Van Starkenborghkanaal gereed: het Nieuwe Winschoterdiep. Het bestaande diep wordt dan als vaarverbinding gesloten. Ter weerszijden van het Winschoterdiep de Meeuwerderpolders, langs het diep bedijkt met het oog op de gevolgen van eb en vloed. De oostelijke polder wordt begrensd door een zuidwending: de Groenedijk. Tot 1673 was er een volledig open verbinding van het Winschoterdiep met het Reitdiep en de Noordzee. Voorbij de Redoute de vroegere verbinding met de gracht van de Helperlinie en een (voormalig) zijkanaal, dat sinds 1924 diende als spoorweghaven (langs het raccordement Verlengde Lodewijkstraat).
WitlattenstraatVan Oosterweg tot Middenstraat (1929). Tot 1929 Witlattensteeg. Ooit een landweggetje door de moestuinen; de tuinen omheind door hekken met wit geverfde latten. Omstreeks 1870 deel van een sloppenwijk met zogenaamde 'kamers'. Ook wel Lattensteeg. Ter plaatse voorheen ook de Kromme Hornsteeg.
Wittop KoningstraatVanaf Boumaboulevard (2003). De Groningse architect A.R. Wittop Koning (1878-1961) bouwde onder meer het pand 'De Faun' aan de Herestraat (1938).
De ZaayerVan Verlengde Meeuwerderweg tot Verlengde Winschoterdiep (2003). De straat is genoemd naar de gelijknamige houtzaagmolen aan het Winschoterdiep achter de huidige H.L. Wichersstraat (ca. 1650 – omstreeks 1913). Aan de molen een bord met de afbeelding van een zaaier.
ZuiderparkVan Herebrug tot Oosterbrug, ten zuiden van het Verbindingskanaal (1881). Villapark, van 1881 tot 1905 aangelegd op het voormalig te inunderen gebied zuidelijk van de vestinggracht. Zie Griffeweg.

## Herewegwijken Spoorkwartier
De Herewegwijk ligt direct ten zuiden van de Binnenstad. De wijk wordt aan de noordzijde begrensd door het Verbindingskanaal, aan de oostzijde door de spoorlijn, aan de zuidzijde door het Helperdiep en aan de westzijde door het Noord-Willemskanaal. De namen van de straten in de Rivierenbuurt zijn niet opgenomen. Het gebied tussen Stationsweg en Parkweg ondergaat sinds 2021 een forse verandering. Onder meer zal er het  muziekcentrum De Nieuwe Poort (werknaam) worden gebouwd.
AchterwegVan Driehovenstraat tot Rabenhauptstraat. Vanouds bestaande naam voor de weg naar de achterzijde van de tuinderijen aan de Hereweg. De naam is in 1923 officieel vastgesteld. Ook oudere naam voor de Viaductstraat.
AduarderstraatVan Hereweg tot Geulstraat. Voor het eerst vermeld in 1774 als Heer van Aduard- of Aduardersteeg (naamswijziging in 1950). Genoemd naar een ter plaatse gelegen tuin van de heren Lewe van Aduard. De straat is vanaf de Hereweg niet meer dan een onderdoorgang door de bebouwing (t.h.v. perceel 39).
Anna PaulownastraatVan Hereweg tot Verlengde Oosterweg (1912). Genoemd naar Anna Paulowna (1795-1865), zuster van tsaar Alexander I van Rusland, echtgenote van koning Willem II, koningin der Nederlanden 1840-1849.
BarestraatVan Hereweg tot Merwedestraat. Naar de 17e-eeuwse herberg 'In de Baer'. Door de gemeente als Baresteeg in beheer en onderhoud overgenomen in 1876. Sinds 1991 Barestraat. Bare is 'barre': slagboom (voor de heffing van accijnzen in verband met het stapelrecht van de stad).
BraillewegWestelijke parallelweg langs het Emmaviaduct (tot de Roland Holststraat). Naar het brailleschrift, ontwikkeld door Louis Braille (1809-1855). Op een zijwand van de onderdoorgang is in 2022 aangebracht een afdruk van een prospect van Groningen vanuit het zuiden door de kaartenmakers Braun en Hogenberg uit 1572.
CascadepleinEen cascade is een verspringende waterval.
Bij de ingang een ruim acht meter hoge vrouwenfiguur 'Ultra', ook wel ' 't Iezern wief' (Silvia B, 2004).
In het complex onder meer de Groninger Archieven. Het gemeentelijke archief dateert – onder de naam Stadskiste – al uit 1416.
DavidstraatVan Hereweg tot Driehovenstraat. De straatnaam (1906) herinnert aan de 17e-eeuwse herberg David of Oude David (vanaf ca. 1773 'Het Wapen van Stad en Lande'). Van 1943-1945 op last van de bezetter gewijzigde naam (Barthold Entensstraat).
DriehovenstraatVan Hereweg tot Achterweg (1950). Eerder Driehovenplaats (1932). De naam verwijst naar de vroegere tuinderijen langs de Hereweg.
EmmasingelVan Stationsplein tot Eelderbrug (1899). Zie Emmaplein (Binnenstad).
EmmaviaductVerbinding tussen Emmasingel en Julianaplein (gebouwd 1968/69).
Engelse kampVan Kempkensberg tot Helperlinie (1969). De naam herinnert aan het interneringsdepôt voor Engels marinepersoneel, in WO I ter plaatse gelegen januari 1915 – november 1918, door de Groningers het Engelse kamp genoemd. De ingang lag aan de Hereweg naast de toenmalige gevangenis. De ruim 1500 geïnterneerde militairen van de First Royal Naval Brigade noemden hun kamp 'Timbertown' (planken stad). Bekend waren de cabaretgroep 'Timbertown Follies' en de 'Timbertown Dramatic Society' waarvan ook Groningse 'jongejufvrouwen' deel uitmaakten. Een monument in het Sterrebos in de vorm van een kubus herinnert aan het Engelse Kamp en aan de door de Engelsen opgerichte vrijmetselaarsloge Gastvrijheid Lodge. Tijdens de Tweede Wereldoorlog ter plaatse het Duitse 'Otto Weddigenlager'.
Engelse park(2017) Zijweg van Engelse Kamp.
FeithstraatVan Hereweg tot Verlengde J.A. Feithstraat (1934). Jhr. mr. Johan Adriaan Feith (1858-1913), afkomstig uit een archivarissengeslacht, was vanaf 1892 rijksarchivaris in de provincie Groningen. Feith was tevens redacteur van de Groningsche Volksalmanak (1890-1912) en schrijver van vele artikelen over de Groninger geschiedenis, waaronder de 'Wandelingen door het oude Groningen'. Hij is de stichter en eerste directeur van het Museum van Oudheden voor de Provincie en de Stad Groningen, nu Groninger Museum (1894). Groningen kent ook een Rheinvis Feithplein (in de Korrewegwijk). In de stadsgeschiedenis komt bovendien nog een jhr. Rhijnvis Feith voor, een zoon van J.A. Feith. Rhijnvis is een voornaam.
Fongersplaats- en padVan Hereweg tot Vechtstraat (1979, resp. 1969). Genoemd naar de vroegere fietsfabriek Fongers, daar gevestigd 1884-1971. De fabriek kende ook een, aan de Hereweg gelegen, 'wielrijschool' (1900). De ruimte is nog aanwezig.
Gele pleinBij Oude Stationsweg (1987). Parkeerplein voor bussen, genoemd naar de destijds doorgaans gele kleur van de streekbussen. De naam wordt overigens nergens aangegeven. Het plein is in 2025 vervallen.
Prof. H.C. van HallpadVan Emmasingel tot Stationsplein.
Prof. H.C. van HallstraatVan Cascadeplein tot Van Hallpad. Genoemd naar Herman Christiaan van Hall (1801-1874), sinds 1826 hoogleraar botanie en landbouwhuishoudkunde aan de Hogeschool, pionier van het landbouwonderwijs.
Aan de oorspronkelijke Van Hallstraat onder meer het 'landbouwproefstation' en de Rijkslandbouwwinterschool.
HelperdiepOok wel Helperdiepje, de gracht langs de vroegere Helperlinie. Aan het diep bij de papiermolen in de 19e eeuw/begin 20e eeuw een militaire badplaats.
HelperlinieVanaf Engelse Kamp (1974). Genoemd naar de vooruitgeschoven verdedigingslinie ten zuiden van de stad, naar een ontwerp van Menno van Coehoorn (1688). Gereedgekomen in 1700; geslecht vanaf 1875. Langs de Linie het Helperdiep tussen het huidige Noord-Willemskanaal en het Winschoterdiep, gegraven 1796-1806. De linie is in de Frans-Duitse oorlog (1870) nog 'in staat van tegenweer' gebracht, maar in 1874 opgeheven.
Langs de linie voert een bewegwijzerde wandelroute.
HerehofHet appartementencomplex 'Heerehof' (2007) is gelegen tussen de Feithstraat en de spoorlijn.
HerewegVan Herebrug tot Natte brug. Tot de ingebruikneming van de A28 (Julianaweg) de voornaamste zuidelijke invalsweg van Groningen, sinds 1824 bestraat met klinkers. In 1479 al sloot de stad met aanwonenden overeenkomsten over het onderhoud van de weg.
viaductHet viaduct dateert uit 1868. Het is in 1926 verbreed. De natuurstenen trappen en het hekwerk hebben een monumentenstatus.
Hereweg 2De tuinkoepel Hereweg 2 is gebouwd in 1868. De eigenaars - de familie Scholten - hadden het recht bij de koepel treinen te laten stoppen (plm. 1870).
La Belle Allianceis de naam van het kantorenpand op Hereweg 120 op de hoek van de Waterloolaan. De naam is ontleend aan de boerenhoeve bij Waterloo waar de geallieerde bevelhebbers elkaar na afloop van de slag ontmoetten.
SterrebosHet Sterrebos: aangelegd in 1765 op het terrein van de voormalige Kempkensberg, is na het slechten van de vestingwerken vernieuwd en uitgebreid.
Joods herdenkingsmonumentHet monument in het Sterrebos is van Edu Waskowsky. Het is, door achtereenvolgens onmacht en overlijden van de kunstenaar, slechts onvolledig gereed gekomen (1971-1976).
ZuiderbegraafplaatsDe begraafplaats is geopend in 1827, het R.K. Kerkhof in 1872. Op de Zuiderbegraafplaats een steen met de namen van alle verzetsstrijders uit WO II die er zijn begraven (2020). Op het R.K. Kerkhof een herinneringsmonument voor 19 Groningse verzetsmensen, waaronder Caspar Naber (zie Naberstraat).
Dr S. van MesdagkliniekTer plaatse toen ook de zogeheten 'Cellulaire strafgevangenis' (1882, 1962) Dr S. van Mesdagkliniek voor tbs-veroordeelden), het Huis van Bewaring (1882-2008) en een watertoren (1881-1971).
GeheugenbalkonOp de hoek met de Papiermolenlaan (2021). Uitzichtpunt (kunstwerk) met zicht over (aanleg) zuidelijke ringweg en Zuiderplantsoen
HovenstraatVan Davidstraat tot Rabenhauptstraat. Voor naamsverklaring: zie Driehovenstraat.
KempkensbergVan en tot de Helperzoom (1969). Voormalige hoogte vanwaar de stad kon worden beschoten (in 1672 ook daadwerkelijk door de bisschop van Münster, Bommen Berend). Om strategische redenen afgegraven 1688-1692. Op de Kempkensberg tot 1811 ook het galgenveld voor niet-militaire veroordeelden (een galg voor militairen stond in de Jacobijnerdwinger).
Oud-archivaris Jan van den Broek stelt in 2022 dat de eigenlijke Kempkensberg niet ten noorden van het Sterrebos lag, zoals veelal aangenomen, maar ter hoogte van de Herebinnensingel/Ypenmolendrift. De draagwijdte van het geschut maakte het eerder nog niet mogelijk de stad vanaf een grotere afstand te beschieten. Raadsbesluiten over de afgravingen eind 17e eeuw noemen ook niet de naam Kempkensberg. Die naam zou overigens moeten worden gelezen als berg, opgedeeld in 'kampen'.  
Cruiseschip(2011) De gebouwen voor de Belastingdienst en de Dienst Uitvoering Onderwijs hebben als bijnaam het Cruiseschip. Het complex is tot 92 m hoog (met opzet lager dan de Martinitoren).
MaximawegVan Brailleweg parallel aan de Maaslaan naar de Hereweg. Genoemd naar Maxima, koningin der Nederlanden sinds 2013. De naam 'Maxima' wordt zonder accent aigu geschreven (Besluit Naamgeving Openbare Ruimte in Gemeenteblad Groningen 128814 d.d. 26 maart 2024)
Natte brugDe Natte brug, over het Helperdiep tussen Hereweg en Verlengde Hereweg, vormde 1884-1915 tevens de gemeentegrens van Groningen; eerder lag de grens enkele honderden meters terug bij de Droge brug (even ten zuiden van de Papiermolenlaan). Beide bruggen voerden over de Linie van Helpman.
OnderdoorFietsverbinding tussen Stationsplein en Lodewijkstraat (1987).
Oude StationswegVan Hereweg tot Stationsweg. Ooit de toegangsweg tot het SS-station (1866-1896). SS staat voor (Maatschappij tot Exploitatie van) Staatsspoorwegen. De Oude Stationsweg volgt naar het zuiden de voormalige Griffegracht.
PapiermolenlaanVanaf de Hereweg (1961). Genoemd naar de papier- of vrijffmolen 'Werklust' ter plaatse (1743-1843). De molen produceerde tot 6.000 kg schrijfpapier per jaar. Met 52 werknemers (w.o. zes kinderen) was het in 1816 het grootste Groningse bedrijf. De Papiermolen ook de naam van een buurtschap, afgebroken in 1953. Sinds 1955 het openluchtbad 'De Papiermolen' (inmiddels rijksmonument).
ParkwegVan Achterweg tot Paterswoldseweg, aangelegd in de jaren twintig van de 20e eeuw, leidde naar de hoofdingang van het Stadspark.
RabenhauptstraatVan Hereweg tot Achterweg (1875). De straat is sinds 1929 een doorgaande weg. Genoemd naar Carl von Rabenhaupt, baron van Sucha (1602-1675), luitenant-generaal van het leger van de Republiek, door het stadsbestuur aangetrokken om (met succes) de verdediging van de stad in de Hollandse of Tweede Münsterse oorlog (1672) te leiden.
65. Aan de muur een plaquette ter herinnering aan Rabenhaupt (Ron Caspers, 2001). Een borstbeeld van Rabenhaupt staat sinds 1972 op/nabij de Grote Markt (momenteel op het Waagplein aan de zuidzijde van het Goudkantoor). In de nabijheid nauwelijks leesbaar nog de slagzin uit de Tweede Wereldoorlog 'Victorie, want Duitschland wint op alle fronten'.
StationspleinVan Stationsweg tot Emmasingel.
HoofdstationHet huidige NS-station Groningen (in Stad Hoofdstation genoemd) is gebouwd 1893-1896. Eerder waren er, in verband met de noodzaak in geval van oorlog een vrij schootsveld te garanderen voor de vestingartillerie (Kringenwet 1853), een houten station (1866-1872) en vervolgens nog een eenvoudig stenen gebouw (1872-1896). Het stationsgebouw is in 2000 geheel gerenoveerd. De spoorverbindingen voor reizigersvervoer dateren uit 1866 (Leeuwarden), 1868 (Winschoten), 1870 (Meppel), 1884 (Delfzijl) en 1893 (Roodeschool, 2018 Eemshaven). Via Winsum was Zoutkamp te bereiken (1922-1938); via Slochteren liep een tweede verbinding van Groningen naar Delfzijl (Woldjerspoor, 1929-1941). Via Zuidbroek in de lijn naar Winschoten is vanaf 2011 ook reizigersvervoer naar Veendam mogelijk (er is vanouds al een verbinding voor goederenvervoer). De lijn naar Zwolle is sinds 1914 tweesporig en werd in 1952 geëlektrificeerd.
StadsbalkonOnder het plein een fietsenstalling (het Stadsbalkon, 2007, 2010) met 5150 plaatsen. In de stalling het kunstwerk 'Second thought' (Giny Vos, 2008). Het verwijst naar de statuur van het stationsgebouw toen het nog niet schuilging achter het Stadsbalkon.
Peert van ome LoeksOp het plein/balkon sinds 1959 het Peerd van Ome Loeks (Jan de Baat).
StationswegVan Hereweg tot Stationsplein (1879). Aangelegd na het gereed komen van het Verbindingskanaal. Het busstation ligt op het terrein van de vroegere goederenloodsen van de spoorwegen.
SterrebosHet Sterrebos is voor het eerst aangelegd in 1765 en vernieuwd (en uitgebreid) na de ontmanteling van de vesting (1874). De eiken langs het hoofdpad dateren nog uit de 18e eeuw. Het bos wordt sinds 1969 doorsneden door de zuidelijke ringweg (officieel Weg der Verenigde Naties). Een dergelijke doorsnijding was overigens al opgenomen in het uitbreidingsplan-Berlage (1928). In 2024 is de zuidelijke ringweg op dit punt verdiept aangelegd en zijn beide delen van het Sterrebos weer met elkaar verbonden. Muziekkoepel (S.J. Bouma, 1928). Het nieuwe gedeelte van het Sterrebos wordt ook wel aangeduid als Zuiderplantsoen.
SterrebosstraatVan Willemstraat tot Waterloolaan (1922). Genoemd naar het nabijgelegen Sterrebos.
ThomsonstraatVanaf Hereweg (2001). De straat is aangelegd op het terrein van de vroegere Rabenhauptkazerne, die in april 1945 is verwoest en niet weer opgebouwd. De militaire bestemming van het terrein bleef echter gehandhaafd. Onder meer werden er de Groningse dienstplichtigen gekeurd.
Legerofficier luitenant-kolonel L.J.W.K. Thomson (1869), gelegerd te Groningen, was tijdens een vredesmissie in Albanië belast met de organisatie van de gendarmerie in dat land. Hij werd in Durazzo getroffen door een kogel van een rebellengroep op 15 juni 1914. Zijn borstbeeld staat sindsdien op het (vroegere) kazerneterrein aan de Hereweg. Tot de collectieve herinnering van de Groningers behoorde jarenlang zijn begrafenis op de Zuiderbegraafplaats tijdens een zeer hevig onweer (de bliksem sloeg naast de begraafplaats in).
Tweede WillemstraatDe straat is niet genoemd naar koning Willem II, maar – evenals de Willemstraat – naar koning Willem III.
Verlengde OosterwegDe weg dateert onder die naam van 1920.
Verlengde WillemstraatDe straat is aangelegd in 1893.
ViaductstraatVan Hereweg tot Achterweg. De Viaductstaat droeg tot 1923 ook de naam Achterweg.
WaterloolaanVan Hereweg tot Verlengde Willemstraat (1913), daarvoor Noorderlaan langs het Sterrebos. De Waterloolaan is genoemd naar de 19e-eeuwse uitspanning 'Waterloo' (1836-1912), gelegen op de hoek met de Hereweg. De Slag bij Waterloo (18 juni 1815), waar Napoleon definitief werd verslagen door een geallieerd leger, is in Groningen vanaf 1835 nog tot zeker 1865 herdacht. In 1899 overleed de laatste veteraan uit de Napoleontische oorlogen: Geert A. Boomgaard (110 jaar), tevens de oudste mannelijke inwoner van Groningen tot dusverre. Hij overleefde – in Franse dienst – de slag aan de Berezina. Ter plaatse van de uitspanning 1913-1988 de garage Fongers.
Weg der Verenigde NatiesOfficiële naam voor de zuidelijke ringweg (1969).
Bij Hoogkerk een stadsmarkering in het kader van het 950-jarig bestaan van Groningen (1990), een wig met patchworkpatroon, c.q. een stalen boek (van Daniel Libeskind).
WillemstraatVan Hereweg tot Verlengde Oosterweg (1873). De straat is genoemd naar Willem III (1817-1890), vanaf 1849 koning der Nederlanden en groothertog van Luxemburg.
Zaanbrug(2018) Brug voor het openbaar vervoer over het Noord Willemskanaal, tussen Peizerbaan en Zaanstraat.
ZuiderplantsoenSinds 2025 het plantsoen op de overkapping van de A 7 tussen Hereweg en Helperzoom. Het plantsoen sluit aan op het Sterrebos..
ZuidpleinNaam voor het nog aan te leggen plein tussen de zuidzijde van het Station en de Parkweg.

## Stadsparkwijk, Laanhuizen en Kranenburg
Het beschreven gebied wordt in het noorden begrensd door de spoorlijn, in het oosten door het Noord-Willemskanaal, in het zuiden door de A7 en in het westen door de Johan van Zwedenlaan.
- De Laanhuizen: de vroegere buurtschap Laansche huizen aan de Hoornse dijk; in de 19e eeuw ook een landgoed onder die naam.
- Kranenburg: genoemd naar een herberg-boerderij met de naam Kranenburg, die was gelegen in het Kraanland, een eerst rond 1450 aan de stadstafel van Groningen toegevoegde streek (zie Wolvedijk). Opgenomen zijn alleen de straatnamen die een zekere uitleg behoeven.

Bornster tolVan Rozenburglaan tot Zuiderweg. Naam van een voormalige tol (Pornster tol) ten zuiden van de huidige Peizerweg in de vroegere buurtschap Lingenhuizen ten oosten van De Kring. De tol lag in de toenmalige weg naar Peize. Rond 1850 ter plekke een herberg onder de naam 'het Porrenhuis'. De straatnaam is derhalve niet correct.
DrentselaanOorspronkelijk de naam voor de Peizerweg vanaf de Paterswoldseweg tot de huidige Campinglaan. Sinds 2008 naam voor de wegen in de buurt 'Peizerhoven' bij de Hunsingolaan.
DroppingsveldDe naam herinnert aan de wapens voor het verzet die tijdens de Tweede Wereldoorlog per parachute werden afgeworpen door geallieerde vliegtuigen.
EemsgolaanNaam van een gouw in het Frankische en later het Duitse rijk ten noorden van de stad Groningen (van west naar oost: Humstergo, Hunsingo, Fivelingo en Eemsgo). Een gouw was een bestuurlijke en vaak ook een landschappelijke eenheid.
GrunostraatDe straatnaam is afgeleid van de woningbouwvereniging voor spoorwegpersoneel 'Gruno', opgericht 1919, inmiddels opgegaan in wbc Nijestee. Gruno (een kleinzoon van Friso) is de mythische figuur die de stichter van Groningen zou zijn geweest.
GijzelaarslaanIn de Tweede Wereldoorlog de door de bezetter in hechtenis genomen personen die dienden als onderpand om de nakoming van bepaalde eisen te kunnen afdwingen. In de stad onder meer de groep van 40 vooraanstaande burgers die op Oudejaarsavond 1943 in hechtenis werden genomen bij wijze van represaille voor een verzetsdaad. Een zestal werd daarnaast op die avond in eigen huis neergeschoten (Silbertannemoorden).
HegepadFietspad (2015) tussen Wolvedijk en Hoogkerk door de polder De Verbetering. Genoemd naar 'De Hege Vier', ofwel naar vier zichtbare huiswierden. Ook wel: het betreffende perceel omvat vier grazen grasland: precies genoeg voor het laten grazen van vier koeien. Het woord 'hege' wijst in beide verklaringen op de hogere ligging ten opzichte van de omgeving.
HoornsediepZie Corpus den Hoorn.
IllegaliteitslaanDe illegaliteit: aanduiding voor het geheel van personen en groepen die in de Tweede Wereldoorlog verzetsacties organiseerden of uitvoerden.
KoeriersterwegKoeriersters waren (jonge) vrouwen die – meestal per fiets – in opdracht van verzetsgroepen boodschappen overbrachten en pakjes of brieven vervoerden. Oudere naam: Bilderdijkstraat. (Al voor de Tweede Wereldoorlog kregen nog aan te leggen straten in de buurt Laanhuizen namen van schrijvers. Alleen aan de Bilderdijkstraat stonden toen al huizen. Alle namen zijn na de oorlog vervallen.)
Aan de Koeriersterweg het eindstation van de 'Drachtster tram' (zie Peizerweg).
MadijkerbaanWeg van de A7 naar het Hoogkerkerplein (Transferium Hoogkerk, 2010). Een madijk is een dijk langs made- of hooilanden. In dit geval de madelanden in de dalen van de Drentse riviertjes Eelderdiep en Peizerdiep (vgl. de nabijgelegen Madijk in de gemeente Tynaarlo).
Mulock HouwerlaanIr. J.A. Mulock Houwer (1857-1933), 1900-1923 directeur van Gemeentewerken in Groningen. Zijn naam is onder meer verbonden aan het eerste uitbreidingsplan op basis van de Woningwet (1903) en aan het ontwerp van het Stadsparkpaviljoen (1926).
MuntinglaanHenricus Munting (1583-1658), apotheker, in 1626 de stichter van de, in 1642 aan de Academie overgedragen, Hortus Botanicus. Hij werd in 1654 de eerste hoogleraar in de botanie.
OnderduikersstraatDe benaming voor personen die zich tijdens de Tweede Wereldoorlog voor de bezettende macht verborgen moesten of wilden houden; veelal Joden of jonge mannen die vreesden via de zogenaamde 'arbeidsinzet' naar Duitsland te worden gezonden om daar te worden tewerkgesteld.
Paterswoldseweg
Perceel 188gedenkplaat voor Fred Butterworth (Winnipeg, 1922), de eerste Canadese militair die sneuvelde bij de Bevrijding van Groningen op 13 april 1945. Zie verder Schilderswijk c.a. en Corpus den Hoorn.
PeizerwegIn het beschreven gebied loopt de Peizerweg nog (als fietspad) tot de gemeentegrens direct na de tunnel in de A7.
trambaanLangs de Peizerweg 1913-1985 de baan van de "Drachtster tram'. De lijn werd sinds 1948 alleen nog gebruikt voor goederenvervoer van en naar Philips, Drachten.
RozenburglaanDe naam van een voorheen aan de Peizerweg gelegen boerderij.
SabotagelaanTijdens de Tweede Wereldoorlog de aanduiding van acties, bedoeld om voor de bezettende macht belangrijke verbindingen te ontregelen, gegevens te vernietigen, e.d.
Jan Evert ScholtenlaanVan Mulock Houwerlaan tot Weg der Verenigde Naties (A7)(2010). Grootindustrieel Jan Evert Scholten (1849-1918), zoon van W.A. Scholten, was directeur/president-commissaris van het Scholtenconcern en medebewoner van het voormalige Scholtenhuis aan de Grote Markt. Initiatiefnemer tot de aanleg van het Stadspark. Hij schonk ook de grond. In het park staat sinds 1931 een monument voor Scholten (J. de Vogel); aan de Helperbrink een naar hem genoemde zitbank.
SimonsvennepadFietspad tussen Peizerweg en Hegepad in de polder De Verbetering. (2015). Genoemd naar de historische benaming voor het gebied: Simonsvenne
Springerlaan, LeonardLeonard Anthonij Springer (1855-1940) was tuinarchitect en als zodanig de ontwerper van het Stadspark. Tot 1969 Zuiderlaan geheten.
StadsparkHet Stadspark, met aanvankelijk de belangrijkste ingang aan de Paterswoldseweg tegenover de Parkweg, is – in het kader van de werkverschaffing – gerealiseerd 1912-1926 door de privaatrechtelijke 'Vereniging Stadspark'. De draf- en renbaan is in 1922 gereed gekomen (en in 2022 gesloten). In 1969 is het deel van het park binnen de ringweg bebouwd, onder meer met het Martiniplaza centrum (oudste deel 1971). De ringweg (Laan 1940-1945) zelf dateert van 1979. Het gebouw van de Gasunie (de 'Apenrots') is gereedgekomen in 1994.
VerzetsstrijderslaanDe naam herinnert aan de mannen en vrouwen die zich in de Tweede Wereldoorlog door illegale handelingen met gevaar voor eigen leven actief verzetten tegen de Duitse overheerser. In de gemeente Groningen is een negental straten genoemd naar verzetsstrijders.
WolvedijkNiet-officiële naam voor een zijweg van de Peizerweg, gelegen tegenover de Campinglaan. De naam dateert al uit de vroege middeleeuwen. De Wolvedijk vormde de grens met het eerst in 1450 aan de stadstafel toegevoegde, moerassige Kraan(vogel)land (vgl. Kranenburg). De weg raait op de kerktorens van Dorkwerd en Eelde.
De op enige afstand gelegen watergang tussen Stadspark en Hoendiep is de Wolvetocht.

## Meerstad, De Eems, Engelbert en Middelbert
Meerstad is de naam van een nieuw woongebied tussen het Eemskanaal in het noorden en de dorpen Harkstede en Scharmer in het zuiden,  waarvan de bouw in 2010 is begonnen. Het gebied krijgt ook een belangrijke functie als recreatiegebied door de aanleg van het Woldmeer (350 ha), tevens waterberging. De naam Meerstad houdt daarmee verband.
Vanaf 2020 wordt ook gewerkt aan een plan voor het gebied tussen Meerstad en de N46 in de zgn. Eemskanaalzone, onder meer ter ontlasting van de Borgweg bij Klein Harkstede.  Een Agenda voor de Toekomst (2050) gaat uit van 8000 woningen. Onder meer is een uitbreiding van Harkstede (gemeente Midden Groningen) tot aan het meer voorzien.  Ten zuiden van de Engelberterplas is een zichtlijn op de Martinitoren gedacht.
Het beschreven gebied als geheel bestond uit een reeks uit omstreeks 1230 daterende dorpen, na ontginning gesticht in het zogeheten Drenterwolde, onderdeel van het Go- en Woldrecht, het Drentse rechtsgebied (dingspel) dat de latere gemeenten Haren, Noorddijk en Groningen omvatte. De dorpen Engelbert en Middelbert behoorden - met Klein Harkstede - tot 1969 bij de gemeente Noorddijk, waarvan het gemeentehuis in Ruischerbrug stond.  Een ander deel van het gebied behoorde tot 1 januari 2017 tot de toenmalige gemeente Slochteren.
BorgwegWeg van Ruischerbrug naar Meerstad, ten zuiden van de Borgbrug
BoterdörstpadVerbinding tussen Harkstederweg en Blaarkop. Genoemd naar de gelijknamige middeleeuwse wal (zijtak van de burgwal) c.q. de voormalige boerderij Botterdörst.
DriebondswegVan Euvelgunnerweg tot Middelberterweg. Genoemd naar het voormalige waterschap 'De Driebond ', in 1915 gevormd uit de drie waterschappen Euvelgunnermolenpolder (1881), Westerbroekster-Engelbertermolenpolder (1871) en Noorder-middelbertsterpolder (1861). Het waterschap is in 1969 opgegaan in het waterschap Duurswold (inmiddels Hunze en Aa's).
EngelbertDorp aan de Engelberterweg, voor het eerst genoemd in 1370. De naam Engelbert afgeleid van de Oost-Friese geslachtsnaam Eggena (van de mansnaam Egge). Bert: buurt. Het natuurbad Engelbert - oorspronkelijk een zandafgraving ten behoeve van de aanleg van de spoorlijn van Groningen naar Weiwerd - is in 1931 gesticht door de plaatselijke ondernemers.
Engelenmeerpad(2015) Fietspad tussen Engelbert en de Hoofdweg bij Meerstad.
EvertswegZijweg van de Engelberterweg, direct ten zuiden van de A7. Genoemd naar een (vroegere) aanwonende.
HeemraadIn Holland en Utrecht benaming van een bestuurder van een waterschap. De beide Groningse waterschappen kennen alleen bestuursleden.
KooilaanGenoemd naar een aanwonende familie Kooi, dan wel naar een eendenkooi ter plaatse. De Kooiweg behoort sinds 1 januari 2017 tot de gemeente Groningen.
MiddelbertMiddelbuurt. Ten westen van het dorp de Middelberterplas (ca. 1959).
OlgerwegIn de middeleeuwen ook wel Ulgerweg (zie Lewenborg c.a.). De weg, mogelijk ook een waterloop, markeert de grens tussen het kerspel Middelbert en het kerspel Engelbert.
Park MeerstadOpenbaar landkunstpark, geopend in 2020.
PilotenwegGenoemd naar de 10 leden van de U.S. Airforce die op 11 december 1943 om 12.37 uur een crash van hun Boeing B-17 F 42 (Vliegend Fort) bij Harkstede overleefden. Er waren geen dodelijke slachtoffers. Alle militairen werden door de Duitsers gearresteerd. De Boeing was op de terugweg van een missie naar Emden. De Pilotenweg behoort sinds 1 januari 2017 tot de gemeente Groningen.
VossenburglaanDe laan is genoemd naar de vroegere edele heerd Vossenburg aan het Slochterdiep.
WeenderswegZijweg van de Engelberterweg, direct ten noorden van de A7. De naam in verband te brengen met de Weenderspolder (1871), inliggend in het waterschap Westerbroekster-Engelbertermolenpolder (1891 -1970). Weender is de naam van boerderij.
WoldjerspoorStraat in Engelbert, genoemd naar het Woldjerspoor, de voormalige spoorlijn Groningen - Weiwerd door het Duurswold (1929 - 1941). Woldjers: de inwoners van het Duurswold (vgl. Stadjers).
Woldmeerweg(2010) De weg vanaf de Hoofdweg naar het Woldmeer in de wijk Meeroevers. De naam Woldmeer is te relateren aan de Woldstreek of het Duurswold waarin het meer is gelegen.
WoortmansdijkStraatnaam in Englebert. Genoemd naar slavenhandelaar Hendrik Woortman, eigenaar van de voormalige borg Delmina (1779-1839). Woortman was de zoon van Pieter Woortman, directeur-generaal 'ter kuste van Guinee', belast met het bestuur van de Nederlandse bezittingen op de Afrikaanse westkust. Hij zetelde in het fort d'Elmina (in het huidige Ghana).
Zuidboldersweg(2011) Tussen Hoofdweg en Meeroeverslaan. De naam is te herleiden tot het begrip 'bolder', als mogelijkheid om een schip aan te meren. De weg leidt naar een nog aan te leggen haven.

## Helpman,De Wijerten Coendersborg
De wijk wordt begrensd door in het noorden het Helperdiep, in het oosten de spoorlijn, in het zuiden door de Esserweg en in het westen door het Noord-Willemskanaal.
Helpman is een stadswijk, in de loop van de 20e eeuw gegroeid uit de zeer oude buurtschap Helpman of Heltman (naar de persoonsnaam Helte), voor het eerst genoemd in 1245. Een erve aan de Van Houtenlaan (opgegraven 2020) dateert echter al uit het begin van de 12e eeuw. Behoort sinds 1915 tot de gemeente Groningen. De gemeentegrens met Haren lag 1915-2019 ten zuiden van de Esserweg, daarvoor bij de Nattebrug.
- De wijk De Wijert is genoemd naar een borg, behuysinge de Wiardt, vanaf de 16e tot aan het eind van de 18e eeuw gelegen aan het begin van de huidige Hora Siccamasingel bij de Werumeus Buningstraat. De fundamenten ervan zijn archeologisch beschermd, maar niet zichtbaar. Sinds 2021  is er aan de vijver een 'herdenkingsplateau. De Wijert komt al voor in het uitbreidingsplan 1932. Het plan is naderhand aangepast en in hoofdzaak in de jaren zestig van de twintigste eeuw gerealiseerd.
- Coendersborg is genoemd naar de voormalige borg van de familie Coenders. Zie Coendersweg.

Genoemd worden alleen de voor Groningen specifieke straatnamen die een toelichting behoeven, alsmede de straatnamen van de met Groningen verbonden of uit Groningen afkomstige bestuurders en politici.
BloemersmaborgGenoemd naar een voormalige Groninger borg bij Niekerk, gesloopt rond 1750. Aan de spoorlijn, bij de Bloemersmatunnel, een 'wenteltrap naar het oneindige' (Leonard Lapin), een van de markeringen bij de toegangen tot de stad, geplaatst ter gelegenheid van het 950-jarig bestaan van Groningen in 1990.
BeuckemaborgGeen gegevens te achterhalen: mogelijk ambtelijke verschrijving voor Benckemaborg (Nuis, afgebrand 1890).
BreedeborgNaar de borg in Breede bij Warffum, afgebroken 19e eeuw.
CoenderswegGenoemd naar de voormalige borg van de familie Coenders (16e en 17e eeuw). Leden van de familie behoorden tot de eerste protestanten in Groningen (1550), boden onderdak aan rondreizende predikanten en waren actief betrokken bij de, in Groningen overigens rustig verlopen, Beeldenstorm in de Broerkerk (18 september 1566).
Coendersweg 13Voormalige gereformeerde kerk (1933 - 1964) ; instelling voor kinderopvang.
Coendersweg 58Voormalige hervormde kerk (1900), momenteel in gebruik bij een Evangelische gemeente.
EmmastraatZie Emmaplein (Binnenstad).
EsserwegDe weg leidt naar de Harense buurtschap Essen, in de stadsgeschiedenis bekend vanwege het 1215-1594 ter plaatse gelegen Cisterciënzer-vrouwenklooster Yesse of Jesse. De begraafplaats 'Esserveld' is in gebruik genomen 1924. Tijdens de Tweede Wereldoorlog geldt de begraafplaats ook als Duits kerkhof (met bijna 300 graven). Via de buurtschap Essen een toegang tot het Archeologisch wandelpark De Vork (2023).
GeuzenkampGenoemd naar de 'gueux' (bedelaars) of geuzen; gewapende groeperingen die zich al in de jaren zestig en zeventig van de 16e eeuw verzetten tegen het Spaanse gezag. De naam voor het eerst denigrerend gebruikt voor de (lagere) edelen die in 1566 een smeekschrift kwamen aanbieden aan landvoogdes Margaretha van Parma. De edelen beschouwden de naam naderhand als een eretitel. Gereformeerde kerkdiensten werden door tegenstanders wel als geuzenvergaderingen aangeduid (vgl. naburige Hagepreekkamp). In de Koningslaagte bevindt zich de Geuzenweg (zie Noorderhoogebrug).
GroenendaalDe naam te herleiden tot het landgoed Groenestein, gebouwd 1685, vanaf 1766 in het bezit van de familie Quintus. De bewoners hadden aanvankelijk het recht treinen op de lijn Meppel-Groningen (1870) te laten stoppen bij een overweg in het - latere- Helperpad (de tunnel in de huidige Helperweg).
GroenesteinlaanZie Groenendaal en Quintuslaan.
HagepreekkampGenoemd naar de ter plaatse gehouden (illegale) protestantse erediensten (in de open lucht) in de begintijd van de Reformatie (in Groningen omstreeks 1560). Het begrip 'hagenpreken' stamt uit Vlaanderen.
HanckemaborgGenoemd naar de gelijknamige borg in Zuidhorn, afgebroken 1878.
Helper BrinkVan Verlengde Hereweg tot Helperzoom. Perceel 30: gedenkplaat voor de op 18 november 1944 ter plaatse gefusilleerde Gerrit Spaan (27 jaar), werkzaam als toezichthouder bij verplichte werkzaamheden voor de bezetter (het zgn. 'putje graven'), te weten het graven van een tankgracht door het Stadspark. Spaan gaf twee mede-arbeiders vrijaf. De plaquette is aangebracht in 2019.
Helperweg(2019) Wegverbinding met tunnel tussen Helperzoom en Duinkerkenstraat. Eerder ter plaatse het Helperpad (zie Vervallen straatnamen).
HilghepadGenoemd naar de 'hilghe stede', heilige plaats, het kamp waar omstreeks 1483 enkele kelken, een hostievaas en drie gewijde hosties, afkomstig van diefstal uit de kerk van Aduard, door de dief werden begraven. Naar de 'hilghe stede' vonden in later jaren processies plaats. Nog in 1643 werd de plek door rooms-katholieken als een heilige plaats gezien.
JulianawegDe officiële naam voor de A28 binnen de voormalige gemeente Groningen. Genoemd naar Juliana Louise Emma Marie Wilhelmina, prinses van Oranje-Nassau (1909-2004), koningin der Nederlanden (1948-1980).
KamplaanZie Quintuslaan.
KooiwegVan Helperzoom tot Rouaanstraat. Voorheen een weg vanuit Helpman naar de voormalige boerderij De Kooy en verder; eerder de grens tussen de buurschappen Helpman en Essen. In de gemeente Groningen sinds 1 januari 2017 ook een Kooiweg onder de plaatsnaam Harkstede GN.
LudemaborgNaar de gelijknamige borg in Usquert, gesloopt 1742.
MoltplaatsDe straatnaam herinnert aan de 'Keizer Barbarossa' bierbrouwerij ter plaatse (1756-1965). Keizer is hier een familienaam. 'Molt' is het Groningse woord voor 'mout'.
SaaksumborgGenoemd naar de gelijknamige borg bij Baflo, genoemd onder een andere naam 1567, gesloopt 1785.
SchutterspadNaam van een pad tussen Beethovenlaan en Chopinlaan in Coendersborg. Aan het pad het domein van de Schietvereniging Groningen.
Geert TeispadGeert Teis Pzn. (1864-1945), pseudoniem van Gerhard W. Spitzen, onder meer tekstdichter van het Gronings volkslied (1919).
TressenplaatsDe Tressenplaats (1980) herinnert aan (het uniform van de bewoners van) de vroegere kazerne de Koninklijke Marechaussee ter plaatse (1924-1980).
Verlengde HerewegDe Verlengde Hereweg maakt deel uit van de oude verbindingsroutes 'over de Drenth' van Meppel, Steenwijk en Coevorden naar Groningen. Tussen Haren en Groningen voerde de weg door de buurtschappen Hemmen, De Dilgt en Helpman.
Oude RKZAan de Verlengde Hereweg 1921-1979 een R.K-ziekenhuis. Het gebouw in 1979 gekraakt; nu juridisch eigendom van een woningbouwvereniging en economisch eigendom van de bewonersverenigíng 'De Koevoet'. Er zijn plm. 250 bewoners.
De J.E. van Hasseltklokop de hoek Verlengde Hereweg/Helperbrink was in 1923 een geschenk van de gelijknamige eigenaar van de toenmalige tricotagefabriek 'Neerlandia' (Verlengde Hereweg 33). Op de andere hoek een bank (1922), ter ere van de industrieel Jan Evert Scholten (zie Scholtenlaan, Stadsparkwijk).
Hendrik de VriesplantsoenHet plantsoen bevindt zich tussen de Van Lenneplaan en de Vondellaan in De Wijert. Hendrik de Vries (1896-1989), in Groningen geboren en werkzame Nederlands dichter. Zie ook Martinikerkhof (Binnenstad). Een tweede Hendrik de Vriesplantsoen in de voormalige gemeente Haren (eveneens aan de Vondellaan).
Waldeck PyrmontstraatZie Emmaplein (Binnenstad).

#### Burgemeesters van Groningen
Bosch van RosenthalstraatNaar mr. L.H.N. Bosch  ridder van Rosenthal (ambtsperiode 1924-1930). De burgemeester werd door z'n ambtenaren een 'tirreltop' (draaitol) genoemd.
Harm BuiterpleinZie Oosterpoortwijk c.a.
Hora Siccamasingel(Jhr.) Mr. Willem Hora Siccama was burgemeester van Groningen 1803-1808.
Van IddekingewegNaar (jhr.) J.F. van Iddekinge, ambtsperiode 1819 (1824)-1842. De bekende A.A. van Iddekinge – tevens luitenant-stadhouder van Willem V en lid van de Raad van State – was burgemeester 1760-1785. Nog zeker vijf andere familieleden bekleedden het ambt in de 17e en 18e eeuw.
Van ImhoffstraatMr. Gustaaf Willem Hendrik baron van Imhoff was burgemeester 1849-1852. Zijn vader, Gustaaf Willem, was gouverneur van de provincie Groningen 1814-1830.
Van IttersumstraatJan Willem Cornelis baron van Ittersum was burgemeester in de jaren 1847-1848.
JullensstraatWarmolt Wolthers Jullens (1753-1819). Jullens was al vanaf 1795 lid van het stadsbestuur en tijdens de Inlijving in 1812-1813 maire van Groningen.
Van Ketwich VerschuurlaanNaar Evert van Ketwich Verschuur, burgemeester 1917-1924. Zijn begrafenis was de eerste op de dan nog niet in gebruik genomen begraafplaats Esserveld. In 1925 is door de gemeente Groningen een eremonument geplaatst.
Aan de Van Ketwich Verschuurlaan 1965-2007 het Diaconessenhuis (opgegaan in het Martiniziekenhuis). Op het voormalig ziekenhuisterrein is de woonwijk Helpermaar gerealiseerd.
ModdermanlaanGenoemd naar Sebastiaan Matheüs Sigismund Modderman, burgemeester 1893-1900, daarvoor al wethouder sinds 1864.
Aan de Moddermanlaan het Helperbad (1925).
Van PanhuysstraatJhr. J.Ae.A. van Panhuys was burgemeester in de jaren 1880-1883 en werd daarna Commissaris des Konings (zie ook Hoendiep, Schilderswijk c.a.).
QuintuslaanDe laan is genoemd naar de familie Quintus, onder meer eigenaar van de landgoederen Groenestein en De Kamp. Justus Datho Quintus was burgemeester van Groningen (1786-1795 en 1803-1811).
De RanitzstraatJhr. mr. Herman de Ranitz was burgemeester in de periode 1842-1846.
Van RoyenlaanMr. Berend van Roijen was burgemeester van 1872-1880.
De SitterstraatNaar mr. W. de Sitter, burgemeester 1863-1872.
Van StarkenborghstraatNaar jhr. mr. dr. Edzard Tjarda van Starkenborgh Stachouwer, burgemeester 1900-1917, daarna Commissaris der Koningin. Zie ook Van Starkenborghkanaal (Beijum c.a.).

#### Overige Groningse bestuurders
RengersstraatW.F.L. baron Rengers was gouverneur van de provincie in de periode 1830-1850.

#### Nederlandse politici, verbonden met Groningen
Dr. D. BosstraatGenoemd naar Dirk Bos, 1862-1916, in Groningen geboren liberaal politicus, medeoprichter Vrijzinnig Democratische Bond.
Cort van der LindenlaanDe laan is genoemd naar Pieter Willem Adriaan Cort van der Linden (1846-1935), hoogleraar aan de RUG (juridische faculteit, 1881-1891), liberaal politicus, minister-president tijdens WO I en de vader van de latere Groningse burgemeester (1934-1942 en 1945-1951) Pieter Willem Jacob Henri Cort van der Linden (1893-1969). In de 19e eeuw is de voorouderlijke familienaam van moederszijde 'Cort' aan de oorspronkelijke achternaam Van der Linden toegevoegd.
Goeman BorgesiuslaanHendrik Goeman Borgesius, 1847-1917, liberaal politicus en minister, geboren in Schildwolde.
Van HoutenlaanGenoemd naar Samuel van Houten, 1837-1930, in Groningen geboren liberaal politicus en minister, bekend van de kinderwet-Van Houten (tot het terugdringen van de kinderarbeid, 1874). Zie ook de inleiding op Helpman c.a.
De Savornin LohmanlaanJhr. Alexander Frederik de Savornin Lohman (1837-1924), in Groningen geboren christelijk-historisch politicus, afkomstig uit een Gronings regentengeslacht.
SchaperstraatJohan Hendrik Andries Schaper (1868-1934), in Groningen geboren sociaaldemocratisch voorman, een van de 'Twaalf Apostelen', oprichters van de SDAP. Eerste socialistisch raadslid (1897).
Op het Esserveld is voor Schaper een bijzonder grafmonument geplaatst.
TroelstralaanMr. Pieter Jelles Troelstra (1860-1930), oprichter van de SDAP, studeerde 1882-1888 rechten in Groningen. Vooraanstaand lid van studentencorps 'Vindicat'.

## Bedrijventerreinen Eemspoort
Het beschreven gebied bestaat vrijwel volledig uit bedrijventerreinen. Vrijwel alle straatnamen herinneren aan de handelsrelaties die Groningen al in de vroege middeleeuwen onderhield met steden in Noord-Duitsland, Polen, de Scandinavische en de Baltische landen, maar ook met plaatsen langs de Vlaamse, Engelse en Franse kust. Zie ook Hanzeplein (Binnenstad).
AgunnarydwegTussen Sontweg en Scandinaviëweg (2005). De weg is genoemd naar het geboortedorp van de oprichter van IKEA, Ingvar Kamprad (1926-2018). Agunnaryd ligt in Småland in Zuid-Zweden. De Groningse vestiging is geopend in 1997 en is 41.800 m² groot.
BerlagebrugNaam van de brug over het Eemskanaal in de Eltjo Ruggeweg (2010). De brug is genoemd naar de stedenbouwkundige H.P.Berlage (1856-1934), verantwoordelijk voor het gelijknamige uitbreidingsplan van Groningen (1928), waarin de verbinding al voorkomt.
Diekhoestertil(2011) Bruggetje over de Hunzeloop in het natuurgebied Euvelgunne. Genoemd naar de beheerder: Ties Dijkhuis (1946-2019), bewoner van boerderij Euvelgunnerheem (Euvelgunnerweg 27). In maart 2020 is bij de boerderij een standbeeld van hem onthuld.
EemskanaalHet Groot Scheepvaart- of Eemskanaal naar Delfzijl is rond 1876 gegraven ter vervanging van het bochtige Reitdiep, dat niet geschikt was voor de vaart met grotere (stoom)schepen. Het kanaal kreeg, al in de 19e eeuw, niet de betekenis die er van verwacht werd: het garanderen van de zeehavenfunctie van Groningen. Het bleek te smal, te ondiep en er waren 15 bruggen. Als afwateringskanaal bleek het wel te voldoen. Het Eemskanaal is rond 1953 verbreed.
De oorspronkelijke Eemshaven, een plaatselijke verbreding van het kanaal, heet nu Hunzehaven (om verwarring met de 'echte' Eemshaven te voorkomen).
EuvelgunnerwegDe weg voerde door de buurtschap Euvelgunne. Euvelgunne: dat wat in euvelen gunst (kwade reuk) staat, dat wil zeggen onland. Ter weerszijden van de Euvelgunnerweg-zuid is (2008) een natuurgebied ontstaan, waarin de meanders van de Hunze weer zichtbaar zijn gemaakt. Het gebied wordt beheerd door de Stichting Het Groninger Landschap (dat inmiddels ook een deel van de oude Hunzeloop ten zuiden van de Oude Roodehaansterweg beheert).
De Euvelgunnerweg-noord maakt deel uit van een bedrijventerrein.
FinsehavenEen van de drie insteekhavens aan het (Nieuwe) Winschoterdiep, gegraven tussen 1960 en 1968. De Finsehaven en het aangrenzende Nieuwe Winschoterdiep zijn gelegen op de plek waar in de middeleeuwen (1241-1350) de borg Gronenborg stond, een van de versterkte huizen van de Groningse prefectenfamilie.
GideonwegWeg over het bedrijventerrein Winschoterdiep; maakte vroeger deel uit van de verbinding Groningen-Hoogezand. De weg is genoemd naar de voormalige buurtschap Gideon, gelegen ter hoogte van de Oostendeweg. De naam Gideon afgeleid van de stoomhoutzaagmolen 'De Gideon', aan de westzijde van het Winschoterdiep (1766-afgebroken 1876).
HooghoudtstraatDistilleerderij Hooghoudt is opgericht in 1889 en was toen gevestigd aan de Nieuwe Ebbingestraat. In 1988 is het bedrijf verhuisd naar de Hooghoudtstraat. Voor het bedrijf een zogenaamd 'hoogholtje'.
Hout, HetVanaf Sontweg. De straatnaam (2007) herinnert aan Houthandel v/h W. Kunst NV, ter plaatse gevestigd 1918-2003. Het hout werd gelost aan de kade van het Eemskanaal. Vgl. de straatnaam De Kaai (vanaf Het Hout).
HunzeloopjeZie Euvelgunnerweg; zie ook Hunzedijk (Beijum c.a.).
Nieuwe WinschoterdiepDe omgeleide vaarverbinding Winschoterdiep-Eemskanaal is in 1950 gereed gekomen. Oudere benaming: Zuideromsnijdingskanaal.
NoorderzanddijkZogeheten 'hooiweg' door de weilanden ten oosten van Haren vanaf de Oosterweg. Oorspronkelijk de grens tussen de buurschappen Essen en Haren.
Oude RoodehaansterwegDe weg is genoemd naar de buurtschap Oude Roodehaan (bij de kruising Euvelgunnerweg/Olgerweg). Rodehaan ook roehane, een veldnaam in de marke van Haren. Aan de Winschoterweg de buurtschap Roodehaan. Halverwege beide buurtschappen aan de Winschoterweg 1929-1941 de halte Roodehaan aan het Woldjerspoor.
Sontbrug(2015) Brug over het Winschoterdiep in een verbinding tussen Bornholmstraat en Sint Petersburgweg. De brug dient mede ter ontsluiting van Meerstad.
WaterhuizenFietspad en weg langs het Winschoterdiep van Duinkerkenbrug tot gemeentegrens bij het dorp Waterhuizen (gem. Midden-Groningen). Het fietspad is genoemd naar Herman Bessem, een oud-coach van de Groninger Studenten Roeivereniging Aegir.
Woonschepenhaven(1941) Aan het eind van de Euvelgunnerweg langs het Eemskanaal.

## Oranjewijk met Tuinbouwstraat en omgeving
De buurt wordt begrensd door de spoorlijn, de Noorderstationstraat, het Noorderplantsoen en het Reitdiep. Opgenomen zijn alleen de straatnamen die een toelichting behoeven. De Oranjewijk is in hoofdzaak gebouwd in de jaren twintig van de 20e eeuw. De buurt is gebouwd 'op zeezand', dat wil zeggen extra opgehoogd om een goede afwatering te waarborgen.
AdelheidstraatAdelheid was de eerste voornaam van Koningin Emma. Zie Emmaplein (Binnenstad).
Albertine Agnesplein en -straatGenoemd naar Albertine Agnes (1634-1696), dochter van Frederik Hendrik en Amalia van Solms, echtgenote van stadhouder Willem Frederik (onder meer van Groningen), regentes voor haar zoon Hendrik Casimir II (stadhouder 1664-1696). Aan het plein 1934-1939 de jeugdherberg 'In den Sint Maarten'.
Amalia van SolmsstraatNaar Amalia van Solms (1602-1675), echtgenote van stadhouder Frederik Hendrik.
BaanstraatZie Kolfstraat.
BergstraatDe straatnaam verwijst naar de 'berg' in het Noorderplantsoen (zie Hortusbuurt).
DillenburglaanDe Dillenburg is het stamslot van de graven van Nassau bij Siegen (D).
Ernst CasimirlaanGenoemd naar Ernst Casimir, graaf van Nassau-Dietz (1573-1632), neef van Willem van Oranje en broer van Willem Lodewijk. Legeraanvoerder; stadhouder van Stad en Lande 1625-1632. Gesneuveld tijdens het beleg van Roermond door Staatse troepen tijdens een inspectie van de loopgraven. Ernst Casimir was ook betrokken bij het beleg van Groningen door Staatse troepen in 1594.
Graaf AdolfstraatGenoemd naar Adolf van Nassau (1540), een jongere broer van Willem van Oranje, die – naar het Wilhelmus zegt – 'is gebleven ín Frieslandt in den slagh' bij Heiligerlee (23 mei 1568); voor Groningen het begin van de gewapende Opstand tegen de Spanjaarden (vroeger bekend als de Tachtigjarige oorlog).
Tot de collectieve herinnering van de Groningers behoort een ongeval op 12 augustus 1950 op het terrein van de toenmalige groenteveiling aan het eind van de straat bij de Wilhelminakade, waarbij een rangerende trein een hek en een muur schampte die vervolgens 12 spelende kinderen bedolven. Er waren zes dodelijk gewonden.
Na 75 jaar (op 12 augustus 2025) is op initiatief van buurtbewoners ter plaatse door burgemeester Kamminga een monument onthuld
GrachtstraatDe naam verwijst naar de vroegere vestinggracht.
42. Woonhuis en atelier van de Groninger kunstenaar Job Hansen (1899-1960). Hansen – lid van De Ploeg – schilderde onder meer diverse keren de plantsoengracht voor zijn huis. In Hoogkerk-Ruskenveen is een Job Hansenstraat.
Johan Willem FrisostraatGenoemd naar Johan Willem Friso, stadhouder van onder meer Groningen (1696-1711). Zijn stadhouderschap wordt voor Groningen eerst geëffectueerd in 1710 wegens een conflict tussen Stad en Ommelanden. Johan Willem Friso komt in 1711 om het leven als zijn koets op het veer over het Hollands Diep kapseist.
KerklaanVan Leliesingel tot spoortunnel. De oorspronkelijke Kerklaan, als 'Groene laan of -weg' al bekend rond 1560, liep door de tuinderijen ten noorden van Groningen van ongeveer de Kleine Leliestraat tot in het gebied 'achter de rijskampen' in het zuiden van de wijk Paddepoel. De laan had later mede de functie van kerkenpad naar de Nieuwe Kerk. Een alternatieve verklaring van stadshistoricus Beno Hofman is dat de Kerklaan voor de aanleg van de noordelijke vestingwerken doorliep via De Laan in de binnenstad van Groningen en een kerkenpad naar de Akerk was. Het gedeelte van de Kerklaan 'over het spoor' is eerst omstreeks 1965 vervallen.
Kloosterstraat(omstreeks 1890). Genoemd naar het voormalige Benedictijner dubbelklooster (voor monniken en nonnen) Sint Catharina of 'Silowerth' (omstreeks 1170-1584). Het klooster was destijds gelegen bij de afbuiging van de Winsumerweg vanaf het Van Starkenborghkanaal. Zie verder onder Selwerd c.a.
KolfstraatDe straat is genoemd naar de mennistenkolfbaan en -sociëteit 'Welgelegen' aan de Kerklaan (tot omstreeks 1810). Mennisten zijn doopsgezinden.
KoninginnelaanOmstreeks 1925 genoemd naar de toen regerende koningin Wilhelmina. Zie Wilhelminakade.
Louise HenriëttestraatGenoemd naar Louise Henriëtte (1627-1667), gravin van Nassau, dochter van de Groningse stadhouder Frederik Hendrik en Amalia van Solms.
NassaulaanZie Oranjesingel.
NoorderbuitensingelVan Nieuwe Ebbingestraat tot Moesstraat. Gaaf voorbeeld van een singel, de beboomde, 'verdekte' weg zoals die aan de buitenzijde van de vestinggrachten liep. Andere, nog herkenbare delen: Melkweg (voorheen Westerbuitensingel) en Grachtstraat. Ook de naam Singelweg is er van afgeleid. Het besluit tot aanleg van de singels is al genomen in 1619.
NoorderstationstraatStraat genoemd naar het in 1884 geopende Noorderstation (ook wel Noorderhalte) aan de spoorlijn naar Delfzijl. De verbinding met Roodeschool dateert uit 1893 (die met de Eemshaven uit 1978 - alleen goederenvervoer - respectievelijk 2018). Van 1922-1938 was er, via Winsum, ook een verbinding met Zoutkamp.
De onderdoorgang naar de wijk Selwerd is geopend in 1973. Daarvoor ter plaatse het Noorderstationsplein. De mozaïeken in de onderdoorgang bevatten de scherven van kopjes, tegels en borden, aangedragen door omwonenden. Sinds 2024 een kunstwerk ter gelegenheid van het 140-jarig bestaan van het station.
OranjesingelGenoemd naar het sinds 1559 met de Nederlandse gewesten verbonden (vorsten)geslacht Oranje-Nassau. Willem van Nassau (Willem de Zwijger, 1533-1584), voerde sinds 1544 tevens de titel Prins van Oranje, naar het prinsdom Orange in Frankrijk.
PlantsoenstraatBedoeld wordt het Noorderplantsoen. Zie Hortusbuurt.
PrinsessewegDe weg is genoemd naar (toen nog) prinses Juliana. Zie Julianaweg (Helpman)
RegentessestraatHet stadhouderlijk of koninklijk gezag is in de loop der eeuwen meermalen waargenomen door een vrouwelijk familielid van de formele ambtsdrager, meestal wegens minderjarigheid. Het begrip is vooral verbonden met koningin-regentes Emma voor haar dochter koningin Wilhelmina (1890-1898). Prinses Juliana nam in 1947 en 1948 enkele maanden het koningschap waar voor haar moeder, koningin Wilhelmina.
RijskampenstraatDe naam herinnert aan de 'Weg naar de Rijskampen', een twaalftal met wilgen beplante percelen tussen de Kerklaan en de Bessemoerstraat. De wilgen waren geschikt als rijshout.
SelwerderstraatZie onder de wijk Selwerd.
StadhouderslaanDe naam verwijst naar het instituut 'stadhouder': tijdens de Republiek 1595(1625)-1795 de door de Staten (van Stad en Lande) benoemde functionarissen, die een leidende rol vervulden in het kader van de defensie van het gewest, zo nodig bemiddelden in conflicten tussen Stad en Ommelanden en, vanaf eind 18e eeuw, formeel de leden van de stadsregering benoemden. In feite waren de stadhouders – in Groningen aanvankelijk afwisselend uit het huis Oranje-Nassau en het huis Nassau-Dietz (de 'Friese' stadhouders) – het invloedrijke middelpunt van een netwerk van regerende families in de Nederlandse provincies. De stadhouders hadden in Groningen geen monarchale status, maar waren vergelijkbaar met hoge ambtenaren. Tijdens hun minderjarigheid werd de functie waargenomen, in vrijwel alle gevallen door de moeder. De stadhouders – meestal tegelijkertijd ook stadhouder van ten minste Friesland en Drenthe – werden in de stad Groningen vertegenwoordigd door een luitenant-stadhouder. Groningen kende alleen 1711-1718 een stadhouderloos tijdperk.
VeldstraatIn 1961 gewijzigde naam voor de vroegere Bessemoersteeg. Een wijziging in Bessemoerstraat was onmogelijk vanwege de al bestaande straat onder die naam.
WilhelminakadeGenoemd naar Wilhelmina Helena Pauline Maria (1880-1962), prinses van Oranje-Nassau, koningin der Nederlanden (1890-1948).
Omdat straatnamen, ontleend aan nog levende leden van het Koninklijk Huis, in januari 1942 op last van de Duitse bezetter niet langer werden toegestaan, heette de straat van 1942-1945 Plantsoenkade. Achtergrond van het besluit was de ergernis van de bezettende macht over de 'verbazingwekkende scheldwoorden' die Koningin Wilhelmina placht te gebruiken in haar radiotoespraken vanuit Londen ('Wie op het juiste ogenblik handelt, slaat den nazi op den kop').
ZwartewegDe wegverharding bestond oorspronkelijk (deels) uit van de gasfabriek afkomstige sintels.

## Korrewegwijk met Selwerderwijk en De Hoogte
De wijk wordt voor dit doel begrensd door de spoorlijn, het Van Starkenborghkanaal, het Oosterhamrikkanaal en de Noorderstationstraat. De Selwerderwijk (omstreeks 1955) is genoemd naar het destijds nog aanwezige restant van het Selwerderdiepje (zie onder Vervallen straatnamen). Voor tuindorp De Hoogte zie de straatnaam. In 2011 is een aantal straten genoemd naar andere tuindorpen in Nederland en België.
De Korrewegwijk kent twee onderscheiden delen: de Indische buurt en de Professorenwijk. De bebouwing kwam tot stand tussen 1896 (Hunzestraten) en 1957. De wijk is, voor wat betreft het vooroorlogse deel, in zijn geheel een beschermd stadsgezicht. Opgenomen zijn alleen de straatnamen die een toelichting behoeven.
Agnetapark(2011) Van Poortstraat tot Zuilen. Genoemd naar gelijknamig tuindorp in Delft, gebouwd 1882-1884 op initiatief van de directeur van de Ned. Gist- en Spiritusfabriek Jacobus C. van Marken en zijn echtgenote Agneta W. J. Matthez.
AllersmastraatGenoemd naar de nog bestaande borg Allersma tussen Aduarderzijl en Ezinge.
AlmastraatNaam van een vroegere Groninger borg, gelegen aan de Wolddijk tussen Groningen en Bedum. Ter plaatse nog een boerderij.
AsingastraatNaam van een viertal vroegere borgen, onder andere in Middelstum en Ulrum.
BedumerwegOude 'cleyweg' van Groningen naar Bedum via de St Walfridusbrug in Noorderhoogebrug. De naam 'Cleyweg' komt al voor in 1257. Ook wel Sint Walfridusweg. Sinds begin 17e eeuw (1616) parallel aan het toen naar de stad doorgetrokken, al bestaande, Boterdiep. Aan de andere zijde van het kanaal de Trekweg (nu Bankastraat). Het Boterdiep is vanaf de Rodeweg tot het Van Starkenborghkanaal in 1953 grotendeels gedempt, nadat het in 1938 al was afgedamd. Aan het begin van de Bedumerweg 1912-1915 de eerste zogenaamde 'woningwetwoningen' (naar de Woningwet, 1901) en – na de Tweede Wereldoorlog – een busstation van de Marnedienst. In de vijver tussen Bedumerweg en Soendastraat het kunstwerk 'De Werkmanbrug' van Hans Rikken (1997).
BernoullipleinGenoemd naar een Zwitserse familie van wiskundigen, waaronder Johan (1667-1748), hoogleraar aan de Groningse Hogeschool en de in Groningen geboren Daniël (1700-1782), eveneens hoogleraar, naamgever van de Wet van Bernoulli.
CortinghlaanZie De Hoogte.
DiephuisstraatGerhardus Diephuis (1817-1892) was hoogleraar burgerlijk recht aan de Hogeschool; onder meer ook schrijver van een 13-delig commentaar op het Burgerlijk Wetboek. Het voormalige 'Noorderbad'  (nu appartementencomplex) is gebouwd in 1935.
Driessenstraat, PetrusPetrus Driessen (1753-1828), hoogleraar chemie aan de Hogeschool. De 'Ambachtsschool' dateert uit 1923.
EyssoniusstraatHenricus (omstreeks 1635-1695) en Rudolphus (1655-1705), hoogleraren geneeskunde, respectievelijk schei- en natuurkunde aan de Hogeschool.
Rheinvis FeithpleinGenoemd naar jhr. mr. R.Feith (1848-1916), onder meer oprichter van de woningbouwvereniging 'Volkshuisvesting'(1908), die bouwde in de Indische buurt. Rheinvis is een voornaam. Zie ook Feithstraat (Herewegwijk).
Fivelstraat(1896). Genoemd naar de voormalige rivier de Fivel die ontsprong in de moerassen rond Hoogezand en Kolham en uitmondde in de Fivelboezem, aanvankelijk ter hoogte van Westeremden. De buurt Fivelstraat/Hunzestraten aanvankelijk aangeduid als Lombok.
GratamastraatBernard Jan Gratama (1822-1886), hoogleraar aan de juridische faculteit van de Hogeschool.
HamburgerstraatHartog Jacob Hamburger (1859-1924), was hoogleraar fysiologie aan de Rijksuniversiteit. De naam Hamburgerstraat 1943-1945 op last van de Duitse bezetter gewijzigd (in Bollandstraat).
Van HamelstraatAnton Gerard van Hamel (1842-1907) was hoogleraar Franse taal- en Letterkunde aan de Rijksuniversiteit.
Hendrikszstraat, PetrusPetrus Hendriksz (1779-1843), hoogleraar ontleed- en heelkunde aan de Hogeschool.
HermanstraatNaar de 14e-eeuwse Herman, burggraaf van Coevorden, heer van Selwerd, die bij het vaststellen van de straatnaam werd verondersteld bewoner te zijn geweest van het Cortinghhuis. In werkelijkheid woonde hij (met Ida van Selwerd) op het kasteel Selwerd.
Heijplaat(2011) Van Poortstraat tot Zuilen. Naam van een wijk in de Rotterdamse deelgemeente Charlois. Oorspronkelijk ontworpen als tuindorp voor arbeiders van de Rotterdamse Droogdok Maatschappij. Gebouwd 1914-1920.
HeymanslaanGenoemd naar Gerard Heymans (1857-1930), vermaard hoogleraar wijsbegeerte en psychologie aan de Rijksuniversiteit.
De HoogteStraatnaam en buurtnaam voor het tuindorp De Hoogte (1919) op het verhoogde terrein van de middeleeuwse borg het Cortinghheem of Cortinghhuis in een meander van de Hunze (in het gebied Borchmanneham), 'omgestort' in 1338. Het tuindorp is uitgebreid tot de spoorlijn in 1931 en tot de Plataanlaan rond 2012.
HunzestraatEerste en Tweede Hunzestraat (1896)
IdastraatNaar Ida van Selwerd (omstreeks 1360), echtgenote van Herman van Coevorden; zie Hermanstraat; vgl. ook Vrijdemaweg (Oosterparkwijk).
Kapelleveld(2011) Van Poortstraat tot Zuilen. Naam van een tuindorp in de Belgische gemeente Sint-Lambrechts-Woluwe. Oorspronkelijk gebouwd 1922-1926.
Kapteynlaan, J.C.Jacobus Cornelius Kapteyn (1851-1922), wereldberoemd hoogleraar astronomie aan de RUG.
Kerckhoffstraat, P.J. vanPetrus Johannes van Kerckhoff (1813-1876), hoogleraar chemie aan de Hogeschool.
KorrewegAl genoemd in 1503 als Curreweg, een landweg (zuidwending) precies op de grens van het Wester- en het Oosterstadshamrik. Curre is waarschijnlijk een familienaam; er is ook sprake van een Currehof. Ontsluitingsweg voor de Korrewegwijk met (tot 1912) de Korrebrug over het Boterdiep bij de Rodeweg; eerder de Korretil (plm. 1603) over het Selwerderdiep. De Korreweg is voor het eerst in 1853 begrint. Aan de Korreweg (bij de Singelweg) begin 20e eeuw het Noordersportterrein en houten wielerbaan.
Ter hoogte van de huidige Ambonstraat 1883-1934 een diaconiegast- of armenhuis (Avondrust).
Bij nr. 124. het gasthuis 'Rustoord', vanaf 1924. Daarachter het Ubbenagasthuis.
198. Sionskerk. Gebouwd 1934 als Ned. Herv. Kerk; als zodanig gesloten 1984. Nu deels een moskee.
Gerrit KrolbrugSinds 2005 naam voor de vroegere Korrebrug over het Van Starkenborghkanaal in het verlengde van de Korreweg. Gerrit Krol (1934-2013), wiskundige, bekend als schrijver van een bijzonder oeuvre, onder meer van het verhaal De zoon van de levende stad en van de roman De oudste jongen over zijn jeugd in Groningen. Citaat: 'Na een lange fietstocht was ik pas terug in de stad wanneer ik het ronde 50 km-bord passeerde met daarboven de naam Groningen, die mij zo vertrouwd was dat daar net zo goed Gerrit Krol kon staan, vond ik.' Gerrit Krol woonde tijdens zijn leven tweemaal op de Korreweg (tijdens zijn jeugd op Korreweg 74).
LandstraatNicolaas Karel Frederik Land (1859-1903)was hoogleraar burgerlijk recht aan de Rijksuniversiteit.
Het Lansink(2011) Van Poortstraat tot Zuilen. Bedoeld wordt tuindorp Het Lansink in Hengelo (O), gebouwd vanaf 1911 op initiatief van de fabrikant C.F.Stork.
Johannes MulderstraatJohannes Mulder (1769-1810), hoogleraar anatomie aan de Hogeschool.
Nieuwendam(2012) Genoemd naar het tuindorp in de gemeente Amsterdam. Gebouwd 1924-1934.
Oostzaan(2011) Vanaf Poortstraat (langs Zuilen). Naam van het oorspronkelijke tuindorp in de huidige Amsterdamse wijk Tuindorp Oostzaan. Oorspronkelijk gebouwd 1921-1926.
OppenheimstraatJacques Oppenheim (1849-1924), gemeentesecretaris van Groningen (1873-1885), hoogleraar staatsrecht aan de juridische faculteit van de Rijksuniversiteit. De naam Oppenheimstraat 1943-1945 gewijzigd in Hendrik Westerstraat.
C.H. PetersstraatCornelis Hendrik Peters (1847-1932). Geboren in Groningen. Architect van onder meer het oude Groninger Museum aan de Praediniussingel en van het vroegere postkantoor op de Munnekeholm. Auteur van een tweetal architectuurhistorische boeken over Groningen en de Ommelanden (1907 en 1921).
ReigerstraatWijbrand Adriaan Reiger (1842-1910), hoogleraar staatshuishoudkunde, statistiek en volkenrecht aan de juridische faculteit van de Rijksuniversiteit.
ReinautstraatGenoemd naar een zoon van Herman van Coevorden en Ida van Selwerd, burggraaf van Coevorden. Zie Hermanstraat en Idastraat.
Ro(o)dewegHet begin van de (bepuinde) trekweg langs het Boterdiep. Waarschijnlijk genoemd naar de kleur van de wegverharding.
Op de hoek met de Korreweg voorheen het café 'De Oude Snikstal', het vertrekpunt van de snikken naar het Hogeland (oorspronkelijk 1771). Zie gevelsteen.
Star NumanstraatGenoemd naar Cornelis Star Numan (1807-1857), hoogleraar staatsrecht aan de Hogeschool.
StinsstraatVerkorting van 'stenen huis', te weten het Cortinghhuis.
Van SwinderenstraatTheodorus van Swinderen (1784-1851), hoogleraar natuurlijke historie en pedagogiek; schoolopziener.
TellegenstraatBernardus Tellegen (1823-1885), hoogleraar staatsrecht aan de Hogeschool.
Tellegenstraat 7 - 59naamloos hofje uit  1933, te bereiken via pad
Terdelt(2011) Van Poortstraat tot Zuilen. Naam van een oorspronkelijk tuindorp in de Brusselse gemeente Schaarbeek, gebouwd 1921-1926. Terdelt: in het dal.
Zuilen(2011) Ten zuiden van de Plataanlaan. De naam ontleend aan een oorspronkelijk tuindorp rond de De Lessepsstraat in Utrecht, bestemd voor geschoolde arbeiders van Werkspoor. Gebouwd 1913-1917.

## Leegkerk,SlaperstilenDorkwerd
Leegkerk is een buurtschap aan de Leegeweg. De kerk, gelegen op een wierde, dateert uit omstreeks 1300. Dorkwerd – wierde met dork of derrie – is een dorp of buurtschap op een wierde aan de Hoogeweg. De kerk dateert uit de 13e of 14e eeuw.
Slaperstil: zie onder.
GaaikemadijkVanaf de Friesestraatweg tot gemeentegrens (en verder naar de Dorkwerderbrug). De weg is genoemd naar de nog bestaande de boerderij Gaaikemaheerd; het stamhuis van het hoofdelingengeslacht Gaykema of Gaykinga in het kerspel Wierum.
LeegewegLage weg (in tegenstelling tot de Hoogeweg). De weg voerde oorspronkelijk van de Friesestraatweg via Leegkerk en de Zijlvesterweg naar de toenmalige 'Nieuwe til' of Nieuwklap over het Aduarderdiep (plm. 1830). Zie ook Tichelwerkpad.
NoodwegDe weg verbindt twee delen van de Zijlvesterweg. De weg komt al voor op de eerste kadastrale kaart van Groningen (1830). De naam verwijst naar de 'notwegen', wegen vanuit een dorp naar de landerijen rondom. 'Not' is Oud-Fries voor 'graan'.
SlaperstilBuurtschap aan de Friesestraatweg bij de kruising met de Zijlvesterweg. In het Gronings Sloaperstil. Eigenlijk de naam van een brug (til) in laatstgenoemde weg, die tevens diende als slaperdijk, de waterkering aan de noordelijke rand van het afwateringsgebied Lieuwerderwolde, nu de scheiding tussen de polders Jonge Held en De Eendracht. De naam Sloaperstil kreeg rond 1985 een specifieke betekenis als titel van een veelbeluisterd programma voor Radio Noord op zondagmorgen, waaraan werd meegewerkt door Ede Staal.
TichelwerkbrugFietsbrug over het Aduarderdiep tussen Tichelwerkpad en Aduarderdiepsterweg (2009). In de buurt van de brug heeft een tichelwerk (steenbakkerij) van het Aduarder klooster gelegen.
TichelwerkpadSinds 2009 fietspad tussen Leegeweg en Tichelwerkbrug.
Evert Harm WolterswegDe weg ligt, ten noorden van Dorkwerd, in de gemeente Westerkwartier. Evert Harm Wolters (1912), woonachtig in Dorkwerd, was tijdens de Tweede Wereldoorlog lid van de KP (Knokploegen). Verzorgde onderduikers; leidde de meistaking 1943 in Aduard en omstreken. Op 14 april 1945 – Hoogkerk was al bevrijd – sneuvelde hij (met anderen) aan de Gaaikemadijk in een vuurgevecht met terugtrekkende Duitse troepen.
ZijlvesterwegDe weg, die de oeverwallen van de voormalige Hunsinge min of meer volgt, is genoemd naar het Aduarder zijlvest, de waterschapsorganisatie voor onder meer het gebied Lieuwerderwolde, waarvan de wortels teruggaan tot 1194.

## Corpus den Hoorn,Piccardthof
Het beschreven gebied wordt begrensd door de A7 in het noorden, het Noord-Willemskanaal in het oosten, de gemeentegrens in het zuiden en westen. De wijk Corpus den Hoorn ontleent de naam aan de Corpus den Hoornlanden, zo genoemd in 1597, het terrein waarop eerder het convent (kloostergemeenschap: corpus) voor religieuze vrouwen 'Maria's klooster op den Horn' of 'Maria ter Horne' stond (de z.o. hoek van de kruising Paterswoldseweg/Laan Corpus den Hoorn). Het klooster voor het eerst genoemd in 1322, opgeheven omstreeks 1572. Aan de Hoornsedijk ook de vroegere Harense buurtschap De Hoorn (in een hörn/hoek of kromming van de A). In de wijk (Donderslaan) 1960-1992 nog de r.-k. kerk Maria ten Hoorn.
Voor de naam Piccardthof (1985-1995) zie Piccardtlaan; voor Ter Borch (Groningse gedeelte, vanaf 2005) zie Ter Borchlaan.
Alleen straatnamen die om toelichting vragen worden genoemd.
16 aprillaanOp maandagavond 16 april 1945 was Groningen, na gevechten die aanvingen op vrijdagmiddag 13 april, volledig bevrijd van de Duitse bezetter (uitgezonderd het gebied ten noorden van het Van Starkenborghkanaal). De bevrijders rukten destijds op via de Paterswoldseweg.
BezettingslaanDe bezetting van Nederland door Duitse troepen tijdens de Tweede Wereldoorlog duurde van 10 mei 1940 tot 5 mei 1945.
G.J. BoekhovenstraatVerzetsstrijder (1912 - gefusilleerd 19 maart 1945). Gerrit Jacobus Boekhoven, bedrijfsleider Noord-Nederlandse Clichéfabriek; speelde een centrale rol in het verzet in het Noorden. Verzorgde identiteitsbescheiden en de uitreiking van bonkaarten; verleende namens het Nationaal Steunfonds financiële hulp aan Joodse Nederlanders, onderduikers en spoorwegstakers.  Bij Glimmen is in 2020 een monument  aangebracht  (ook voor Anda Kerkhoven en Dinie Aikema is ter plaatse een gedenksteen)
BruilweeringVan Piccardtlaan tot Ter Borchlaan. Een bruilweering is een dijk langs een met sloten omgeven moerassig stuk land.
CanadalaanDe bevrijding van Groningen vond plaats door eenheden van het Canadees geallieerd leger.
ClingeborgpadFietspad van Schweitzerlaan tot Ter Borchlaan. De naam verwijst naar de bodemkundige ing. Arend Eibe Clingeborg (1931-1998; oorspronkelijke achternaam Klungel), de ontdekker van een aantal veenterpjes in het gebied. Het pad loopt onder meer tussen twee door hem gekarteerde terpjes bij de Piccardthofplas die in de jaren negentig nog gaaf bleken. De veenterpjes, uit de periode 1150-1250, elk met een enkel huis, dienden mogelijk alleen voor zomerbewoning.
DeportatiestraatHet wegvoeren van vooral Joden en verzetsstrijders naar werk- en/of vernietigingskampen. Uit Groningen zijn in 1942 en 1943 in totaal omstreeks 3000 Joden gedeporteerd. Slechts een tiental is uit de kampen teruggekeerd. Er zijn omstreeks 250 verzetsstrijders omgekomen.
J.H. DiemerstraatVerzetsstrijder (1904 - bij concentratiekamp Neuengamme 31 mei 1945). Dr. Johann Heinrich (Harry) Diemer was bioloog en wetenschappelijk medewerker RUG. Verzette zich tegen zijn NSB-hoogleraar, verleende hulp aan ondergedoken studenten en aan spoorwegstakers; gaf nog tijdens zijn gevangenschap lezingen, onder meer over Calvinistische wijsbegeerte. Het kamp Neuengamme werd op 29 april 1945 bevrijd.
DistributiestraatDistributiemaatregelen voor levensmiddelen en andere goederen golden tijdens en na de Tweede Wereldoorlog van 1939 tot 1952. In laatstgenoemd jaar was ook koffie niet meer 'op de bon'. Ook tijdens WO I was een distributiestelsel van kracht (1916-1918).
R. DoumastraatVerzetsstrijder (1910 - concentratiekamp Bergen-Belsen 9 maart 1945). Ds. Rinze Douma was gereformeerd predikant. Organiseerde de contacten tussen verschillende verzetsgroepen in het noorden; trad tijdens zijn gevangenschap op als pastoraal verzorger van zijn medegevangenen.
Jan Evenhuispad en -dam(2014) Interprovinciale verbinding tussen Snip en Ter Borchlaan. Genoemd naar Jan Evenhuis, raadslid voor de VVD 1982-2014.
GasthuiskadeNaam voor een kade langs het Hoornsemeer. De naam verwijst naar het Gasthuisland, de landerijen ter plaatse die in eigendom waren van een gasthuis.
HoornsediepDe (straat)naam verwijst naar het gelijknamige diep, een al in de 14e eeuw vergraven deel van de Drentse A. In de 19e eeuw opnieuw vergraven tot het Noord-Willemskanaal. Een deel van het oorspronkelijke Hoornsediep is, langs de Hoornsedijk, nog herkenbaar.
HoornsedijkVanaf Laan van de Vrede. Weg langs de westzijde van het Noord-Willemskanaal en langs delen van het Hoornsediep.
Aan de Hoornsedijk de meest bekende stadsmarkering: een elektriciteitsmast met zeven metalen vlamvormen (de gaswinning in de provincie Groningen), die in de loop van een week achtereenvolgens worden verlicht zodat aan het eind van de week zeven vlammen te zien zijn. Verder op de mast tweemaal per dag het oplichtende tijdstip van 10.40 uur; in jaren het jaartal waarop Cruoninga voor het eerst in een betrouwbaar historisch document wordt genoemd (Forster, 1990). Geplaatst ter gelegenheid van het 950-jarig bestaan van de stad Groningen.
Ook aan de Hoornsedijk een sculptuur onder de naam Proathoes. 'Met zijn object wil de kunstenaar de mensen tot stilstand brengen en toevallige ontmoetingen mogelijk maken'. (Frank Havermans, 2012)
In 2020 is aan de Hoornsedijk een gedenkplaat geplaatst ter herinnering aan de crash van een Hampden AE185 van de RAF aan de oostzijde van het Paterswoldsemeer op 18 augustus 1941. Drie leden van de bemanning zijn begraven op De Eshof in Haren, een vierde werd krijgsgevangen gemaakt.
HoornsemeerNaam voor de woonbuurt aan het gelijknamige meer (zie Paterswoldsemeer).
HoornseschansDe wal tussen de Clara Wichmanstraat en de Veenweg rond de buurt Hoornsepark. De uitgang 'schans' heeft hier geen betrekking op een verdedigingswerk.
InvasiestraatBedoeld wordt de invasie van geallieerde legers op de Franse westkust op 6 juni 1944. Met de invasie begon de bevrijding van West-Europa.
F. LeggerstraatVerzetsstrijder (1917-gefusilleerd 6 november 1944). Frederik Legger, inspecteur levensverzekeringen, was leider van een gewapende verzetsgroep KP (KP = Knokploegen) en districtshoofd Nationaal Steun Fonds.
Noord-WillemskanaalNaam van het in 1861 gereedgekomen kanaal tussen Assen en Groningen. Het is genoemd naar koning Willem III. Het kanaal wordt in Stad ook wel aangeduid als het Hoornsediep. Zie aldaar.
L.M. van NoppenstraatVerzetsstrijder (1917). Leendert Martinus van Noppen, werkzaam bij de toenmalige Staatsbrandweerpolitie, was lid van het gewapend verzet KP in Groningen (KP = knokploegen) en verzorgde bonkaarten voor onderduikers. Neergeschoten tijdens arrestatie in het Hoofdbureau van Politie aan het Guyotplein en na martelingen in Huis van Bewaring overleden 11 maart 1945.Hij wordt genoemd op het brandweermonument aan de Sontweg.
OnlandsedijkVan J.M. den Uylstraat tot Hoornsedijk. Onland is onbruikbaar (moeras)land. De naam dateert al uit de middeleeuwen. Vergelijk de namen Bruilweering en Euvelgunnerweg.
PaaipadSinds 2011 wandelpad vanaf Paterswoldseweg, met name ten behoeve van patiënten Martiniziekenhuis. De naam is bedacht door bewoners uit de wijk Piccardthof, mogelijk als synoniem voor een in meer plaatsen voorkomende paaibaai als ontmoetingsplaats voor vissen.
PaterswoldsemeerHet meer is in de 19e eeuw geleidelijk ontstaan door veenafgraving in het Neerwold door Friese verveners (vgl. de naam Friese veen). Rond 1830 bereikte het meer z'n grootste omvang; tussen 1971 en 1980 is het uitgebreid met het Hoornsemeer en de Hoornseplas.
PaterswoldsewegZie onder Schilderswijk c.a. De omleiding van het begin van de Veenweg tot de Groningerweg (gemeente Tynaarlo) dateert uit 2002.
PiccardtlaanVan Campinglaan tot Bruilweering. De weg leidt naar het volkstuinencomplex Piccardthof (geopend in 1942). Jan Hendrik Herman Piccardt (1866-1956), onder meer oud-burgemeester van Adorp en Finsterwolde, was adviseur van het eerste bestuur van de Bond van Volkstuinders in Groningen. De namen van het natuurmonument Piccardthofplas en de buurt Piccardthof zijn naderhand van die van het volkstuincomplex afgeleid.
G. SterringastraatVerzetsstrijder (1876 – concentratiekamp Buchenwald 19 januari 1944). Geert Sterringa, onderwijzer, was eindredacteur van het illegale communistische blad 'Het Noorderlicht' (1941) en schrijver van een pamflet naar aanleiding van de Februaristaking in 1941. Nog in het kamp zong hij socialistische strijdliederen en sprong hij in voor medegevangenen. Sterringa had voor de Tweede Wereldoorlog al een lange politieke carrière achter de rug in de Communistische Partij van Holland (CPH/CPN). In het bijzonder was hij werkzaam voor de Internationale Rode Hulp, die onder meer vluchtelingen uit de Duitse Emslandkampen opving en onderbracht. Van 1935-1939 was hij lid van de gemeenteraad van Groningen. Zijn naam komt ook voor op de herdenkingsplaquette voor omgekomen raadsleden aan het Stadhuis. In 2017 wordt hem alsnog het ereburgerschap van Groningen toegekend en wordt zijn naam opgenomen in het Gulden Boek van de stad (9 februari 2018). 'In Geert Sterringa eren wij tevens al zijn omgebrachte kameraden uit het communistische verzet'.
Ter BorchlaanDe laan verwijst naar een vroegere havezathe in Eelde, gebouwd in 1646, afgebroken in 1799. Ter Borch eigenlijk: op de hoogte (van de burchtheuvel van een in de middeleeuwen op de plaats van de havezathe gelegen waterburcht). De landerijen in de huidige wijk Ter Borch waren eigendom van de familie (Sigers) Ter Borch, bewoners van de havezathe.
Veenweg(Oorspronkelijk het verlengde) van de Paterwoldseweg (ter hoogte van het Martiniziekenhuis) tot bij de gemeentegrens. De naam duidt op het veengebied Neerwolde.
J. WagenaarstraatVerzetsstrijder (1906 – gefusilleerd 19 september 1944). Johannes Wagenaar, inspecteur van een verzekeringsmaatschappij, vervalste documenten, verleende hulp aan onderduikers, leidde in het Noorden de verspreiding van het illegale landelijke communistische blad 'De Waarheid'.
ZunneriepeFietspad langs de westelijke (zon)zijde van het Hoornsemeer. Vergelijk de 'glène riepe' aan de Vismarkt.

## Vinkhuizen,De Held,De Nieuwe Held, GravenburgenReitdiep
Het beschreven gebied wordt begrensd door de gemeentegrens in het noorden, het Reitdiep in het westen, het Hoendiep en het Kliefdiep in het zuiden en de Noodweg in het westen. Het gebied behoorde tot 1969 grotendeels bij de gemeente Hoogkerk. Voor de naamgeving van de afzonderlijke wijken zie onder. Niet alle straatnamen worden toegelicht.
ACM-brug(2009)  Brug in het Donghornsterpad, genoemd naar de voormalige Aankoop Centrale (Meppel) in Groningen, Friesestraatweg 139, voor het coöperatief in- en verkopen door het agrarisch bedrijfsleven van veevoeders, meststoffen, zaai-en pootgoed en gewasbeschermingsmiddelen. Exploitant van graansilo's.
ArwerdGenoemd naar een wierde tussen Holwierde en Leermens. Eerder genoemd Arnwerd of Arendswierde.
BabbelaarVan Hogeweg tot Senneroog (2015). Slenk in het Friese gedeelte van het Lauwersmeer.
BarwerdNog bewoonde wierde onder de naam Barnwerd bij Oldehove. Betekenis van de naam: onbegroeide hoogte.
BeswerdWierde ten noordoosten van Fransum. De naam afgeleid van de mansnaam Bokse.
Bouwerd(2018). Naam van een wierde ten zuiden van Ezinge.
BunderrietDe Bunderriet is genoemd naar een prielenstelsel in de oostelijke Dollard. Bunde zelf ligt in Duitsland ten oosten van Nieuweschans.
De CockstraatHendrik de Cock (1801-1842) was predikant te Ulrum sinds 1829. Hij verzette zich tegen leer en leven binnen de toenmalige Hervormde Kerk. In 1834 komt het tot een Afscheiding die landelijk navolging krijgt. De Christelijke Afgescheiden gemeenten gaan in 1892 op in de Gereformeerde Kerken in Nederland, die met name in het westen van de provincie aanhang vinden.
DonghornsterpadFietspad tussen Friesestraatweg en Donghornstertunnel (2009). De Donghorn (ook wel Dodingehorn: hoek van Doede) was de benaming voor de scherpe bocht in het Reitdiep bij de huidige Van Goghstraat. De naam komt al voor in 1339; de bocht is afgesneden in 1848. Donghorn lag aan de grens van de marke (stadstafel) van Groningen.
Drewerd(2018) Betekenis van de naam: drie wierden, die voor een deel aaneengegroeid zijn. De behuisde wierde ligt bij Garrelsweer.
EekwerdNaam van een wierde tussen Wirdum en Eenum. Betekenis van de naam: wierde met eiken.
Eelswerd(2018) Wierde ten noorden van Kantens, genoemd naar de mansnaam Elle.
Electronpadniet-officiële naam voor de (fiets)verbinding tussen Electronstraat en Zilverlaan. Het pad is ook verbonden met het Donghornsterpad.
Feldwerd(2018) Deels afgegraven wierde ten noordwesten van Holwierde met in de middeleeuwen het Benedictijnerklooster Feldwerd of Oldenclooster, plm. 1185 gesticht door de H.Hathebrand. Het klooster was 1583/84 doelwit van een landgang van de Watergeuzen.
FriesestraatwegIn de wijk Vinkhuizen aan de Friesestraatweg (290) de voormalige Coöperatieve Melkproductenfabriek "De Ommelanden' (gesloten 1995). Het bedrijf staat in de stadsgeschiedenis bekend om een zeer langdurige werkstaking (augustus 1952 – oktober 1953).
Friesestraatweg 422De oudste nog bestaande boerderij in de provincie Groningen (1610), de boerderij 't Hooihuis, gebouwd op een 12e-eeuwse wierde.
Friesestraatweg 400Ter hoogte van perceel 400 een sculptuur, de verbeelding van een ruïne van een 19e-eeuwse Groningse fabrieksschoorsteen, met negen bronzen takken die staan voor onverzettelijkheid (Thom Packney). Monument voor het industrieel verleden van Groningen. Geplaatst in het kader van het project Stadsmarkering ter gelegenheid van de viering van het 950-jarig bestaan van de stad.
GravenburgDe naam van de wijk is ontleend aan die van een nog bestaande boerderij aan de Zijlvesterweg, naar de overlevering wil ooit met een onderaardse gang verbonden met de Sint Bernardabdij in Aduard.
Heemwerd(2018) Behuisde wierde in de omgeving van Wirdum.
De HeldStadswijk (tevens straatnaam) genoemd naar de polders De Jonge Held (1828) en De Oude Held (1797), respectievelijk ten noorden en ten zuiden van de Leegeweg. De molen van de polder Jonge Held draagt dezelfde naam en staat bij Slaperstil. De molen van de Oude Held is in 1882 vervangen door een gemaal. Een laatste deel van de Held wordt, onder de naam De Nieuwe Held, bebouwd vanaf 2024. De straten in het gebied zullen - op wens van de gemeenteraad - worden genoemd naar vrouwen.
HelwerdWierde te midden van drassig, hel of hol, terrein. Op de wierde Helwerd (tussen Usquert en Rottum) vond de ontmoeting plaats van de prediker Liudger met de blinde bard Bernlef (omstreeks 785).
HoogewegOudere naam voor de Friesestraatweg, na 1843 nog gehandhaafd voor de weg naar Dorkwerd/gemeentegrens.
HooglandsterpadVan Blauwbrugje tot Hoogeweg. Genoemd (2011) naar het 'hoogland' ten westen van het Reitdiep.
JoeswerdNaam van een wierde bij Oostum, al genoemd in het jaar 744.
JukwerdOude wierde bij Appingedam, de naam afgeleid van de mansnaam Jukka.
KenwerdWierde ten westen van Oldehove. Mogelijk Koningswierde. Ook wel:  Cinewierde of Christuswierde.
Kleiwerd'Wierde van klei', gelegen ten westen van Dorkwerd, aan de vroegere waterloop de Hunsinge.
KliefdiepVan en tot De Held. Het Kliefdiep lag tot in de middeleeuwen boven het Hoendiep in het verlengde van het oorspronkelijke Eelderdiep en mondde met enkele haakse bochten uit in de Hunsinge/het Aduarderdiep. Klieve = klijve: scheiding.
Laskwerd(2018) Buurtschap ten zuiden van Appingedam, langs de Tolweg.
MaresiusstraatNaar Samuel Desmarets of Maresius (1599-1673), protestants theoloog, onder meer hoogleraar hogeschool 1642-1673. Opvolger van Gomarus.
MöllerstraatNaam van een straat in Gravenburg, genoemd naar mgr. dr. J.B.W.M. Möller, r.-k. bisschop van Groningen (1969-1999).
OkswerdWierde ten westen van Noordhorn en een streek ten zuiden van de Rijksstraatweg. Naam ontleend aan de mansnaam Ox of Okke (os of stier). Strijdtoneel in drie veldslagen. In 1417 tussen Schieringers en Vetkopers; in 1498 tussen legeraanvoerder van Albrecht van Saksen Nittert Fox en troepen uit de stad Groningen; in 1581 tussen de Spanjaarden en Staatse troepen onder graaf Willem Lodewijk. De strijd concentreerde zich rond de toenmalige Oxwerderzijl in het Stille Diep, die werd verdedigd vanuit een blokhuis in de nabijheid.
Professor UilkenswegZie Selwerd c.a.
RechteindVan Hogeweg tot Vlinderbalg. Slenk in het Friese gedeelte van het Lauwersmeer, in het verlengde van de Babbelaar. (2015).
ReitdiepDe naam van de gekanaliseerde rivier tussen Groningen en Zoutkamp, voorbij Wierumerschouw voor een deel nog samenvallend met de oorspronkelijke loop van de rivier de Hunze. Het gedeelte Groningen-Dorkwerd is gegraven rond in de eerste helft van de 13e eeuw; de verbinding Dorkwerd-Wierumerschouw rond 1385. Bij Wierumerschouw bestond toen al een afwateringskanaal voor Lieuwerderwolde, dat uitmondde in de Hunze. Het Reitdiep (dat voerde door de rietweren of moerassig onland) diende als afsnijding van de sterk meanderende A en, meer noordelijk, van de Hunze zelf. Het Reitdiep vormde tot 1876 (opening Eemskanaal) voor de haven van Groningen de verbinding met de Noordzee. De naastgelegen stadswijk heeft ook de naam Reitdiep gekregen. De Reitdiephaven dateert uit 2008.
SenneroogVan en tot Reitdiephaven. Slenk en eiland in het Friese deel van het Lauwersmeer (2015).
SlenkVan Hoogeweg tot Professor Uilkensweg. Een slenk is een ondiepe geul. De naam (2011) in dit geval gerelateerd aan het kwelderlandschap van Groningen, zoals ontstaan in buitendijks aangeslibd land.
SolwerdGenoemd naar een wierde ten oosten van (in) Appingedam. 'Sol' betekent 'pol': wierde in drassig gebied (vgl. Paddepoel).
Bij de brug naar Helwerd een monument voor de bemanning van een Britse Lancasterbommenwerper die op 23 mei 1944 ter plaatse is neergestort, na te zijn beschoten door een Duitse nachtjager. Twee leden van de zevenkoppige bemanning overleefden de crash. De anderen zijn begraven in Hoogkerk.
TarralaanIn het Westpark vanaf Johan van Zwedenlaan. De laan (2011) is gelegen op een voormalige tarraopslag van de suikerfabriek. Tarra verwijst hier naar het slib, dat gevormd door de afgespoelde aarde van de suikerbieten.
TjarietDe naam van een tweetal waterlopen in het noordoosten van de provincie. De naam afgeleid van het Oud Friese 'tja' (= grens) en 'riet' (= stromend water).
Tuikwerd(2018) Afgegraven wierde, nu woonwijk in Delfzijl. Mogelijk genoemd naar de persoonsnaam Tokke of Take.
VerswerdVan Uilkensweg tot Jukwerd. Naam van vroeg-middeleeuwse wierde gelegen ter plaatse van De Grazen (Zernike).
VinkhuizenDe wijk (bebouwd vanaf 1967) is genoemd naar een drietal boerderijen: Grote, Kleine en Nieuwe Vinckhuis, gelegen in het 'Vinckelandt', later de polder De Oude Held. Vinkenland is land dat slechte turf oplevert: zeeklei op veen (derrie).
VlinderbalgVanaf Uilkensweg. Naam van een slenk in het oosten van het Lauwersmeer, provincie Groningen (2015).
Wadwerd(2018) Voormalige wierde aan het wad, tussen Warffum en Usquert.
WeiwerdGenoemd naar een wierde bij Delfzijl: wierde te midden van hoge wage of wei (golven).
ZijlsterriedHet Zijlsterried is een waterloop tussen Kollum (Fr.)en het Oud Dokkumerdiep

## Selwerd,Tuinwijk,Paddepoel,Zernike Campus
Het beschreven gebied wordt begrensd door de gemeentegrens in het noorden, het Van Starkenborghkanaal in het oosten, de spoorlijn in het zuiden en het Reitdiep in het westen.
De naam van de wijk Selwerd (wierde met een enkel huis) is ontleend aan de gelijknamige heerlijkheid ten noorden van Groningen, waarschijnlijk al voor het jaar 1000 in het bezit van de bisschoppen van Utrecht als enclave in de gouw Hunsingo. In 1460 krijgt de stad Groningen zelf de rechtsmacht in het gebied; na 1795 (1808) behoort het tot de gemeente Noorddijk; vanaf 1969 tot de gemeente Groningen. Zie verder Laan naar het Klooster.
In de balkonleuningen van de woontoren 'De Beukenhorst' is een luchtfoto verwerkt van het landschap ten noorden van het Van Starkenborghkanaal, inclusief het Selwerderdiepje dat vroeger door de wijk liep. De verschillen in hoogte van de balustrades symboliseren de vroegere wierden.
Voor De Paddepoel: zie Paddepoelsterweg; voor Zernike Campus: zie Zernikelaan. De zogeheten Tuinwijk is een buurt ter weerszijden van de Moesstraat 'over het spoor', daterend uit de eerste helft van de twintigste eeuw. Alleen specifiek Groningse straatnamen worden toegelicht.
In de wijk De Paddepoel op een flat aan de Antareslaan een street art muurschildering door het Franse kunstenaarsduo Tito Mulk (2022). Commentaar stadjer: 'wel kunsteg, moar ik val d'r nait van achterover'.
BessemoerstraatVan K. de Vriezestraat tot Wilgenlaan. Achter de tuinderijen aan de Moesstraat liep oorspronkelijk de Bessemoersteeg; de naam in 1920 gewijzigd in -straat. Bessemoer mogelijk te lezen als (Gron.) bezzemmoor: drassig land begroeid met bezemkruid (gele brem). Letterlijk ook: 'Beste moer' (moeder), te weten Maria Louise van Hessen-Kassel, prinses van Oranje en Nassau (1688-1765), de zeer geziene echtgenote van de stadhouder van Groningen en Friesland, Johan Willem Friso (1696-1711). 'Maaike meu' (in Friesland) was ook regentes voor de latere stadhouder Willem IV. Bessemoer: vrouwelijke tegenhanger van 'bestevaer'.
De Bessemoersteeg komt ook voor als Maikemeukesteeg, Beppesteeg (Fries: grootmoeder) of Bezemersteeg. De Bessemoersteeg aan de stadskant van het spoor (bij de Zwarteweg) kreeg in 1950 de naam Veldstraat.
BlauwborgjeIn Groningen: 't Blauwbörgje. Naam van een vroegere boerderij bij het Reitdiep ter hoogte van de gelijknamige straat, geliefd object voor de schilders van 'De Ploeg'.
BlauwbrugjeFietsverbinding bij de Plataanbrug over het Reitdiep tussen de wijken Reitdiep/Vinkhuizen en Zernike/Paddepoel (2011). De naam is afgeleid van die van het Blauwborgje/Blauwbörgje.
De BundersEen bunder land is gelijk aan 1 ha.
ConcordiastraatDe straat is genoemd naar de voormalige r.-k. woningbouwvereniging 'Concordia' (1919-1993).
CrematoriumlaanVan Zernikelaan tot Crematorium Groningen, dat is gelegen aan de westzijde van de begraafplaats Selwerderhof. Het Stadscrematorium is geopend in 1960.
De DeimtenOppervlakte land die in een dag (met de hand) kon worden gemaaid: omstreeks 0,50 ha.
DuisenbergvijverDoor de gemeente zo genoemde vijver langs de Zernikelaan. Willem Frederik Duisenberg (1935-2005), alumnus  van de RUG (promotie in 1965), was minister van Financiën, president Nederlandse Bank en eerste president van de Europese Centrale Bank. De vijver ligt bij de Duisenberg building.
FlankeurspoortFlankeurs: de compagnie Vrijwillige Jagers van de Groningse Hogeschool tijden de Tiendaagse Veldtocht tegen de opstandige Belgen (1831).
De GrazenOppervlaktemaat voor grasland. Eén gras (plm. 0,5 ha) bood voldoende ruimte voor het weiden van één koe.
GrouwelerieDe naam verwijst naar de boerderij-herberg (sinds plm. 1750) onder de naam Grouwelderij aan de Paddepoelsterweg. Een boerderij onder die naam is nog steeds aanwezig. Grouwel: watergruwel of krentjebrij (gort met bessensap en krenten).
IepenlaanDe Iepenlaan buiten de ringweg vormt het restant van de oude weg naar Adorp/Winsum, in de 20e eeuw bekend als Winsumerstraatweg. De weg heeft alle betekenis verloren na het gereedkomen van het Van Starkenborghkanaal (1938). Aan dit gedeelte van de Iepenlaan liggen de Joodse begraafplaats (1909), een tweetal noodbegraafplaatsen (1944 en 1946) en de begraafplaats Selwerderhof (1949) met een islamitische begraafplaats (1987). Op de Selwerderhof bevindt zich een gedenkplaats (in de vorm van een lage muur) voor 136 (van de 140) Groningse militairen, gevallen tijdens de 'politionele acties' in het toenmalig Nederlands-Indië (1947-1948), een monument voor een gevallene bij de Nederlandse Spoorwegen tijdens de Tweede Wereldoorlog en een gedenksteen voor overledenen die in eenzaamheid zijn gestorven (2012).
De JukkenHoeveelheid land die in één dag door een juk (koppel)ossen kan worden geploegd: omstreeks 0,5 ha.
KadijkEen kadijk is een zomerdijk.
De KoegangenOppervlakte grasland waarop een koe in de zomer voldoende voedsel vindt: omstreeks 74 are (7.400 m²).
Laan naar 't KloosterVanaf 1170 deel van het kerkenpad van het Benedictijner Sint Catharinadubbelklooster Maria Virgo (voor monniken en nonnen) naar de kerk van Dorkwerd. Het klooster, gelegen ter plaatse van de huidige boerderij 'Groot Klooster' aan de Winsumerweg bij de Tjardaweg, heeft bestaan van omstreeks 1215-1584. De Laan van de Paddepoelsterweg naar het archeologisch beschermde terrein 'De Huppels', de plaats waar in de middeleeuwen het versterkte steenhuis 'kasteel Selwerd' stond. Het kasteel is verwoest in 1338 en gesloopt in 1361. Het werd bewoond door leden van de Groninger prefectenfamilie Van Selwerd.
LandlevenNaam van een vroegere boerderij in de buurt van het huidige Crematorium.
Magna PetestraatMagna Pete: streeft naar het hogere; de naam van de vroegere vrouwelijke studentenvereniging aan de RUG (opgericht 1898, gefuseerd met studentenvereniging Vindicat atque Polit 1970. De naam dateerde uit 1912).
MoesstraatDeel van de weg 'buiten de Boteringepoort' door de moeskerijen; bij de huidige Noorderbegraafplaats (1828) overgaande in een weg naar Paddepoel en Wierum (Sleedoornpad) en een weg naar Adorp/Winsum (zie Iepenlaan). Voorheen samen met Nieuwe Boteringestraat (naamswijziging omstreeks 1624) Moeskers wegh. In het eerste deel van de Moesstraat 1913 - 1994 de r.k. Heilig Hartkerk (afgebroken). De toren dient nog als liftschacht voor het vervangende flatgebouw.
De MuddenHoeveelheid land die met een mud zaad bezaaid kan worden: omstreeks 40 are (4000 m²).
Mutua FidesstraatWederzijdse trouw: de naam van de (sinds 1970 gezamenlijke) sociëteit van de studentenverenigingen Vindicat atque Polit en Magna Pete.
NadorstpleinHet plein draagt de naam van een boerderij (met een horecafunctie) aan de Oude Adorperweg. In de historie is sprake van nog een tweede boerderij, iets noordelijker gelegen aan dezelfde weg, die later bekendstaat als De Oude Nadorst. De naam Nadorst staat veelal voor een herberg annex uitspanning 'waar de dorst kan worden gelest'.
NettelbosjeNetelbosje: naam van voormalige boerderij aan de Winsumerstraatweg (de huidige Iepenlaan).
NijenborghNaam van een voormalig 17e-eeuws landhuis 'buiten de Boteringepoort', plaats van samenkomst van een Groningse letterkundige kring, waaronder de dichteres Sybille van Griethuijsen.
Aan de Nijenborgh sinds 2024 in gebruik het Feringagebouw (Feringabuilding), genoemd naar Nobelprijswinnaar Ben Feringa (2016). De naam is niet rechtstreeks gerelateerd aan die van de voormalige Feringaborg in Grootegast (16e eeuw - 1745).
PaddepoelsterwegOorspronkelijk vanaf de Moesstraat bij de huidige Noorderbegraafplaats. Vanouds landweg door de streek Hoge en Lage Paddepoel. 'Paddepoel': waarschijnlijk pol (hoogte) van Pada (mansnaam). Het gebied behoorde aanvankelijk tot het zelfstandige rechtsgebied Selwerd.
Aan de Paddepoelsterweg aan de loop van de (verlandde) sloten nog herkenbaar het driehoekig galgenveldje van Selwerd. Het lag aan het einde van de toenmalige Penningsdijk, de grens met de marke van Groningen. Het bestaan ervan wordt gememoreerd in een kunstwerk (met gedicht) in de berm van de weg: 'Waar de dood mij wacht, ben ik werkelijk alleen...' (Lammert Tiesinga).
Penningsdijk(2018) Fietspad van Paddepoelsterweg tot Nijenborgh. De Penningsdijk (penden of pennen = afdammen) was de middeleeuwse grens tussen de marke van Groningen en de heerlijkheid Selwerd. De dijk is destijds aangelegd om de afwateringsproblemen van het Westerstadshamrik op te lossen.
De PondematenHet gewicht van een pondemaat varieerde in het gewest Groningen van omstreeks 360-545 g.
Professor UilkenswegDe weg is genoemd naar Jacobus Albertus Uilkens (1772-1825), predikant, schoolopziener en eerste hoogleraar landhuishoudkunde aan de Hogeschool. Landelijk erkend als innovator van landbouwtechnieken. De ligging van de weg (deels door de wijk Reitdiep) symboliseert de verbondenheid tussen landbouw en wetenschap. Uilkens werd geboren in het kerspel Wierum.
SprikkenburgFietspad langs het Van Starkenborghkanaal van Iepenlaan tot gemeentegrens. Boerderijnaam, onder meer van een boerderij aan de Oostumerweg ten zuiden van Oostum. Sprikkenburg was ook de naam van een boerderij benoorden de Leegeweg bij de Kerkstraat (Hoogkerk), waarvan het houtwerk moet hebben bestaan uit sprikjes (= takken, vgl. Spriknest).
StudentenlaanAls Oud-studentenpad in 1843 een geschenk aan het gemeentebestuur van reünisten van de Hogeschool.
VindicatstraatGenoemd naar het Groninger Studenten Corps Vindicat Atque Polit (1815).
De VorlingenEen vorling is de afstand die men ploegde alvorens het paard te keren: doorgaans omstreeks 200 m.
Klaas de VriezestraatDe straat is genoemd naar Klaas Jan de Vrieze (1836-1915), van 1893 tot 1901 leraar aan de toenmalige Rijkslandbouwwinterschool en bekend 'kunstmestpropagandist'.
WalfriduspadNaam van een fietspad van de Plataanlaan naar de O.Adorperweg. Zie verder Noorderhoogebrug, c.a.
ZernikelaanDe kenniswijk Zernike (sinds 2013 Zernike Campus Groningen), met onder meer vestigingen van de RUG en de Hanzehogeschool, is genoemd naar Frits Zernike (1888-1966), hoogleraar en in 1953 winnaar van de Nobelprijs voor natuurkunde.
Aan de oneven zijde van de Zernikelaan bij de Tochtsloot de archeologische vindplaats van het 'blokhuis', een versterkt huis van de heren van Selwerd, in 1357 'omgestort' en naderhand gesloopt.

## Noorderhoogebrug,Koningslaagte
Het beschreven gebied wordt begrensd door de gemeentegrens in het noorden, oosten en westen en door het Van Starkenborghkanaal in het zuiden.
Noorderhoogebrug is een buurt ten oosten van het Van Starkenborghkanaal langs het Boterdiep, genoemd naar de destijds ter plaatse gelegen brug over de Hunze: de Hoogebrugge (1514 voor het eerst genoemd; sinds 1590 Noorderhoogebrug). Koningslaagte, momenteel een natuurreservaat, wordt gekenmerkt door een aantal al in de 10e eeuw afgesneden meanders van de Hunze. Door het gebied lopen het Selwerderdiepje en de Zoepenhuistertocht. De naam Koningslaagte wordt wel in verband gebracht met het ontbreken van grondeigenaren, waardoor de eigendom van de voormalige zeeslenk toeviel aan de Frankische koningen. In het gebied een deel van de gronden, voorheen in bezit van de eigenaren van de in 1744 afgebroken nabijgelegen borg Harssens (op de gelijknamige wierde). De grenzen van het middeleeuwse rechtsgebied Harssens worden sinds 2013 met grenspalen aangegeven. De palen zijn aangebracht door de private stichting Heerlijkheid Harssens.
GeuzenwegNiet-officiële naam voor een weg (dijk) die oorspronkelijk liep vanaf de Oude Adorperweg bij het Walfriduspad aan de noordzijde van het Nieuwe Gat tot de Wolddijk in Noorderhoogebrug. De naam is te herleiden tot de landgangen van de Geuzen, tijdens de poging van Lodewijk van Nassau om in het bezit te komen van de stad Groningen (1568). In de omgeving van Noorderhoogebrug was een legerkamp ingericht. Het begin van de weg lag oorspronkelijk bij het Selwerder klooster. Zie ook Geuzenkamp (Helpman c.a.).
Harsema's laanVanaf de Winsumerweg. De weg ligt op de grens met de gemeente Het Hogeland in de streek Harssens. Genoemd naar (de bewoner van) een boerderij ter plaatse.
MolenstreekGenoemd naar de molen 'De Leeuw' (1825), sinds 1963 'Wilhelmina'.
PlatvoetpadVan Paddepoelsterweg tot gemeentegrens langs het Van Starkenborghkanaal. Het pad voert naar het vroegere rechtsgebied van Platvoetshuis, slechts bestaande uit een enkele boerderij (Kolde Ovent) en een herberg met bijbehorende landerijen.
De boerderij bestaat nog, de herberg is bij het graven van het Van Starkenborghkanaal verdwenen. Het Platvoetshuis was de kleinste rechtstoel in de Ommelanden.
In het pad, over het Reitdiep, ligt de Platvoetbrug.
TjardawegVan Winsumerweg tot Paddepoelsterweg. De naam is afgeleid van die van het Van Starkenborghkanaal, dat genoemd is naar Commissaris der Koningin jhr. mr. Edzard Tjarda van Starkenborgh Stachouwer (1917-1925).(Zie ook Beijum c.a.).
WalfridusbrugNaam van de spoorbrug over het Van Starkenborghkanaal in de lijn naar Winsum. Het fietspad naar en over de brug heet Walfriduspad. Walfridus is de patroonheilige van de kerk in Bedum. Hij zou rond 980 door de Vikingen zijn ter dood gebracht. Van Walfridus wordt verteld dat hij dagelijks vanuit zijn woonplaats via een voorde door de Hunze naar Groningen liep om er de H.Mis bij te wonen. De naam Walfridusbrug was tot 1514 verbonden aan de overgang over de Hunze aan de huidige Molenstreek in het latere Noorderhoogebrug.
WolddijkNaar de gelijknamige dijk, al genoemd in 1248, die de veengebieden (wolden) Innersdijk en Vierendeel omsloot. De dijk eindigde bij de Stadsweg ten noordoosten van Ten Boer.

## Lewenborg,Oosterhoogebrug,Ulgersmaborg
De wijken worden voor dit doel begrensd door het Recreatiepark Kardinge in het noorden, de Noorddijkerweg in het oosten, het Eemskanaal in het zuiden en het Van Starkenborghkanaal in het westen.
Het gebied bestaat uit de buurt Oosterhoogebrug, de wijken Ulgersmaborg, Ruischerwaard en Lewenborg (zie onder). Oosterhoogebrug en het toen nog onbebouwde gebied ten noorden en ten oosten daarvan behoorden tot 1969 bij de gemeente Noorddijk. Alleen specifiek Groningse straatnamen worden, voor zover nodig, toegelicht.
AegirbrugNaam van de noordelijke brug over de Nieuwe Oostersluis. Zie Regattaweg.
Bathoornstraat, W.F.De straat is genoemd naar Willem Frederik Bathoorn (Hoogkerk, 1909), als dienstplichtig Nederlands soldaat op 11 mei 1940 gesneuveld bij Wassenaar. Hij is begraven op het Militair Ereveld op de Grebbeberg (Rhenen).
BeckerwegZie Stratinghpad.
BieskemaarGegraven waterloop ten noordoosten van Kantens die uitmondt in het Boterdiep.
Dijkemaweg, PopDe weg (1945, eerder de Hoogeweg) is genoemd naar Popke Dijkema (1890-1959) die – samen met zijn broer Jacob Jan en diens zoon Jan – onder vijandelijk vuur tijdens de bevrijding op 16 april 1945 de basculebrug neerliet, zodat de Canadezen onbelemmerd doorgang kregen. Een verdere beschieting van Oosterhoogebrug kon daardoor achterwege blijven. De actie vond plaats onder dekking van de Canadese soldaat Roy Coffin die daarbij sneuvelde. Op 16 april 2016 is bij de oude Oostersluis ter plekke een plaquette geplaatst met onder meer als tekst 'denk en doe als Roy, die een brug naar de toekomst sloeg'. De Oostersluis is tijdens de Tweede Wereldoorlog overigens door geallieerde vliegers meermalen gebombardeerd.
GrondzijlVan en tot de Bovenstreek in Ulgersmaborg. Een grondzijl is een sluis waarlangs waterafvoer plaatsvindt onder een andere watergang door. In de middeleeuwen is sprake van verscheidene grondzijlen in het Wester- en Oosterhamrik.
KardingermaarFietspad langs de Kardingerplas tot de Noorddijkerweg. De echte Kardingermaar, een waterloop al in 1459 zo genoemd, loopt van Onderdendam onder diverse namen (Zuidwending, Thesingermaar) naar het Damsterdiep bij Ruischerbrug en vormde eerder de scheiding tussen het kerspel Noorddijk en het kerspel Garmerwolde.
De naastgelegen Kardingerberg is 34 m hoog.
KlinkerstraatVanaf de Rijksweg. De naam (2010) herinnert aan een vroegere steenfabriek ter plaatse (1902-1976).
KoningswegVan Regattaweg tot Rijksweg. De naam is afgeleid van die van de familie Koning, landbouwers in het gebied.
LewenborgDe wijk Lewenborg is genoemd naar een borg die gelegen was in de nabijheid van de huidige gelijknamige boerderij (uit omstreeks 1830) aan het Kruidenpad.
Het gebied waarop de wijk is gebouwd is in de jaren twintig van de 20e eeuw nog in beeld geweest voor de aanleg van een vliegveld. Uiteindelijk is in 1931 een vliegveld bij Eelde gerealiseerd. Een eerste vliegshow boven Groningen (weilanden De Savornin Lohmanlaan) vond plaats 11 - 18 augustus 1910.
OosterhoogebrugDe buurt Oosterhoogebrug is mogelijk genoemd naar de brug over het Damsterdiep in de vroegere Hoogeweg (zie Dijkemaweg, Pop). De brug (nu Regattaklap) wordt voor het eerst genoemd in 1424.
RegattawegEen regatta is een roeiwedstrijd. De naamgeving (1963) is afgeleid van het dan aan het Eemskanaal gelegen botenhuis van de studentenroeivereniging 'Aegir' (opgericht 1878). De brug over het Damsterdiep is de Regattaklap.
H. RidderstraatGenoemd naar Hendrik Ridder (1918-1944), rayonleider van het gewapend verzet in de provincie tijdens de Tweede Wereldoorlog; op 28 oktober 1944 gefusilleerd in Westerbork.
RoeierspadWandel- en fietspad langs het Eemskanaal, van Regattaweg tot Ruischerbrug. De naam verwijst naar de (begeleidende coaches van) de roeiers op het kanaal.
RuischerwaardZie Noorddijk c.a. Waarden zijn laaggelegen landen.
StadswegMomenteel straat en (onderbroken) fietspad vanaf de Pop Dijkemaweg tot de Lichtboei en vanaf de Wimpel tot in Winneweer, maar van oudsher (10e/11e eeuw) een deel van de handelsroute van Groningen (Poelestraat) naar Oterdum via Noorddijk, Ten Boer, Winneweer (langs de Fivel) en Appingedam. In Oterdum (een ten behoeve van industrievestiging afgebroken dorp aan de Eems ten zuiden van Delfzijl) was een veerverbinding met Oost-Friesland. Groningse zegswijze: 'Zo old as Stadsweg'.
StratinghpadSibrandus Stratingh (1785-1841), hoogleraar chemie aan de Hogeschool en Christopher Becker (1806-1890), instrumentmaker, namen in 1834 op de openbare weg in Groningen proeven met een 'stoomvaartuig', dat de snelheid van een paardendraf kon bereiken. De bestuurder diende met de ene hand te sturen en met de andere te stoken. In de beginfase had het voertuig geen remmen.
TimpwegVanaf de Regattaweg. De weg is genoemd naar de Kövelstimp, een oude veldnaam ter plaatse, tevens de naam van een boerderij. In de 19e eeuw ook de naam van een molen. Zegswijze: 'die de koevel loeft is de timp al kwijt'. Een koevel of kovel is een hoofdbedekking in de vorm van een kap; de timp een loshangend puntvormig deel daarvan. Oudere naam: Hinckemahorsterweg (naar de Hinckemaborg bij Ruischerbrug en verder).
UlgersmawegStraatnaam, tevens de naam van de buurt Ulgersmaborg tussen het Van Starkenborghkanaal en de oostelijke ringweg (Beneluxweg). Genoemd naar het Huis Ulgersma, tot 1787 aan het einde van de huidige Pop Dijkemaweg. De naam Ulgersma afgeleid van Ulger, onder meer in 1323 burgemeester van Groningen. Het geslacht Ulgersma leverde in de loop van de eeuwen talrijke burgemeesters en andere regenten aan de stad. Zie ook Olgerweg (Noorddijk c.a.)
Waijerstraat, P.Genoemd naar Pieter Waijer (Hoogezand, 1912), als dienstplichtig Nederlands soldaat op 14 mei 1940 gesneuveld bij Delft. Hij is begraven te Loppersum. De achternaam Waijer wordt door de familie ook geschreven als Wayer.

## Beijum,De Hunze,Van Starkenborgh
De beschreven wijken wordt begrensd door het Boterdiep, de gemeentegrens in het noorden, de Kardingerplas in het zuiden en het Van Starkenborghkanaal in het westen
De wijk Beijum is genoemd naar het vroegere dorp van die naam, de woonwijk De Hunze naar de gelijknamige rivier en de wijk Van Starkenborgh naar het ter plaatse gelegen sportpark Van Starkenborgh. Voor de naamgeving van de afzonderlijke wijken zie onder. Alleen specifiek Groningse straatnamen worden toegelicht.
BeijumerwegVan Ulgersmaweg tot gemeentegrens bij Zuidwolde langs het vroegere kerkdorp Beijum (aan de stadszijde, even benoorden het Pedaalpad). De kerk is al in 1475 vervangen door een kapel. Eigenlijke naam Beiaheem, naar de mansnaam Beie.
HeerdenpadHet pad leidt vanaf de Gerrit Krolbrug naar de heerden in de wijk Beijum.
HunzeboordHet pad leidt vanaf de Ulgersmaweg naar de Pop Dijkemaweg.
HunzedijkFiets- en wandelpad over een overgebleven stukje dijk van de Hunze. De Hunze was een oostelijk van Groningen stromende rivier (Hunze: van 'hon', modder, moeras; vgl. Hondsrug). De Hunze is nog herkenbaar vanaf de oorsprong bij Exloo, via het Zuidlaardermeer tot Waterhuizen. In Eemspoort is de waterloop deels teruggebracht (langs de Euvelgunnerweg: zie Eemspoort), van Ulgersmaborg tot het Boterdiep is de bochtige loop nog in het landschap te herkennen. Vanaf de O.Adorperweg tot de gemeentegrens heet het stroompje het Selwerderdiepje. Het mondt uit in het Reitdiep (zie Vinkhuizen c.a.). Sinds het graven van het Schuitendiep rond 1400 had de rivier ten oosten van Groningen geen betekenis meer voor de scheepvaart.
Evert van LingebrugBrugverbinding tussen de wijken De Hunze en Van Starkenborgh. Genoemd naar Evert van Linge (1895-1964), architect in Groningen (onder meer van zijn woonhuis W.A.Scholtenstraat 1); sinds 1915 tevens voetballer bij v.v. Be Quick. Speelde onder meer 13 interlands met het Nederlands elftal.
MeedenpadMeeden of maden: laaggelegen hooi- of grasland.
Van StarkenborghkanaalHet kanaal, geopend in 1938 (toen in Groningen het 'Nieuwe kanaal' genoemd) en sindsdien verbreed, is onderdeel van de vaarweg Delfzijl – Lemmer. Het kanaal is genoemd naar de Commissaris der Koningin in Groningen jhr. mr. A.W.L.Tjarda van Starkenborgh Stachouwer (1917-1925).

### Namen van al dan niet meer bestaande Groningseheerdenin de wijk Beijum
AlbrondaheerdIn of bij Uithuizen
AmkemaheerdWinsum
AtensheerdWinsum
BarmaheerdDoodstil
BekemaheerdWarffum
BentismaheerdFoutieve benaming, moet zijn Bentissemaheerd. Winneweer
BoelemaheerdLoppersum
BottemaheerdWesteremden
BunnemaheerdKrewerd
ClaremaheerdNiehove
DoornbosheerdZuurdijk
EdzemaheerdLeens
EilardaheerdWinneweer
EmingaheerdGarmerwolde
FossemaheerdNuis
FramaheerdHuizinge
FroukemaheerdEzinge
FultsemaheerdOldehove
GalkemaheerdGarrelsweer
GodekenheerdLoppersum
GrevingaheerdLeermens
HeratemaheerdEenrum
HiddemaheerdNiezijl
HolmsterheerdOldehove
HylkemaheerdMensingeweer
IsebrandtsheerdWirdum
JaltadaheerdEenrum
JensemaheerdStedum
KremersheerdLoppersum
MelsemaheerdAchter-Thesinge
MenkemaheerdUithuizen
MudaheerdWinneweer
MunsterheerdLoppersum
NijensteinheerdUithuizen
OnnemaheerdZandeweer
RensumaheerdUithuizermeeden
ScheltemaheerdZandeweer
SibrandaheerdEenrum
StoepemaheerdZuurdijk
SijgersmaheerdWesteremden
Toppingaheerd't Zandt
WibenaheerdWesteremden
WilkemaheerdStartenhuizen
YpemaheerdGarsthuizen

### Namen vanarchitectenin de wijkDe Hunze, voor zover met een relatie tot Groningen
BakemastraatNaar Jaap Bakema (1914-1981), geboren in Groningen; volgde daar ook de Middelbaar Technische School.  Sinds 1950 partner in het architectenburaeu Van de Broek & Bakema.
BerlagewegNaar Hendrik Petrus Berlage (1856-1934). Berlage was een invloedrijk architect en stedenbouwkundige, onder meer verantwoordelijk voor het uitbreidingsplan van Groningen (1928). Het plan is in 1932 en 1936 aangepast, in 1940 vastgesteld, maar ook daarna niet volledig uitgevoerd. Zie ook Berlagebrug (Bedrijventerrein Eemspoort)
CuyperswegNaar Pierre J.H. Cuypers (1827-1921). Architect van de St. Jozefkerk (1886) en van de voormalige St. Martinuskerk (1893).  Cuypers was ook adviseur tijdens een restauratie van de Martinitoren 1884 - 1890.
DudoklaanNaar Willem Dudok (1884-1974).  Dudok was in 1953 ontwerper van het voormalige Esso tankstation aan de Turfsingel. Dudok aan het diep is sinds 2010 een rijksmonument
Granpré MolièrewegNaar Marinus Jan Granpré Molière (1883-1972). Granpré Molière was een architect en stedenbouwer. Van 1947-1951 verantwoordelijk voor het Wederopbouwplan voor de Groningse binnenstad. Discussies daarover betroffen onder meer de bouw van een Handelscentrum, dan wel van een Cultuurcentrum aan de oostzijde van de Grote Markt (en in beginsel de sloop van de Korenbeurs, c.q. de Stadsschouwburg en De Harmonie). Idem de vormgeving van een plein op de plaats van de Kreupelstraat (de huidige doorgang naar de Sint Walburgstraat).
KramerstraatNaar Hendrik Hendriks Kramer (1850-1934). Onder meer architect van de villa  in eclectische stijl Zuiderpark  4- 5 (1880). De villa is een rijksmonument.
KromhoutstraatNaar Willem Kromhout (1864-1940).  Architect van het gebouw van de voormalige Raad van Arbeid, Nw. Boteringestraat 28.
Lingebrug, Evert vanZie onder Beijum c.a..
Van der VlugtstraatNaar Leendert van der Vlugt (1894-1936). In 1923 architect van de Ambachtsschool en de MTS, Petrus Driessenstraat 3 (nu Wiebengaschool).

### Namen van bekendevoetballersin de wijkVan Starkenborgh
Otto BonsemalaanOtto Bonsema (1900-1994)a was voetballer bij Velocitas en GVAV, trainer en manager van Veendam.
Klaas Otto BuistlaanKlaas Buist (1927-1999), "de neuze", was voetballer bij GVAV.
Appie GroenlaanAppie Groen (1901-1964) was voetballer bij GVAV en Be Quick.
Tonny van LeeuwenlaanTonny van Leeuwen (1943-1971) was een legendarische doelman van GVAV: 'de Leeuw van Groningen'; verongelukt bij een auto-ongeval. Voor de hoofdingang van de Euroborg staat een standbeeld van Van Leeuwen (Lia Krol, 2014).
Evert van LingebrugZie onder Beijum c.a..
Henk PlenterlaanHenk Plenter (1913-1997), voetballer bij Be Quick.
Klaas SchipperlaanKlaas Schipper (1910-1961), Schipper was een internationaal voetbalscheidsrechter.
Siebold SissinghlaanSiebold Sissingh (1899-1960), voetballer en trainer bij Be Quick.
Hans TetznerlaanHans Tetzner (1898-1987) was voetballer bij Be Quick en kwam uit voor het Nederlands elftal, hij was tevens sportarts (Chirurg).
Klaas de WitpadKlaas de Wit (1933-1983) was sporttrainer, onder meer bij GVAV-Rapiditas.

## NoorddijkenRuischerbrug
Beide buurtschappen behoorden tot 1969 bij de gemeente Noorddijk, waarvan het gemeentehuis in Ruischerbrug stond.
BevrijdingsbosBoscomplex met 30.000 esdoorns tussen de Noorddijkerweg en de voormalige gemeentegrens, terzijde van de Stadsweg. Aangelegd in 1995 ter herinnering aan de bevrijding van Groningen (13-16 april 1945) door eenheden van het Canadese leger.
Tussen de Noorddijkerweg en het bos een waterpartij in de vorm van een esdoornblad (maple leaf: het symbool van Canada), met een kunstwerk, eveneens in bladvorm (met 43 gaten, het aantal omgekomen Canadezen). Het wijkende blad staat voor de generatie die gevochten heeft in de Tweede Wereldoorlog; de nerven voor volgende generaties die de herinnering levend moeten houden. Tussen de waterpartij en het eigenlijke bos het 'plein van de wereld' met het regimentenplateau (de regimenten van het Canadese leger die betrokken waren bij de Bevrijding van Groningen) en een bank. Zie ook Maple Leafpad.
BorgbrugDe brug over het Eemskanaal in Ruischerbrug.
Elema's padVanaf de Noorddijkerweg tot Boer Goensepad (voormalige gemeente Ten Boer). Genoemd naar een vroegere boerderij ter plaatse, waarvan Martinus Elema (1898-1985) de laatste bewoner was.
Maple LeafpadNaam van het pad door het Bevrijdingsbos (2009). Zie aldaar. Langs het pad stenen uit verschillende landen met daarop successievelijk de elf 'rechten van het kind'.
NoorddijkerwegDe weg door het dorp Noorddijk tot de grens met gemeente Het Hogeland.
16. Stefanuskerk, gebouwd rond 1250.
Aan de Noorddijkerweg staat de oudste boom van Stad: een 330 jaar oude linde. De stad telt 7600 monumentale bomen, ouder dan 50 jaar; 600 bomen zijn ouder dan 100 jaar (2013).
Aan het begin van de weg over een afstand van 400 meter een reeks kromgetrokken wilgen langs een gracht (William Forsythe, choreograaf). Een kunstwerk in het kader van het project Stadsmarkering ter gelegenheid van het 950-jarig bestaan van Groningen in 1990.
RollenDe Rollen was een andere naam voor het ter plaatse gelegen Thesinger overtoom op de scheiding van het Winsumer- en Scharmerzijlvest.
RuischerbrugOorspronkelijk de naam van de brug (brug van Jacob Ruusche) over het Damsterdiep (gegraven rond 1425) in de gelijknamige buurt. De naam wordt voor het eerst genoemd in 1455. Van 1672-1869 ter plaatse een pontverbinding. De naam is overgegaan op de buurtschap Ruischerbrug. Zie Lewenborg.
WoldwegOorspronkelijk de weg ten zuiden van het Damsterdiep van Oosterhoogebrug tot voorbij Ruischerbrug; tevens de scheiding tussen de kerspelen Noorddijk en Middelbert. Wolden zijn moerassige veengebieden, begroeid met elzen en vlierbomen. Zie ook Wolddijk (Noorderhoogebrug).

## Hoogkerk, Vierverlaten
Het beschreven gebied wordt begrensd door de Tochtsloot en het Kliefdiep in het noorden, de Johan van Zwedenlaan in het oosten, de De Verbetering en de Bernhardlaan in het zuiden en de gemeentegrens in het westen. 
De stadswijk Hoogkerk was tot 1969 de hoofdplaats van de gelijknamige gemeente. Hoogkerk ligt op de noordelijke uitloper van de 'rug van Tynaarlo'. De kerk dateert uit omstreeks 1200. Vierverlaten: zie Vierverlatenweg. In Vierverlaten 1866-1951 de spoorweghalte (Hoogkerk-)Vierverlaten. Op het bedrijventerrein Westpoort zijn (2009) alle wegen genoemd naar Britse, Ierse en (Noord-)Amerikaanse (haven- en industrie)steden.
AduarderdiepsterwegHet Aduarderdiep is (door de conversen van het Aduarderklooster) vanaf Leegkerk gegraven in het begin van de 15e eeuw. Het zuidelijke diep is de voortzetting van het Peizerdiep en is tot Leegkerk ook een vergraving van de Hunsinge.
ArteveldestraatDe naam Artevelde in de periode 1752-1895 afwisselend verbonden aan een zeepziederij en een bierbrouwerij in de nabijheid van de Elmersmaborg. Oudere naam: Koningsweg.
BangeweerVan Zuiderweg tot Johan van Zwedenlaan. Naamsverklaring: de weren (gronden) van de mensen van Bawe.
Van BarneveldstraatGerhard van Barneveld, burgemeester van Hoogkerk (1917-1931).
De Bree-Meijerstraat'Opoe' J.A. de Bree-Meijer was in 1963 een 105-jarige inwoonster van de gemeente Hoogkerk. De straat werd in dat jaar naar haar genoemd. Zij overleed op 107-jarige leeftijd.
ElmersmastraatDe straat is genoemd naar de 'edele heerd' Elmersma, van 1380 tot 1939 gelegen aan de huidige Boeiersingel.
CSM-brugBrug over het Hoendiep naar de fabriek van de Cosun Beet Company bij de Vierverlatenweg.
Van EwsumstraatUlrich van Ewsum (1620-omstreeks 1696), curator van de Academie, eigenaar/bewoner van de Elmersmaborg.
FabriekslaanGenoemd naar de suikerfabriek, waarbij een deel van de laan is gelokaliseerd nabij Vierverlaten en een ander deel aansluit op de Zuiderweg in Hoogkerk. Kenmerkend zijn de grote suikersilo's langs deze laan.
GockingastraatJhr. Scato Gockinga was burgemeester van Hoogkerk in de periode 1907-1917.
HalmstraatGenoemd naar (destijds) strokartonfabriek De Halm (1913), nu karton- en papierfabriek Smurfit Kappa De Halm.
Houwerzijlstraat(1969) Van Noorderstraat naar Polmanstraat. Genoemd naar dr.Enno Houwerzijl (1874-1920), o.m. arts te Hoogkerk. Voorheen (Verlengde) Westerstraat. Voor de annexatie van Hoogkerk (1969) een Dr E. Houwerzijlplein bij de Middenweg.
KliefdiepVan Johan van Zwedenlaan tot de Leegeweg. Genoemd naar een gelijknamige watergang, mogelijk ooit het verlengde van het Eelderdiep. Klief of kniepe = schuif die kon worden opgetrokken; later: sluisje.
KoningsdiepVerbindingskanaal tussen Peizer- en Eelderdiep en Aduarderdiep. Voert door de landerijen, voorheen in bezit van de stad-Groningse familie Coninck.
Korporaal Kevin RoggeveldviaductViaduct in de A7 over de Zuiderweg, genoemd naar korporaal Kevin Roggeveld (1991), omgekomen op 6 juli 2016 bij een mortierschietoefening van het 13 Infanteriebataljon Luchtmobiekle brigade tijdens een missie in Mali.
MatslootVan Dublinweg (Westpoort) in hoofdzaak langs de A 7 tot de gemeentegrens. De weg is genoemd naar de gelijknamige watergang in de polder Matsloot-Roderwolde die uitmondt in het Leekstermeer. Mat= made of weide. De in de gemeente Groningen gelegen naar de Matsloot genoemde weg lag tot de aanleg van het bedrijventerrein in z'n geheel langs de noordzijde van de A7. Voor de uitbouw van die weg tot autosnelweg waren de boerderijen ten noorden ervan direct bereikbaar vanaf de eigenlijke Matsloot; een weg nu nog ten zuiden van de A7 gelegen in de huidige gemeente Noordenveld (eerder in de gemeente Roden).
De PoffertDe buurt De Poffert aan het Hoendiep bij de gemeentegrens is genoemd naar een gelijknamige herberg. Poffert is trommelkoek. In de nabijheid ooit de herbergen De Pannekoek en De Meelzak.
Prof. dr. A. PolmanstraatGenoemd naar Albert Polman (1902-1959), huisarts (1927-1945) te Hoogkerk en onder meer hoogleraar (1951-1958) in de antropogenetica te Groningen.
ReddingiuswegRegnerus Petrus Reddingius was in de periode 1946-1957 burgemeester van Hoogkerk. Sinds 1920 al gemeentesecretaris.
RuskenveenRusken (Drents voor russen), verzamelnaam voor een aantal biezensoorten, w.o. pitrus of (Gron.) ruskepit. Vgl ook Peperstraat (Binnenstad).
Smidstraat, D.Van Reddingiusweg tot Julianastraat. Derk Timens Smid was burgemeester van Hoogkerk (1865-1906). Een eerste D. Smidstraat is naderhand een deel van de Noorderstraat geworden.
TjaberingsstraatGenoemd naar Frederik Tjaberings, burgemeester van Hoogkerk (1931-1941).
UT-DelfiawegGenoemd naar voormalige mengvoederfabriek, voortgekomen uit Oliefabrieken P.R.Roelfsema (1889), in 1957 overgenomen door Calvé Delft, een firma die in 1973 fuseerde met Oliefabriek Ulbe Twijnstra uit Akkrum. Het bedrijf is in 1998 opgegaan in het Nutreco-concern. De fabriek in Hoogkerk is gesloten.
VierverlatenwegDe weg rond Hoogkerk-noord is genoemd naar de beide dubbele schutsluizen (tezamen vier vallaten of verlaten), destijds gelegen in het Hoendiep: het Kinderverlaat bij de huidige Kinderverlatenbrug en het Pannekoeksverlaat bij de Verlatenbrug. De sluizen dateerden uit de periode 1654-1657. Ze zijn in het midden van de 19e eeuw verwijderd.
ZuidwendingKanaal tussen het Hoendiep (bij De Poffert) en het Aduarderdiep. In de 15e eeuw gegraven door de conversen van het Aduarder klooster, aansluitend op het Aduarderdiep. Grens tussen de gemeenten Groningen en Westerkwartier. Zuidwending: eigenlijk side- of ziedewendinge (-wenning), haaks op een natuurlijke waterloop gelegen waterkering, bedoeld om mogelijke overstromingen van die waterloop in te dammen.

## De Suikerzijde
Vanaf 2021 te ontwikkelen bouwterrein op het voormalige terrein van de Suiker Unie, locatie Groningen. Het terrein wordt begrensd door het Hoendiep, de Laan 1940-1945, de Peizerweg en de Johan van Zwedenlaan. Vooralsnog wordt alleen het  deel benoorden de spoorlijn ontwikkeld. Het westelijk deel – eerder door de gemeente aangeduid als De Kreken – pas in een later stadium. Het centrale deel van het gebied is in 2008 beschikbaar gekomen door de sluiting van de Fries-Groningse Coöperatieve Beetwortelsuikerfabriek (1914), later bekend als Suiker Unie, locatie Groningen.  Naast de Suikerlaan (zie onder) worden als toekomstige straatnamen genoemd de Ben Feringasingel, het Etta Palmplein en de Bernard Rölinghof. De wijk wordt ontsloten via de Bietenbrug en de Suikerbrug over het Hoendiep en door het Suikerzijdepad naar de Zeeheldenbuurt
Suikerlaan(2019). De naam ontleend aan de vroegere suikerfabriek op het terrein. Genummerd aan de Suikerlaan de circulaire woonwijk Loskade.
SuikerzijdepadRijwielpad van Admiraal De Ruyterlaan tot in Suikerzijde-noord

## Vervallen straatnamen
Groningen kende, zeker tot in het begin van de 20e eeuw, tientallen gangen die geen officiële naam droegen of waarvan de woningen in de gang genummerd waren aan de straat waarop de gang uitkwam. De Sledemennerstraat bijvoorbeeld telde rond 1900 nog 14 zijgangen of sloppen. Van sommige gangen zijn in de loop van de tijd meerdere namen bekend. Vooralsnog zijn de volgende gangen niet te lokaliseren: Blackersgang, Jan Albertsgang, Mackersgang, Minnensgang, Opklimmende gang, Regenboogsgang, Schuiringegang, Vluggerssteeg en Vlaskopersgang.
AbeenstraatVanaf de Friesestraatweg tot het Reitdiep ter hoogte van perceel 145. Particuliere straat, omstreeks 1895 aangelegd door grondeigenaar R. Abeen; laatste huis afgebroken 1963.
Achter de WalBenaming van enkele weggedeelten in de 19e eeuw (onder meer bij de Jonkerstraat en de Driemolendrift, zie ook Herenkamers). Voor het weggedeelte tussen Grote Leliestraat en Grote Rozenstraat: zie ook Violetsteeg. De naam geldt nu alleen een inbreiding rond de watertoren bij de Nieuwe Ebbingestraat (zie Hortusbuurt).
Achterstraat (Nieuwe Sint Jansstraat)Vanaf Nieuwe Sint Jansstraat 11 tot de Agricolastraat. Afgebroken 1961.
In de Achterstraat was van 1910 tot 1935 de woning van Gebke Hinrichs Tjaden ('opoe Tjadens'), nog tot op 106-jarige leeftijd op pad in de binnenstad met een (soort van) kinderwagen als rollator.
AkermagangOok Akkersmagang. Zijgang van de oude Herepoortenmolendrift. Zie aldaar.
BessenstraatBij raadsbesluit in 1910 vastgestelde naam voor een verbindingsstraat tussen Moesstraat en Akkerstraat, ter hoogte van de drukkerij van J.B.Wolters' UM. De straat is nooit aangelegd. Nu de benaming van een inpandige gang in het gebouw, dat inmiddels een andere bestemming heeft gekregen.
CubadwarsstraatVoormalige verbinding tussen Cubastraat en Houtzagersstraat, afgebroken rond 1972.
CoehoornstraatTot omstreeks 1955, verbindingsstraat tussen Rabenhauptstraat en Barestraat. Die straat is inmiddels doorgetrokken naar de Vechtstraat onder de naam Geulstraat.
Doorgaande GangVan Gedempte Zuiderdiep 56 tot Herepoortenmolendrift. De gang is volledig afgesloten en niet meer als zodanig herkenbaar.
DoriesgangNiet meer te traceren gang in de Prinsenstraat bij de Ypenmolendrift.
DriemerenwegWeg direct ten oosten van het huidige Woldmeer, gelegen in de voormalige gemeente Slochteren. De drie meertjes kwamen nog tot ± 1915 voor op topografische kaarten. De weg is vervallen per 2021.
EntensgangGang tussen O.Kijk in 't Jatstraat en Visserstraat over het latere Harmonie-terrein (geamoveerd plm. 1850). De gang was genoemd naar de gebroeders Yde en Evert Entens, al in 1532 eigenaren van een woning ter plekke.
FraterslootDoor topograaf B.P.Tuin (2015) veronderstelde naam voor de onbenoemde watergang tussen de Nije Graft (zie Boterdiep) en het Damsterdiep (de Olde Maer) bij de Loppersumergang. De watergang komt voor op de kaart van Braun en Hogenberg (1575). De naam eventueel af te leiden van die van het Fraterhuis (omgeving Boterdiep/Bloemstraat), naar de Broeders des Gemenen Levens. (Vgl. Stadse Fratsen, mei 2015). De naam Fratersloot niet te verwarren met een ooit gelijknamige watergang in het Kraanland.
Haamstraat en Kleine HaamstraatBeide namen worden vermeld in de Adresboeken van 1891 en 1900. Bedoeld worden de Raamstraat en de Kleine Raamstraat (Binnenstad).
HanebijtersgangTot 1875 de naam van de huidige Ubbo Emmiusstraat. De naam (voor het eerst genoemd in 1664) te relateren aan de hanengevechten op de stadswal, gelegen achter de gang. Hanengevechten werden ook gehouden in de herbergen (vgl. de 'Sociëteit van de Hanenbijterie' in een herberg aan de Laan, 1761). De naam 'hoanebieter' in het Gronings ook havik of kiekendief, en de benaming van de stapelaar van het te verbranden stro tijdens het dorsen.
HelperpadVoormalig pad (1790) - met parallel verlopend afwateringskanaaltje - vanaf borg Groenestein, c.q. de Helperzoom tot over de spoorlijn (de naam dateert uit 1961). Tot plm. 1940 met onbeveiligde spoorwegovergang. Het pad in 2020 vervangen door de Helperweg met tunnel.
HerenkamersBenaming voor de eenkamerwoningen achter de vroegere wal tussen Jonkerstraat en Driemolendrift (18e eeuw).
Hoek van AmelandOok door de gemeente tot omstreeks 1920 gebruikte benaming voor het deel van de Noorderhaven z.z., gelegen tussen Vijfde Drift en Visserstraat. Ook wel Bij 't Ameland. Genoemd naar het al in 1659 genoemde huis 'Het Ameland' op de hoek met de A.
Ter plaatse naderhand het Gemeentelijk Havenkantoor met (nog aanwezig) het stadswapen in de gevel; eerder hotel 'Schiermonnikoog'; nog eerder een tapperij. De naam heeft geen relatie met veerdiensten naar Ameland of Schiermonnikoog, al zijn die er wel geweest.;
Hofsteegzie Hortusbuurt.
JagersgangVoormalige zijgang vanaf Boterdiep 75.
JacobijnerwegBenaming van een sinds 2011 niet meer bestaande straat, gesitueerd tussen Boterdiep en Langestraat, ter hoogte van de huidige Kolendrift. Voor naamsverklaring zie Jacobijnerstraat (Binnenstad). De Jacobijnerweg in de 17e eeuw ook wel Galgeweg, naar de militaire terechtstellingen in de Jacobijnerdwinger. Oorspronkelijk (tot de aanleg van de wallen) leidde de weg (een zuidwending) door het Oosterstadhamrik naar het tichelwerk van het Jacobijnerklooster aan de Hunze. De E.J. Thomassen à Thuessinklaan en Vrydemalaan volgen het tracé van de voormalige Jacobijnerweg.
JodenkampDe straat lag tussen Boterdiep en de latere Bloemsingel en voerde naar de oudste Joodse begraafplaats in Groningen (1747) op een kampje in de (afgelegen) Ebbingedwinger. De begraafplaats is gesloten in 1838 en onder rabbinaal toezicht geruimd in 1953. In de Tweede Wereldoorlog op last van de bezetters naam gewijzigd in Verlengde Brouwerstraat. Na de oorlog werd de straatnaam, als enige in Groningen, op een onderbord toegelicht. In 2011 is de naam vervallen, omdat er – anders dan eerder voorzien – ook weer woonadressen zouden komen. Zie ook Langestraat (Hortusbuurt)
KakstoulensteegNiet-officiële naam voor een zijsteeg van Achter de Wal (de Noorderbinnensingel) tussen Grote Leliestraat en Grote Rozenstraat. De steeg kreeg die naam vanwege de privaten op de plaatsjes achter de huizen. In de periode 1936-1940 gesaneerd. Zie ook Achter de Wal en Violetsteeg.
KranepoortenwalHet straatje was gelegen bij de voormalige Kranepoort
De KrimBij Turfsingel 30. Alleen nog herkenbaar aan de huisnummering van een enkel perceel (30/10). De naam van het vroegere achterstraatje in verband te brengen met de eveneens ellendige omstandigheden in de Krimoorlog (1854-1856).
KoningsgangVoormalige gang vanaf Boterdiep 81. Zie ook Koningsgang (Binnenstad)
KreupelgangVoormalige gang aan de Nieuwstad (bij de Kleine Haddingestraat). Aan de gang eind 14 eeuw 'der kropele hues', voor verpleging van gebrekkigen'.
KroodersbrugEigenlijk Krooder's brug. Voormalige brug over het Hoendiep bij de Westerhaven. De brug is in 1930 vervangen door een dam. Genoemd naar brugwachter Hubertus Krooder (1853-1922).
KruithuisgangVoormalige gang vanaf Ged. Zuiderdiep 156 die leidde naar de vroegere pulvermolens ter plaatse.
Larengang(18e eeuw) Niet meer te traceren gang aan de westzijde van de Nw. Boteringestraat tussen Guyotplein en Kl. Rozenstraat. Ook wel Koller - of Rollergangetje.
LeeuwerikstraatVoormalige zijstraat aan de even zijde van de Ripperdalaan. Het centrale deel van het arbeidersbuurtje 'Rode dorp'. Afgebroken 1968. Zie ook Rode dorp.
LombardsgangVoormalige gang vanaf Schoolstraat 6 naar de Bank van Lening (achterzijde perceel Poelestraat 30). Lombarden waren in de Middeleeuwen geldhandelaren, oorspronkelijk afkomstig uit Lombardije.
LijsterstraatZijstraat aan de even zijde van de Ripperdalaan en de meest oostelijke straat van het arbeidersbuurtje het "Rode dorp" dat in 1968 werd afgebroken. Straatnaam eind jaren 1930 opgeheven omdat de straat onderdeel werd van de naar het noorden doorgetrokken Zaagmuldersweg.  Zie ook Rode dorp.
MalbroegsteegIn de 19e eeuw steeg gelegen ten noorden van de Houtzagersstraat, ten zuiden van het Slijkdiep (of Drekhaven, zie Griffestraat, Oosterpoortwijk). Genoemd naar John Churchill, hertog van Marlborough (1650-1722), aanvoerder van o.m. het Nederlandse leger in de slag bij Malplaquet (1709).
MolenstraatZie Kleine Molenstraat (Binnenstad). De Molenstraat liep van de Rademarkt tot de Radebinnensingel en is afgebroken in 1970 (bouw Hoofdbureau van Politie).
MomsteegNiet meer te traceren gang bij Hereweg t.h.v. de Davidstraat.
MottenbergDe Mottenberg was een buurtje, gelegen ter hoogte van de Ganzevoortsingel/Museumstraat. Afgebroken 1902. Een motte is een aarden heuvel, waarop eventueel een verdedigingswerk. De Mottenberg lag bij de Marwixpijpen, de waterpoort bij de kruising van de Drentse A met de verdedigingsgracht.
NoorderringwegVan Bedumerweg tot Bedumerstraat, ter hoogte van het Borgplein. Oorspronkelijk de aanzet tot een noordelijke ringweg (langs een verlengd Gorechtkanaal), nu niet meer dan een voetpad. De naam komt voor op stadsplattegronden tussen 1917 en 1950.
NoorderwalhofTot omstreeks 1924 aanduiding voor de buurt, gelegen tussen de huidige Walstraat en Kruitlaan en achter de Kruitgracht. De buurt is in de periode 1918-1924 geheel afgebroken.
OliekoekengangVoormalige gang aan het Schuitendiep ter hoogte van perceel 6.
Oude Bosch en Nieuwe BoschTot omstreeks 1881 twee straten ter weerszijden van de Stationsstraat achter de zuidelijke wallen. Vooral het Oude Bosch (ten westen van de Stationsstraat) had een bedenkelijke reputatie. In genoemd jaar naamswijziging in Ganzevoortsingel, respectievelijk Coehoornsingel.
Oude DrekstoepNaam van voormalig buurtje aan het begin van de Turfsingel, tussen Bloemstraat en De Krim. Een drekstoep was een vuilstortplaats.
PEB-wegDe PEB-weg liep (van zeker 1961 tot 1982) in het verlengde van het Groenendaal via een spoorwegovergang naar de Helpmancentrale van het Provinciaal Electriciteitsbedrijf. Eerder onbenaamde landweg vanaf de kruising Helper Oostsingel/Coendersweg, aangeduid als Centraleweggetje.
Rustluststraat(1935-1939) Gedurende korte tijd officiële naam voor het zuidelijk deel van de Mozartstraat, genoemd naar het voormalige buiten Rustlust.
SchereslijpersbrugIn 16e eeuw brug over het Selwerderdiep bij de huidige splitsing Noorderstationstraat/Bedumerweg.
SelwerderdiepjeTot 1950 nog herkenbare watergang tussen de Allersmastraat en de Borgwal bij de Cortinghlaan; maakte van 1405 tot 1616  deel uit van een noordelijke vaarverbinding tussen de buitenste stadsgrachten en de Hunze bij de huidige Borgwal. Het Selwerderdiepje lag direct ten noorden van de stad op plm. 15 m. westelijk van het Boterdiep. Beide vaarwegen waren plm. 4 m. breed. Zie ook Boterdiep. De naam Selwerderwijk is aan het diepje ontleend.
Op topografische kaarten geldt de naam Selwerderdiepje ook het deel van de vroegere Hunze tussen de streek Selwerd en Harssensbos. Ook de watergang langs de Hunzedijk (Beijum c.a.) en langs de Iepenlaan is op topografische kaarten wel als Selwerderdiepje aangeduid.
Sint Janspark(Eigenlijk: perk, afgebakend terrein.) Naam voor voormalig buurtje tussen latere Kruitlaan en Nieuwe Sint Jansstraat, voorbij de Agricolastraat.
SoepenellegangetjeNaam voor (een gedeelte van) de Koningsgang. De gang liep vanaf de Rademarkt (ter hoogte van het huidige Martinihotel) tot het Gedempte Zuiderdiep. In de gang nog een zijslop met acht kamerwoningen. Komt ook voor als Soepenmelkgangetje. Soepen is het Groningse woord voor karnemelk. In de gang het erf van een koemelker. Zie ook Rijstebrijgang en Waagstraat.
Spinhuisgracht
Gedeelte van de vroegere vestinggracht  ter hoogte van de Reitdiepsdwinger. In de dwinger de Spinhuismolen.  Alles ter hoogte van de huidige Leliesingel. Spinhuis: zie onder Zoutstraat (Hortusbuurt)..
SpoorweghavenHaven achter het Hoofdstation (1874-1926). De haven diende voor de overslag van landbouwproducten op het spoor en sloot aan op het Noord-Willemskanaal. Na 1926 vervangen door een haven ter plaatse van het huidige Helperpark.
TaksteegZie Violetsteeg.
TrappenboogjeIn de 19e eeuw voetbrug - na 1857 draaibrug, ook geschikt voor rijtuigen - over het Kattendiep bij het Schuitendiep. Het Kattendiep is in 1880 gedempt.
VeulsgangSinds 1971 niet meer bestaande gang tussen de Rademarkt en het verlengde van de Battengang. Veul is een familienaam. In de volksmond ook bekend geweest als de Beulsgang; naar de woonplaats van de stadsbeul Christopher Scharprichter. Ter plaatse nu het Hoofdbureau van Politie. Aan de zuidzijde nog een doodlopend straatje: de Feucke.
Violetsteeg(ook Fiolettensteeg) Achter de Noorderbinnensingel, tussen Grote Leliestraat en Grote Rozenstraat. De steeg mondde uit op het zogenaamde Rozenplein aan het eind van de Rozenstraat. Vlak bij de hoek met de Grote Leliestraat een gasthuis 'voor den werkenden stand'. Het terrein is in de periode 1936-1940 ontruimd en pas na de Tweede Wereldoorlog weer bebouwd. Tijdens de Tweede Wereldoorlog diende het als exercitieterrein. De bebouwing in enige omvang dateerde uit 1806. Vanaf ca. 1840 ontstonden zowel ten oosten als ten westen van de steeg een aantal zijsloppen, deels onder de naam Achter de wal of Noorderbinnensingel. Benaamde zijsteeg: Taksteeg. In de Taksteeg eenkamerwoningen, van 1873 tot 1927 in eigendom bij de familie Tak.  De straatbreedte in de stegen was 3 à 3,5 m.
VremerwegVoormalige landweg door het Oosterhamrik ter hoogte van de huidige Walstraat.
VrijdemabrugVoormalige brug over het Selwerderdiep ter hoogte van de kop van de huidige Bloemstraat (Jan van den Broek); leidde naar de historische Vrijdemaweg (zie Oosterparkwijk).
Weversgangzijgang aan de westzijde van de Sledemennerstraat; idem aan de zuidzijde van de Kostersgang. Beide gangen zijn geamoveerd.
Zwarte weggetjeTot 1969 (gereedkomen Emmaviaduct) de niet-officiële naam van een verbinding tussen de Parkweg, de Van Hallstraat en de Eeldersingel langs het Hoornsediep (met tot 1926 een brug over de Spoorweghaven). De naam hield verband met het gruis van de wegverharding.